# Siagnole
La Siagnole est un affluent de la Siagne dans le département français du Var. Elle est parfois aussi appelée Siagne de Mons ou Siagne romaine.

## Géographie
De 19,7 km de longueur

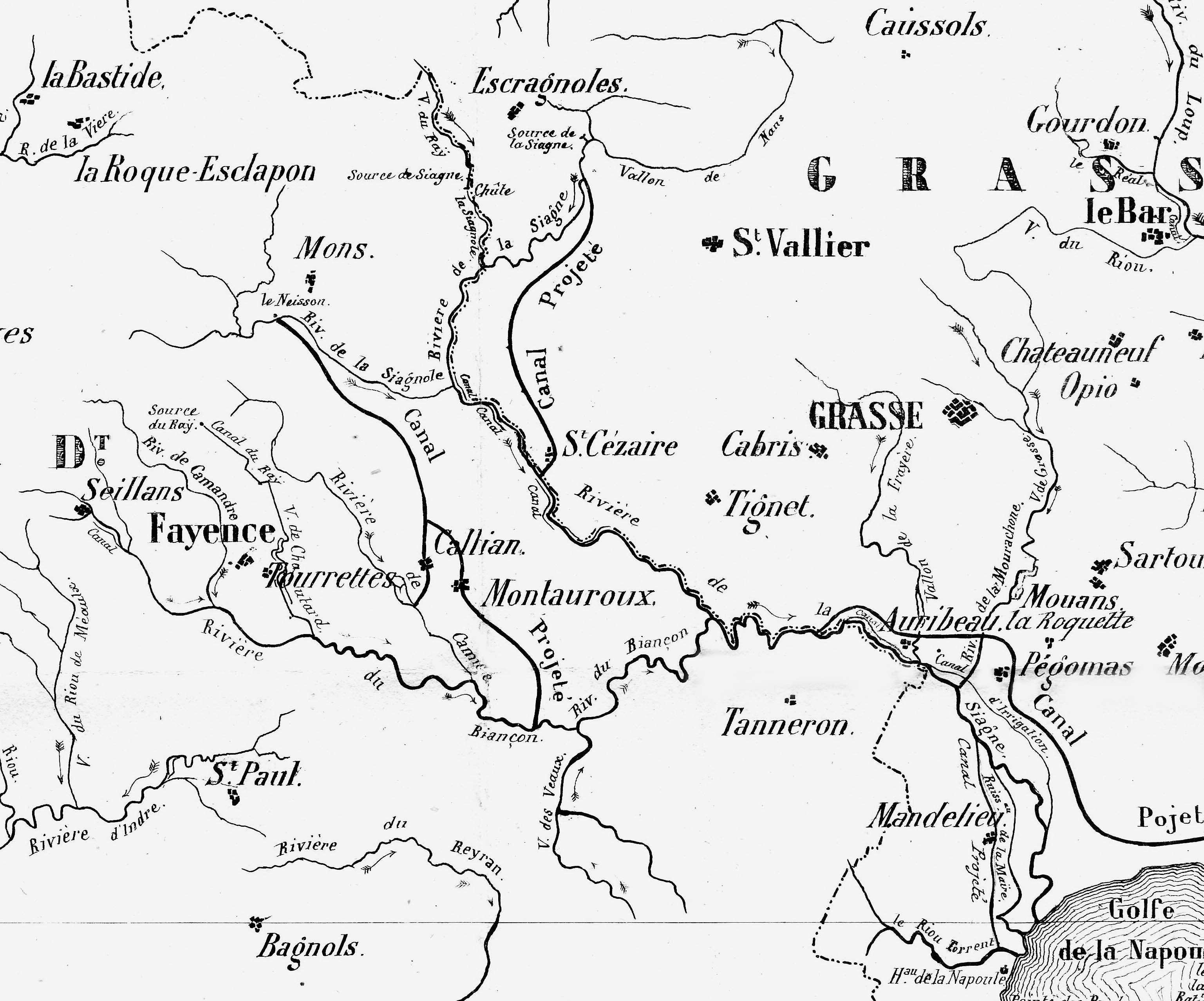
Carte de la Siagne et de la Siagnole (1845)

La Siagnole, ou Siagne de Mons, ou Siagne romaine est un affluent de la haute Siagne en rive droite, longue de 5.850 m, dont 1.450 du Neissoun (source vauclusienne, début de l'aqueduc de Mons à Fréjus) au pont de la Siagnole (confluence avec la Siagne), son bassin versant avec le Fil mais sans le Neissoun est de 4.696 ha.

## Affluents
La Saignole a cinq affluents référencés :
- Vallon des Travers (rd[note 1]), (Y55-11240)
- Vallon des Vennes (rd), (Y55-11260)
- Vallon des Ambus (rd), (Y55-11300)
- Vallon de Roque Abeillère (rg), (Y55-11280)
- Vallon de San Peyre ou vallon de Saint-Peire (rd), (Y55-11320)

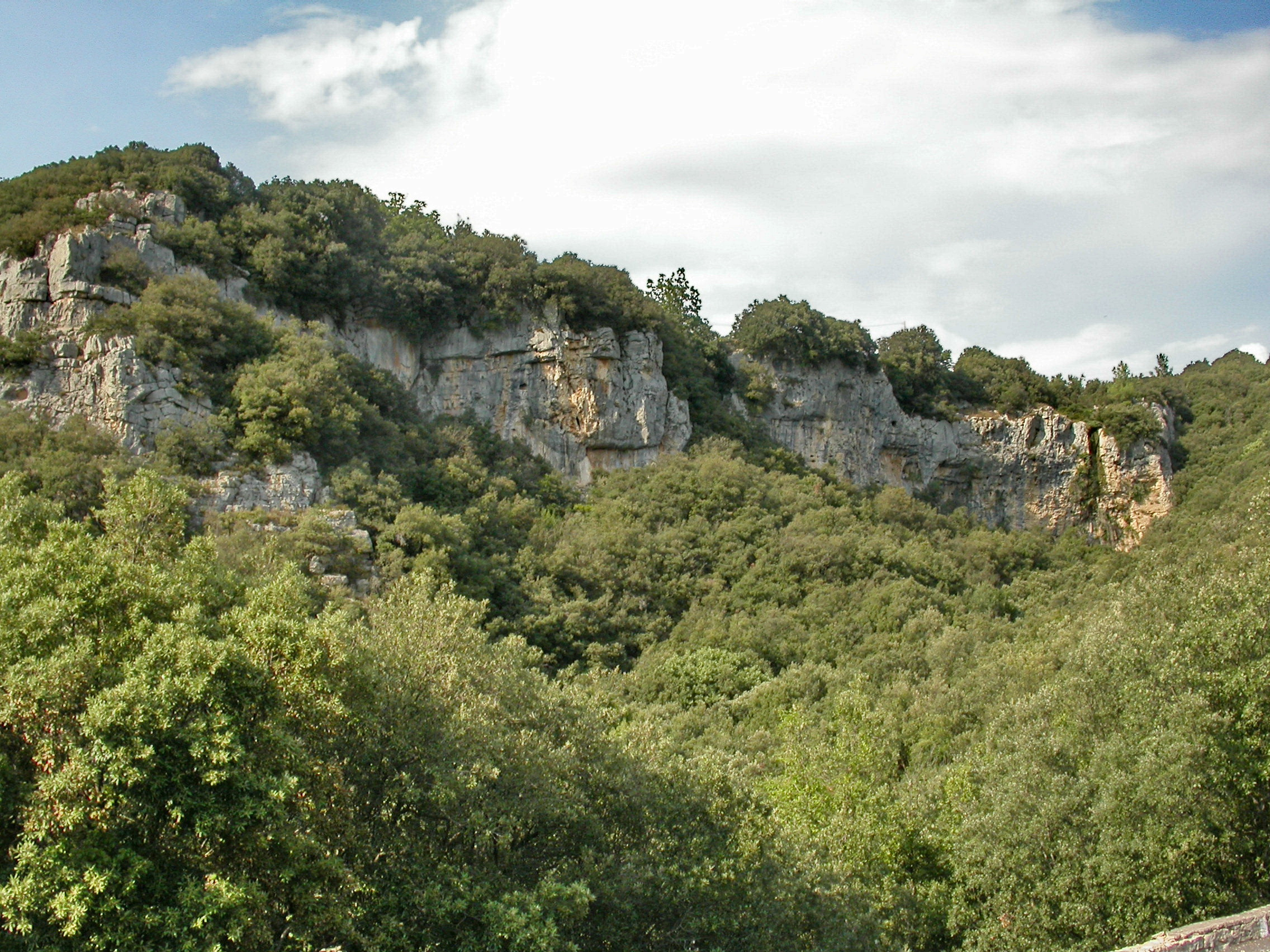
Vallon de Roque-Abeillère
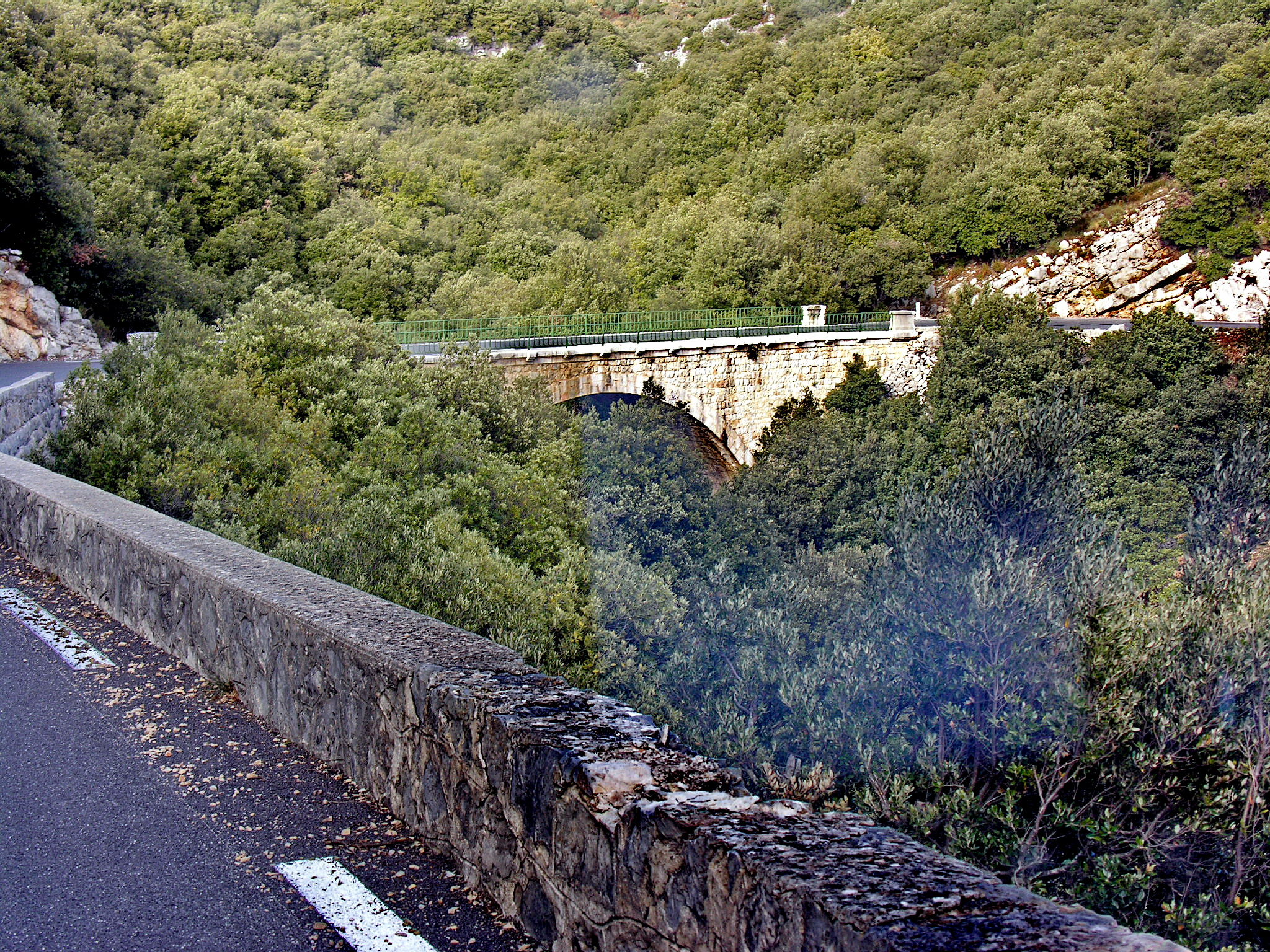
Pont des Vennes en amont du Neissoun
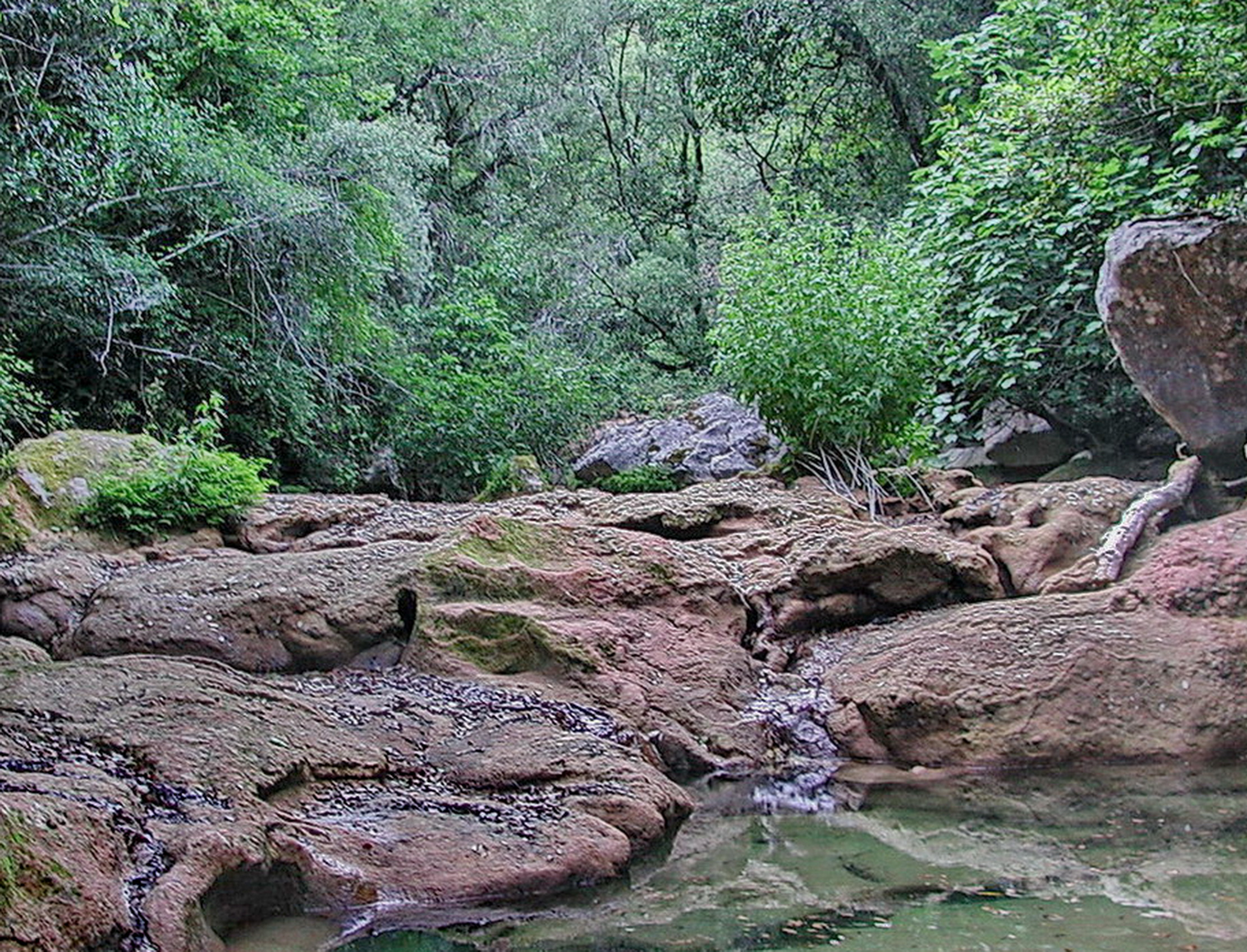
Confluence Siagnole et Vallon des Ambus (cascade de 30 mètres)
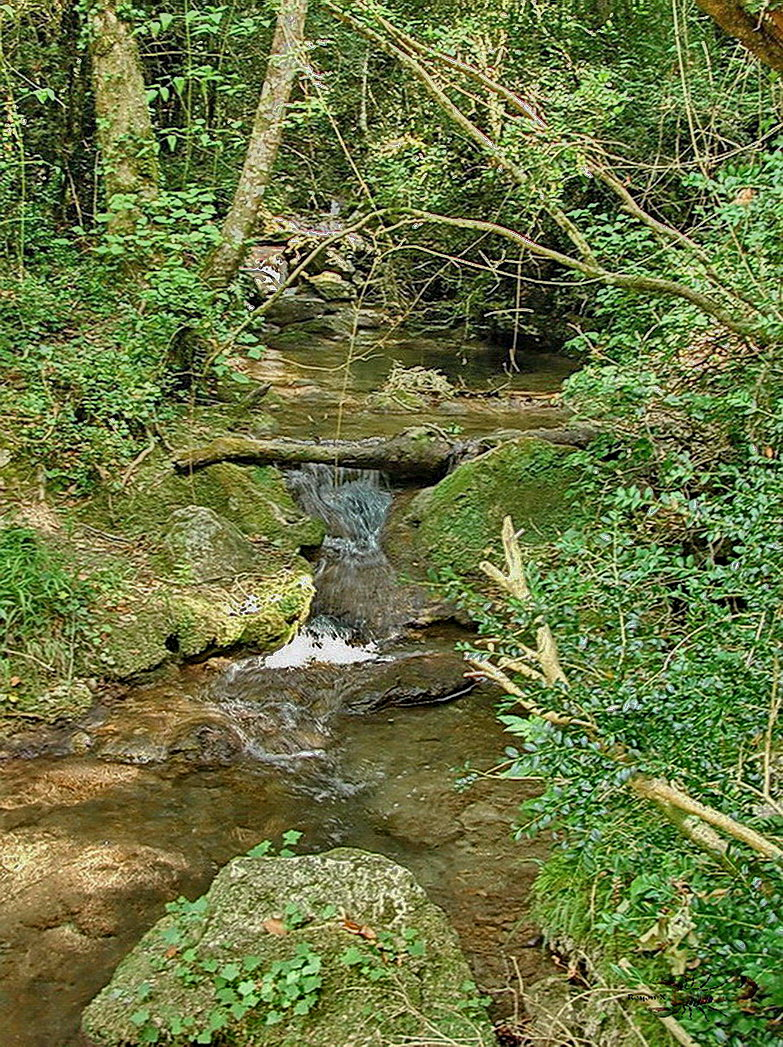
Confluence Siagnole et Vallon de San Peyre

## Aménagements

### Barrages sur la Siagnole ou le Fil
- Barrage du Moulinet
- Barrage romain du Neissoun
- 2 barrages agricoles à Tourrettes

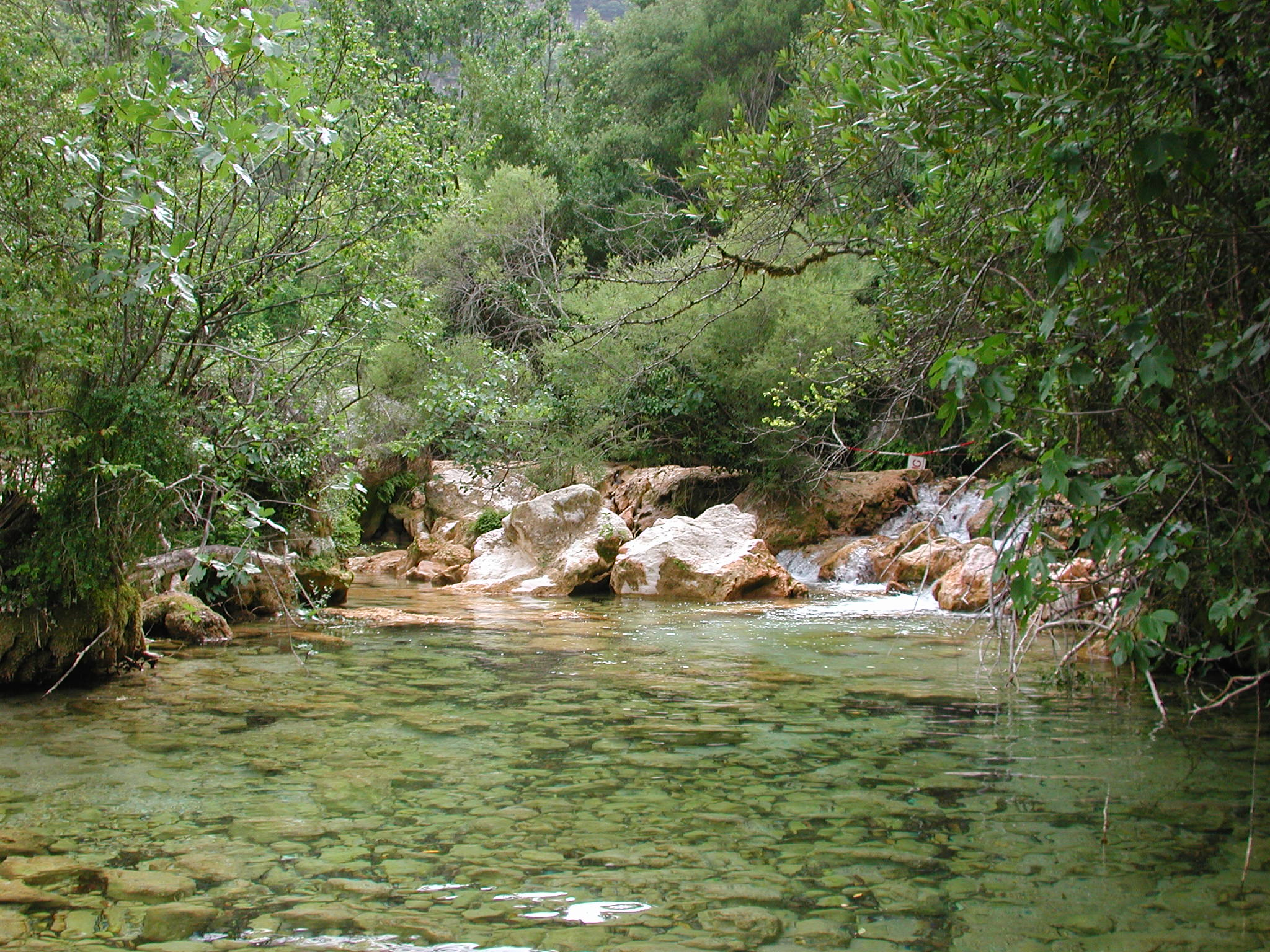
Barrage de l'ancien moulin à blé des Ajustadous
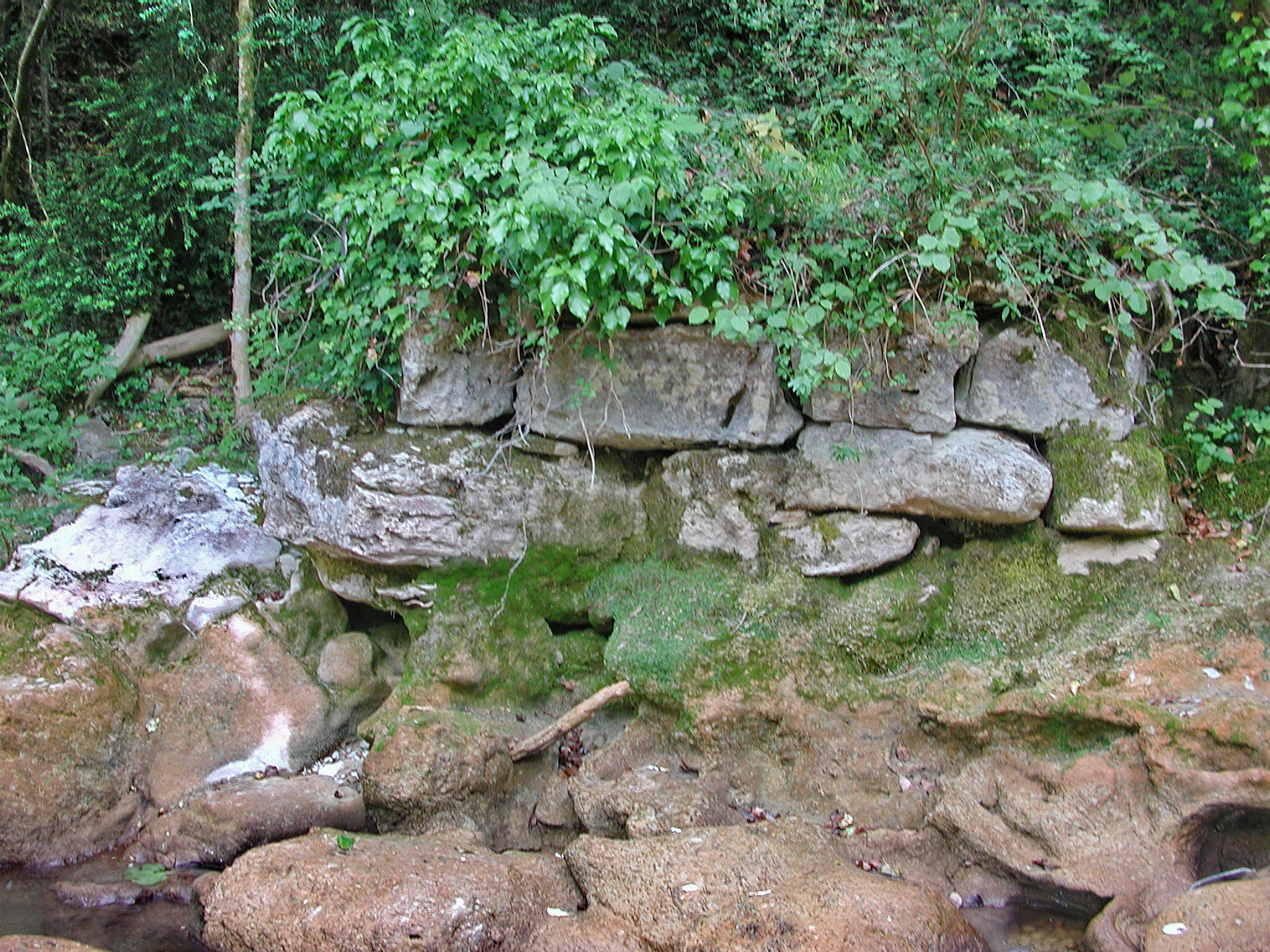
Barrage agricole aux Cannisses"
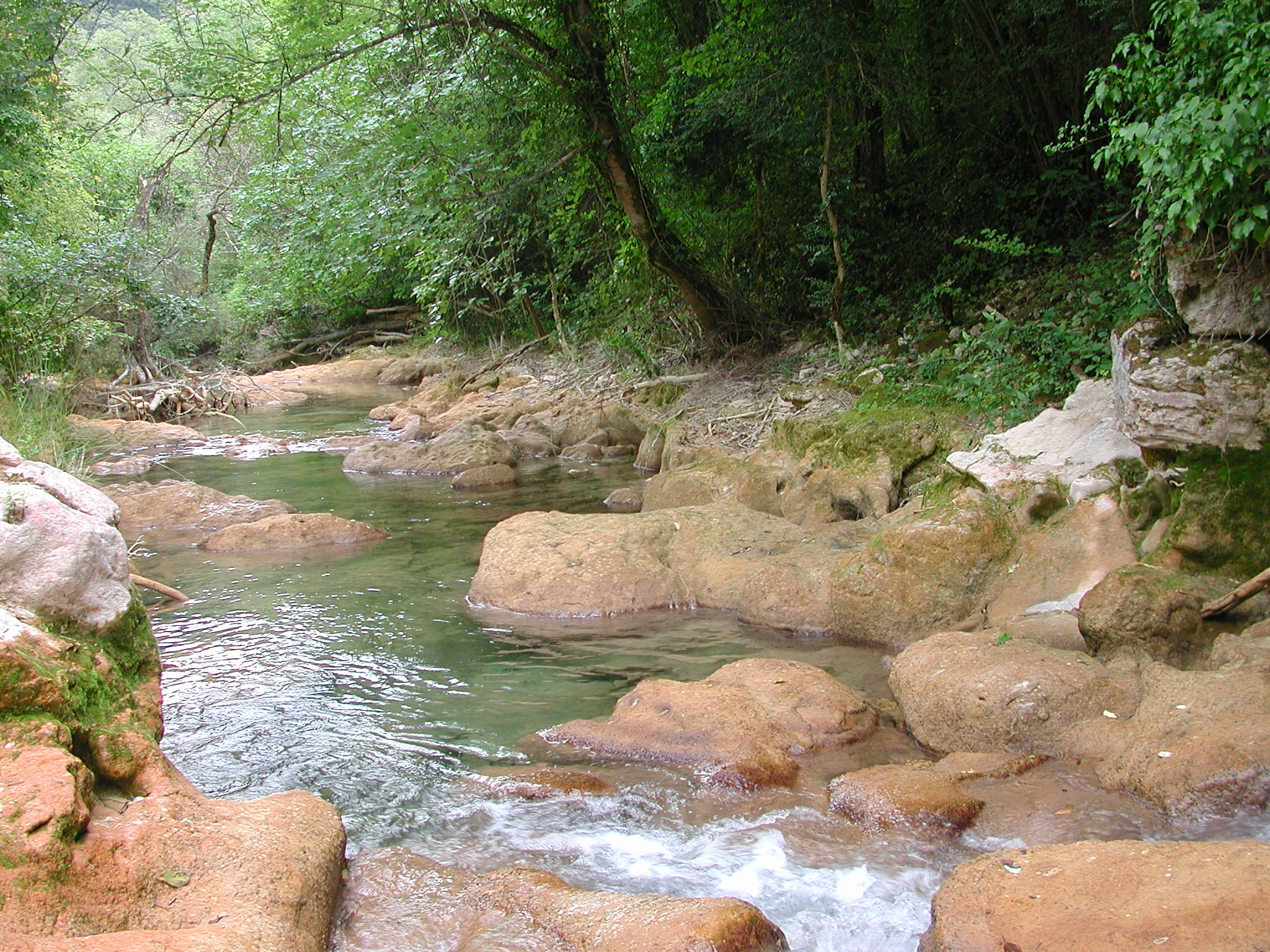
Barrage agricole aux "Cannisses"
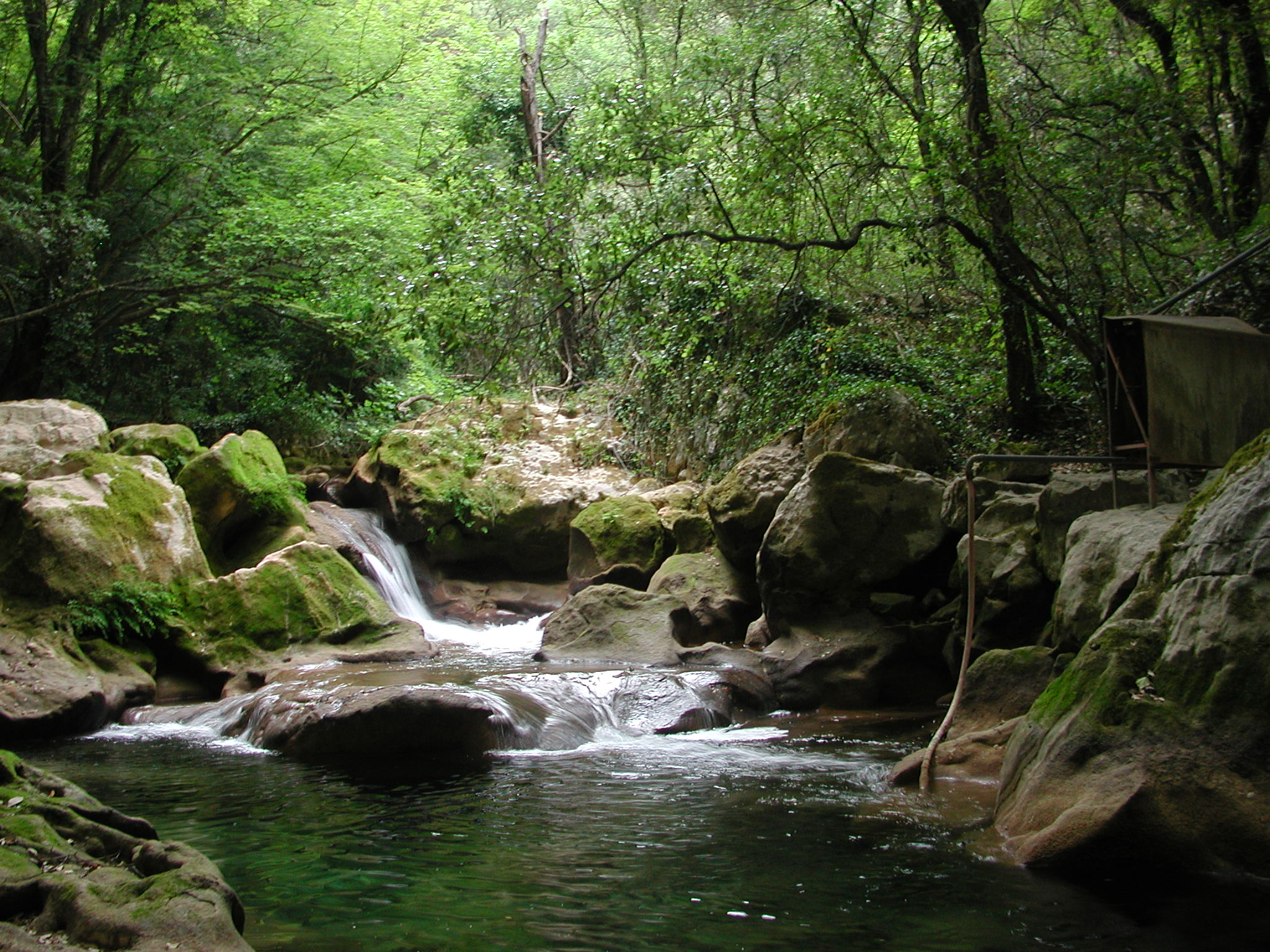
Barrage du moulin d Fayence, sous San-Peyre
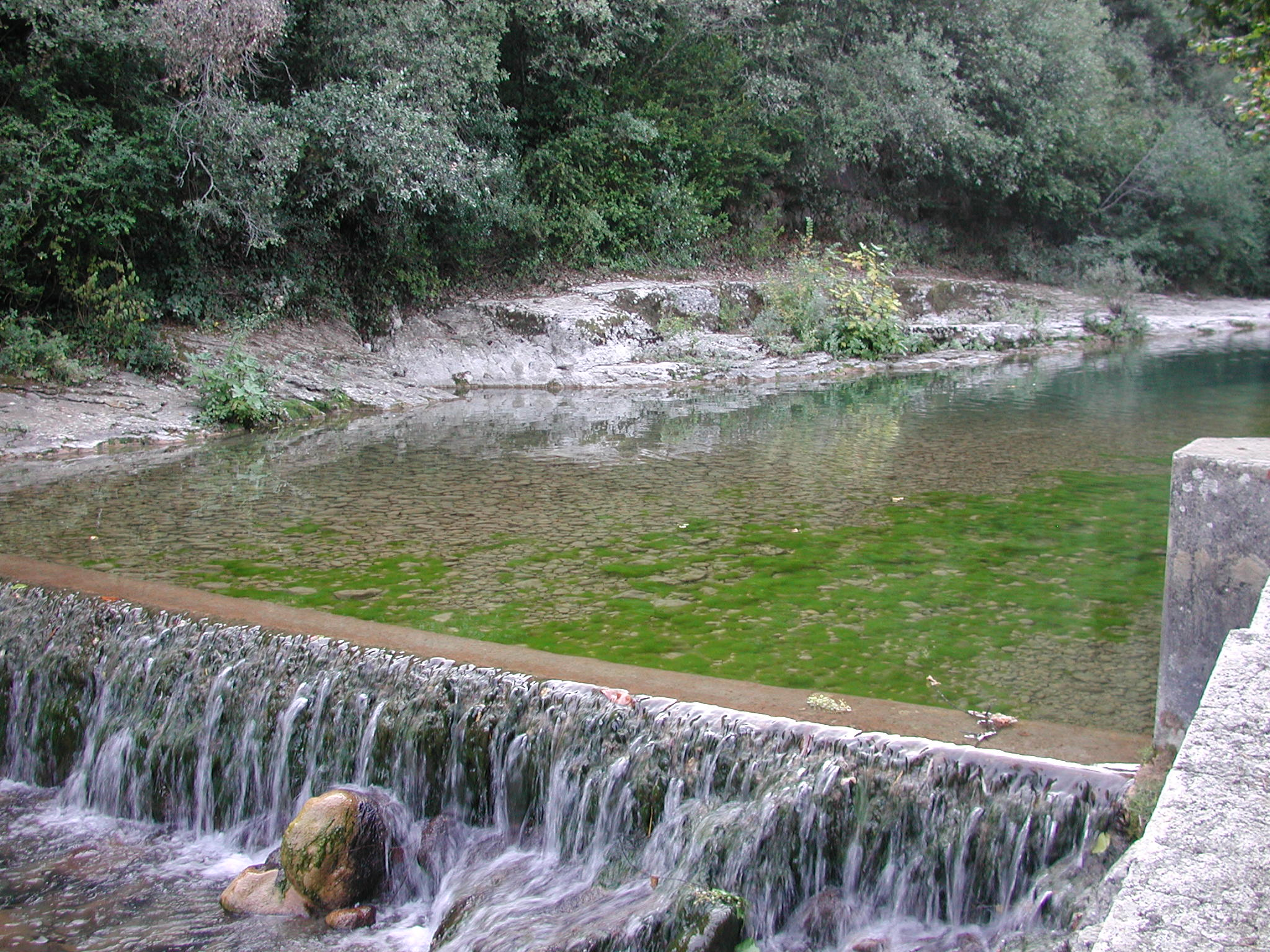
Barrage du déversoir des moulins communaux
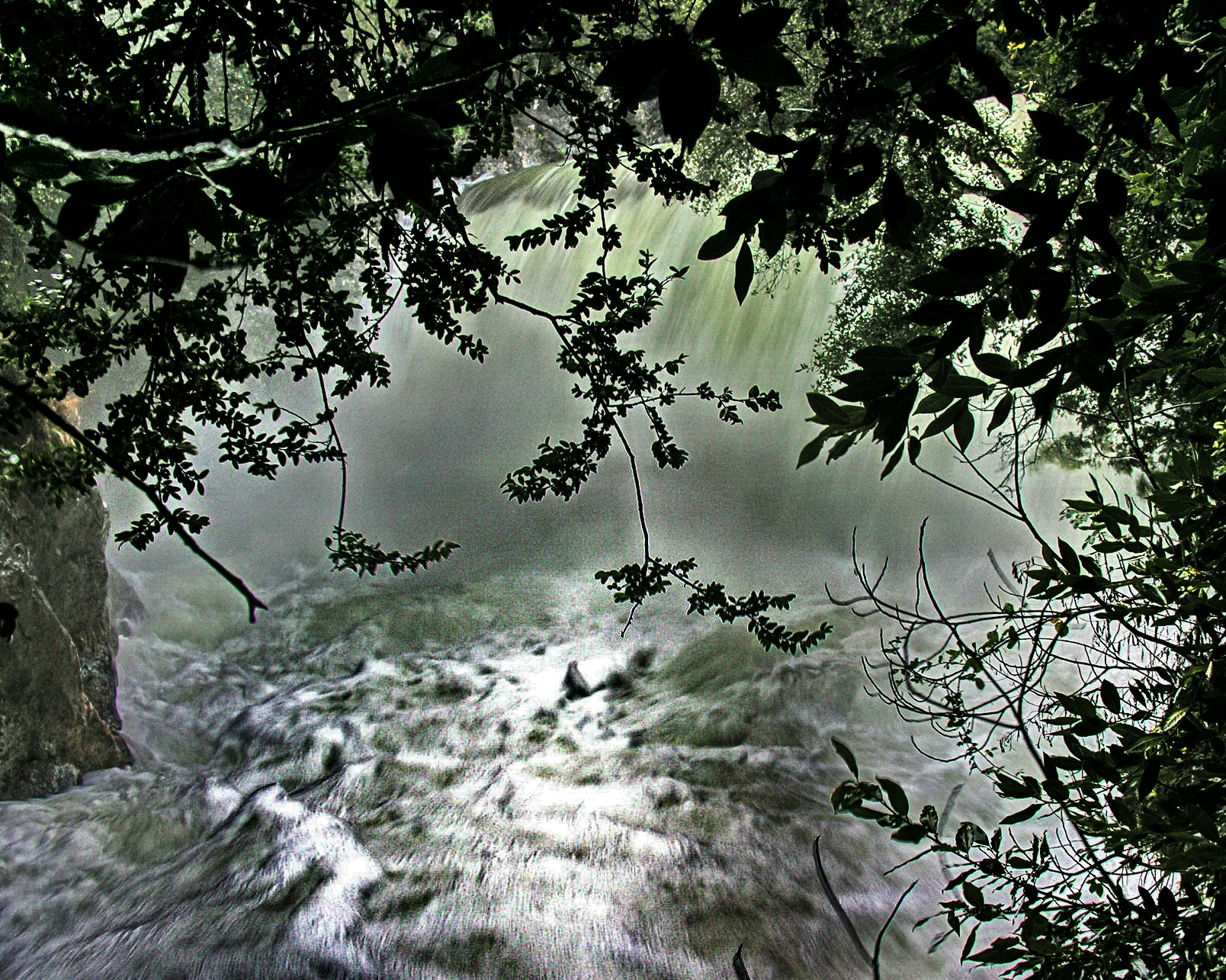
Barrage de la prise des moulins communaux (après un orage)
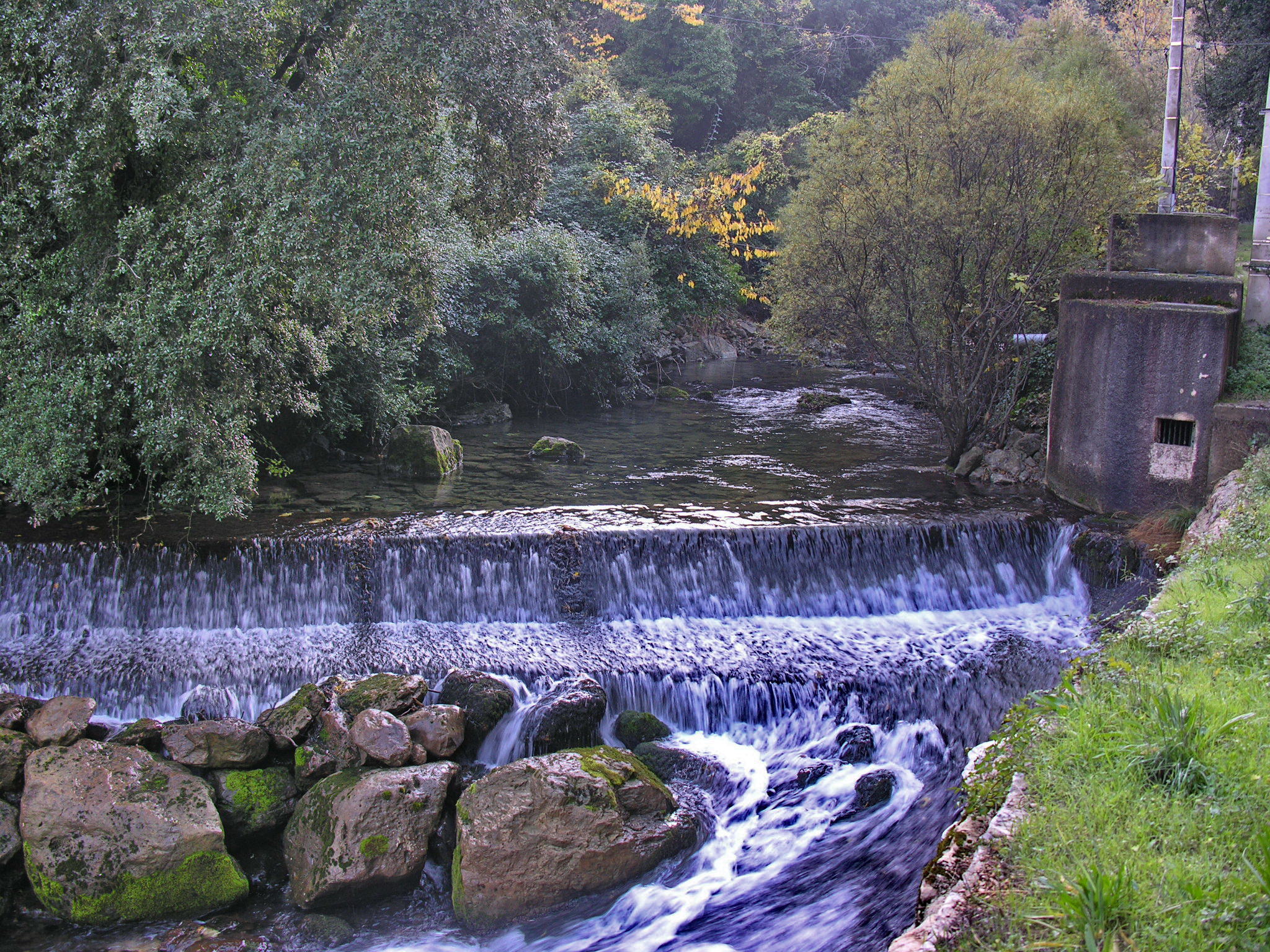
Barrage de franchissement du canal Jourdan (1182)
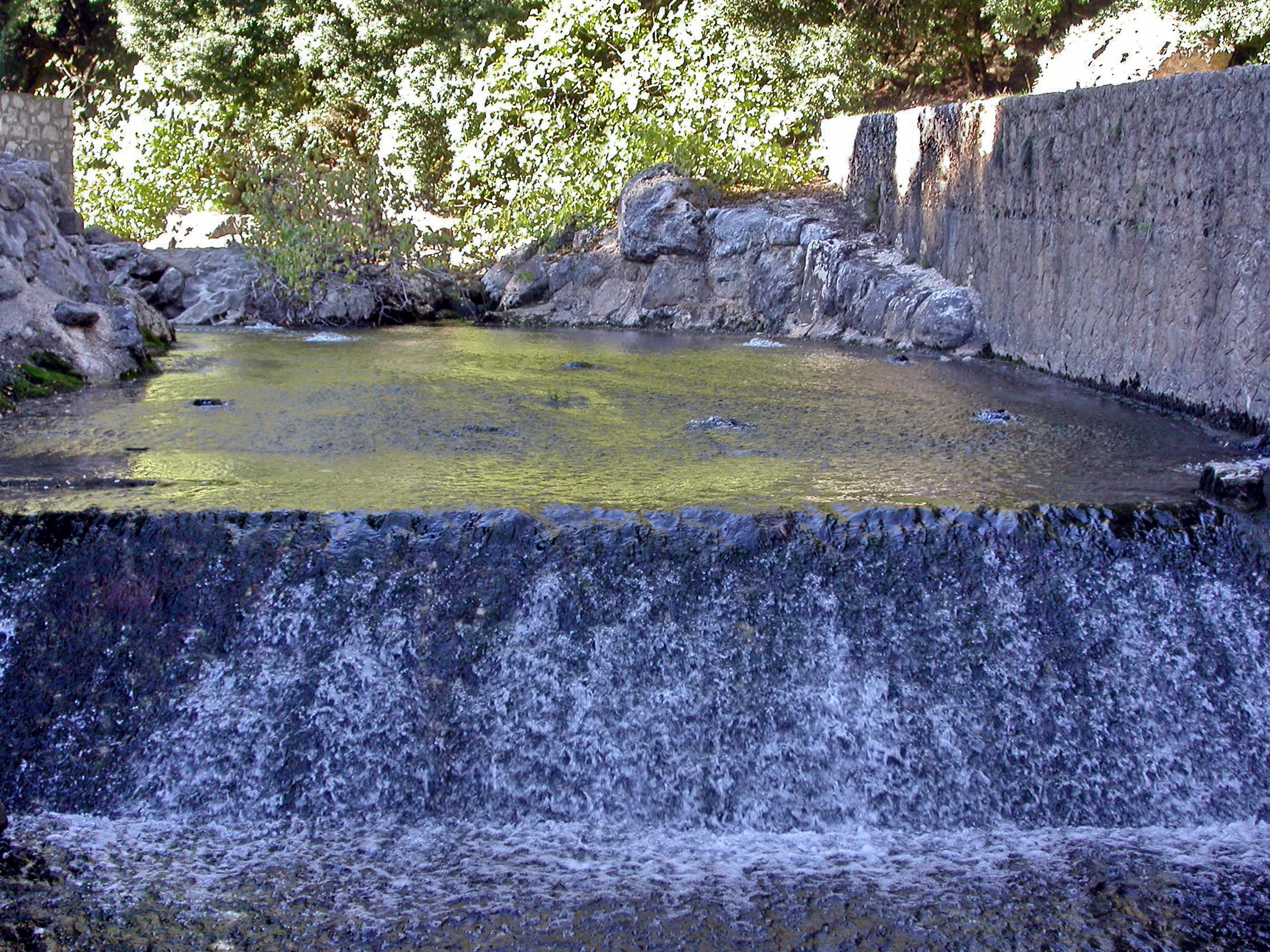
Barrage reconstruit à peu près au niveau du barrage romain
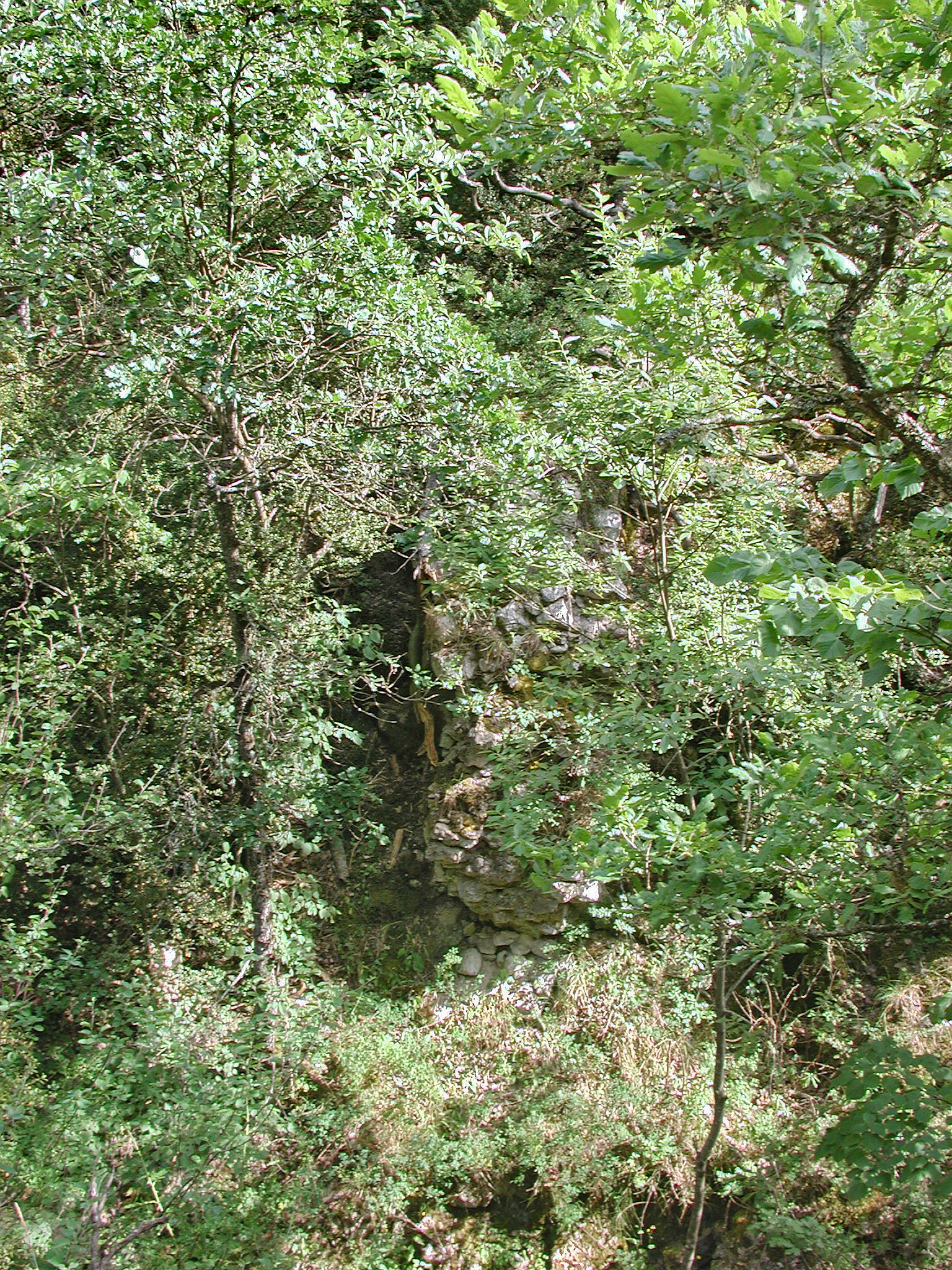
Restes du barrage sur le Fil

### Moulins anciens de la Siagnole
- 2 moulins à rouet sur le Fil
- Moulin médiéval :moulin de Villevieille d'Avaye ? (en aval du pont-aqueduc romain)
- Bief et moulin à rouet de Beauregard
- Barrage, bief, et chutes des moulins communaux de Mons (1-2-3-5) (rachetés par leur meunier, encore en état de marche)
- Moulin de Fayence, dit à plâtre,  à Saint Pierre de Figolas (Frigoure) situé en amont du vallon de San-Peyre, figure sur la carte des Frontières de l'est de 1677, objet de longs litige entre la Comtesse de Fayence et la famille de Villeneuve.
- Bief du moulin des Ajustadous

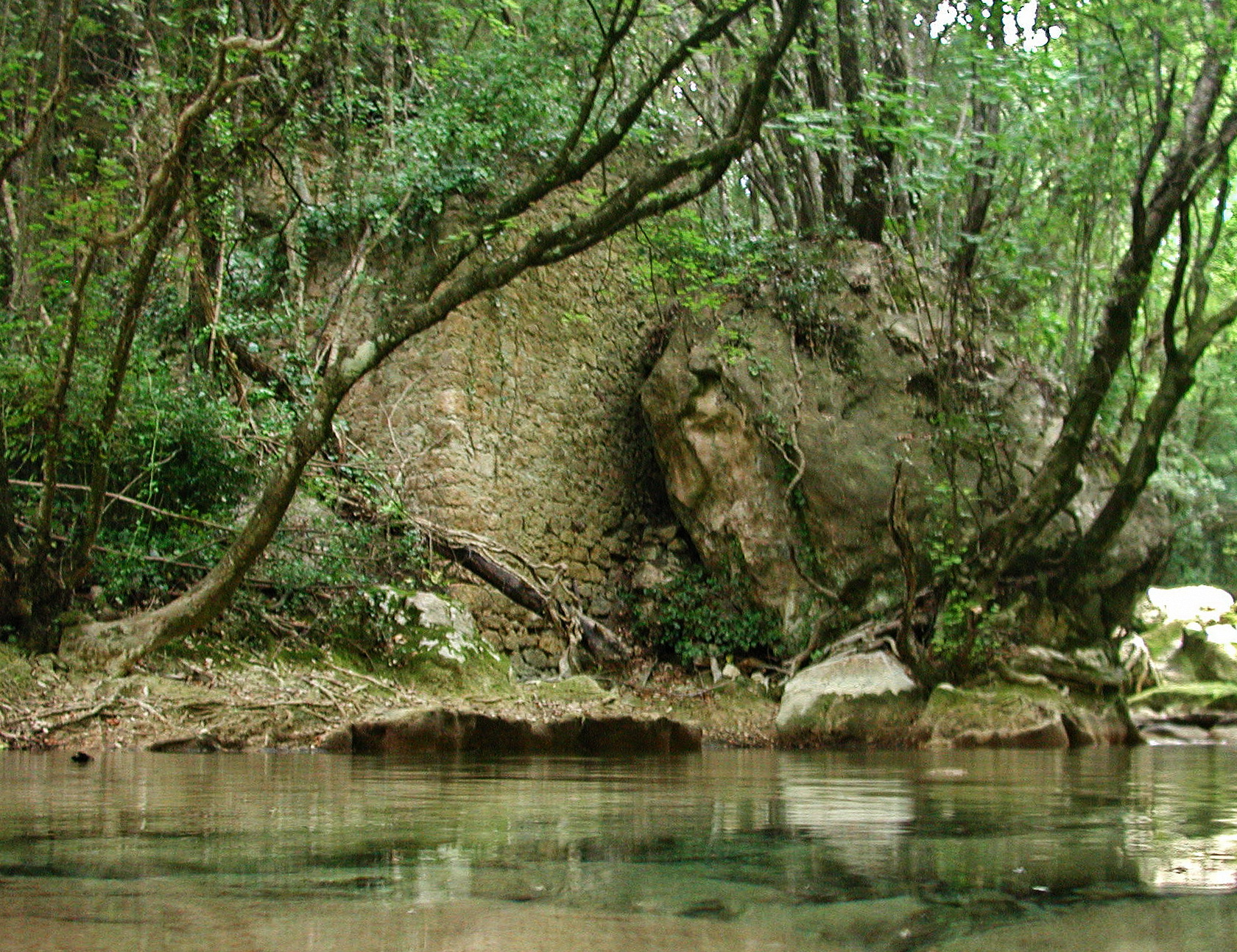
Moulin à Plâre de Fayence (ruines)
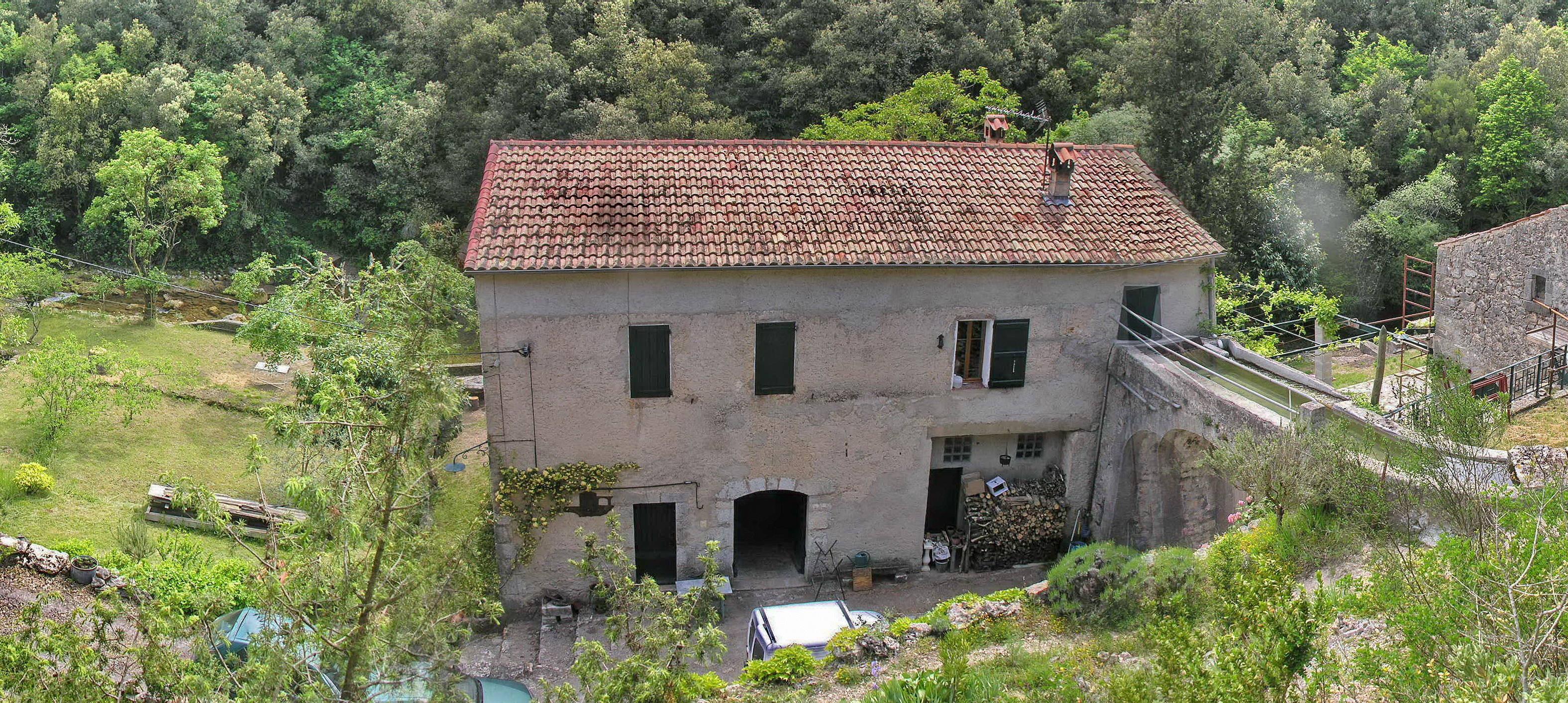
Moulins communaux
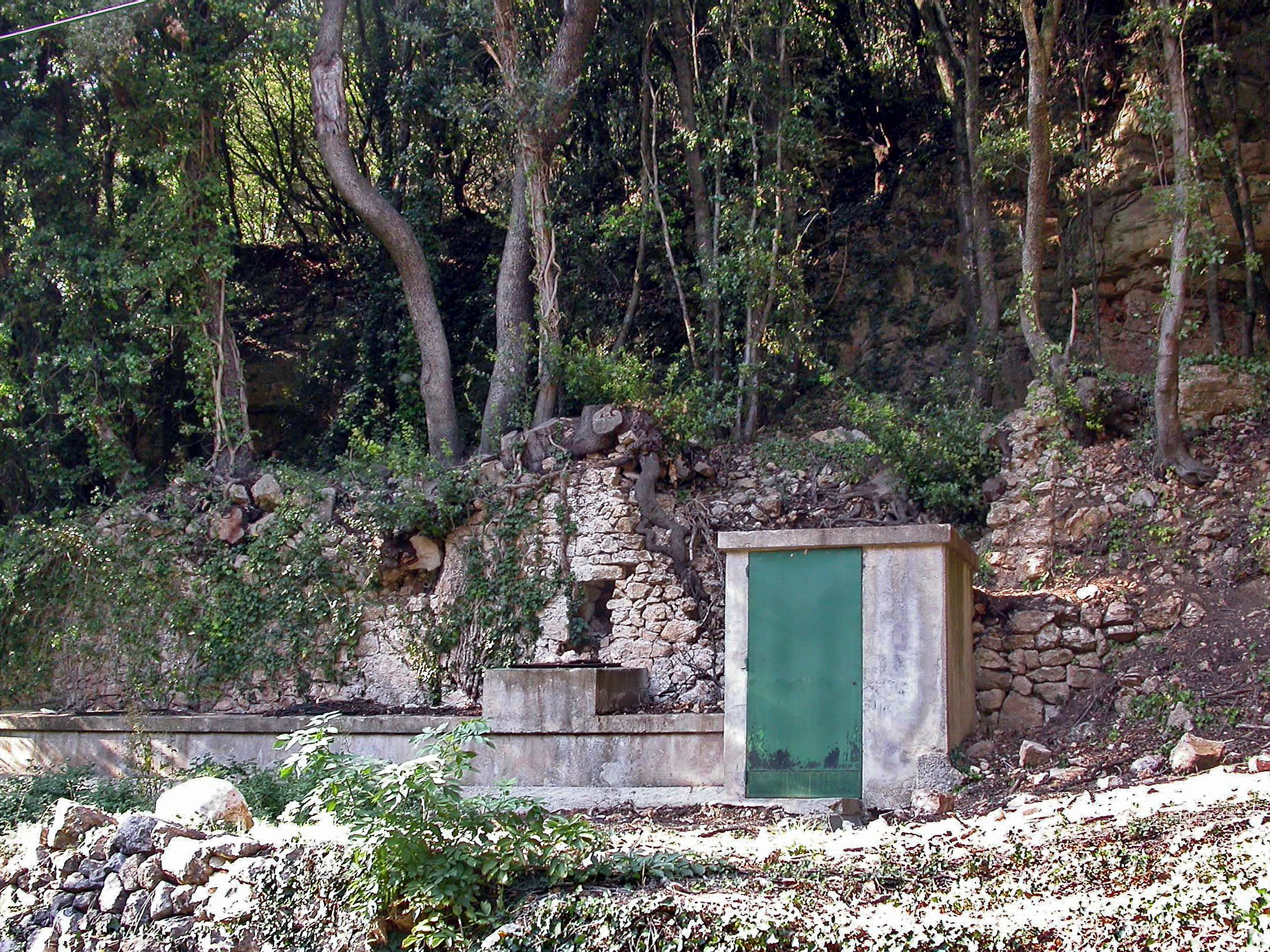
Moulin médiéval immédiatement en aval des sources
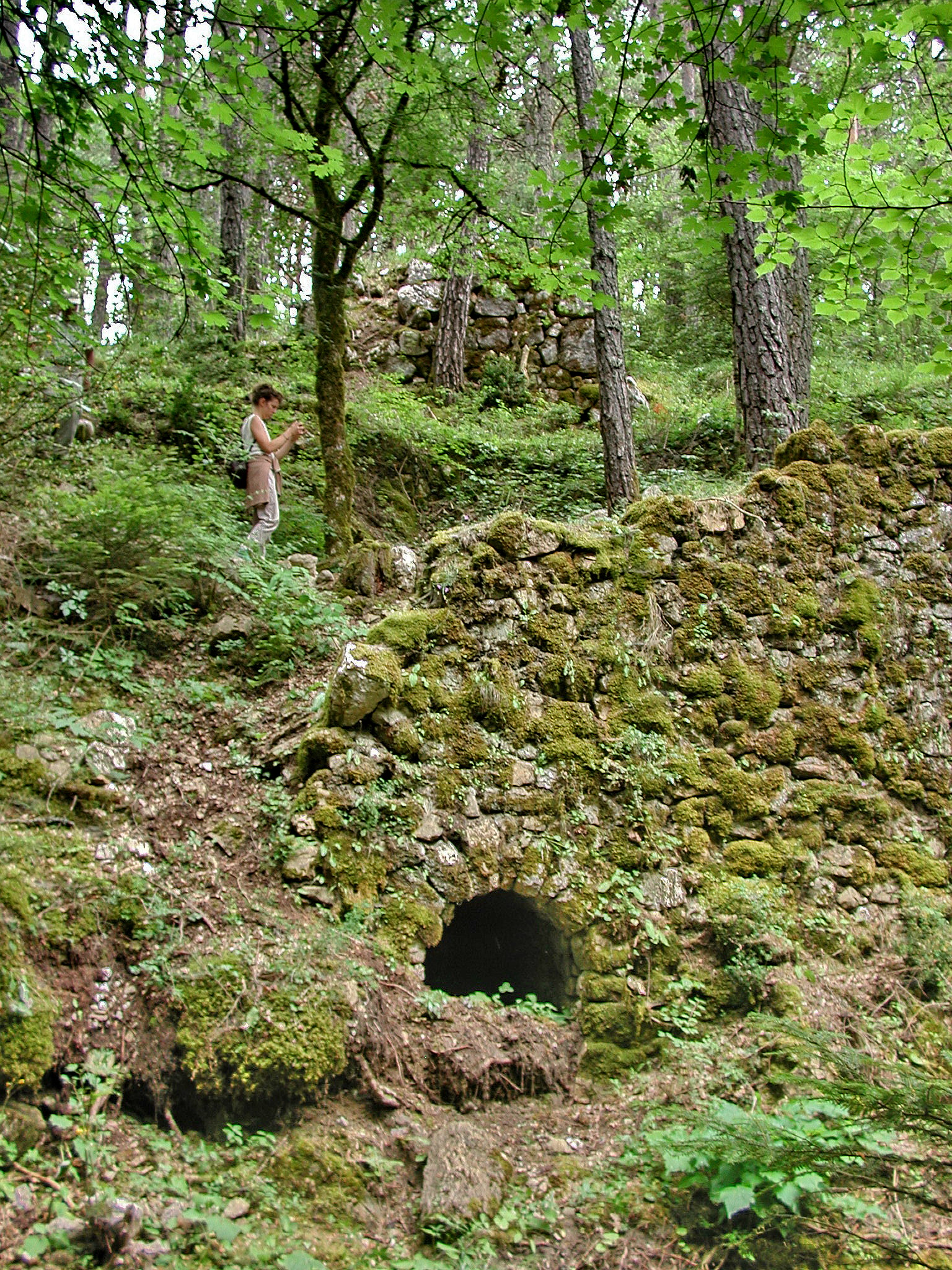
Restes du moulin à Rodet (Cuillères) sur le haut Fil à Esclapon

## Gorges

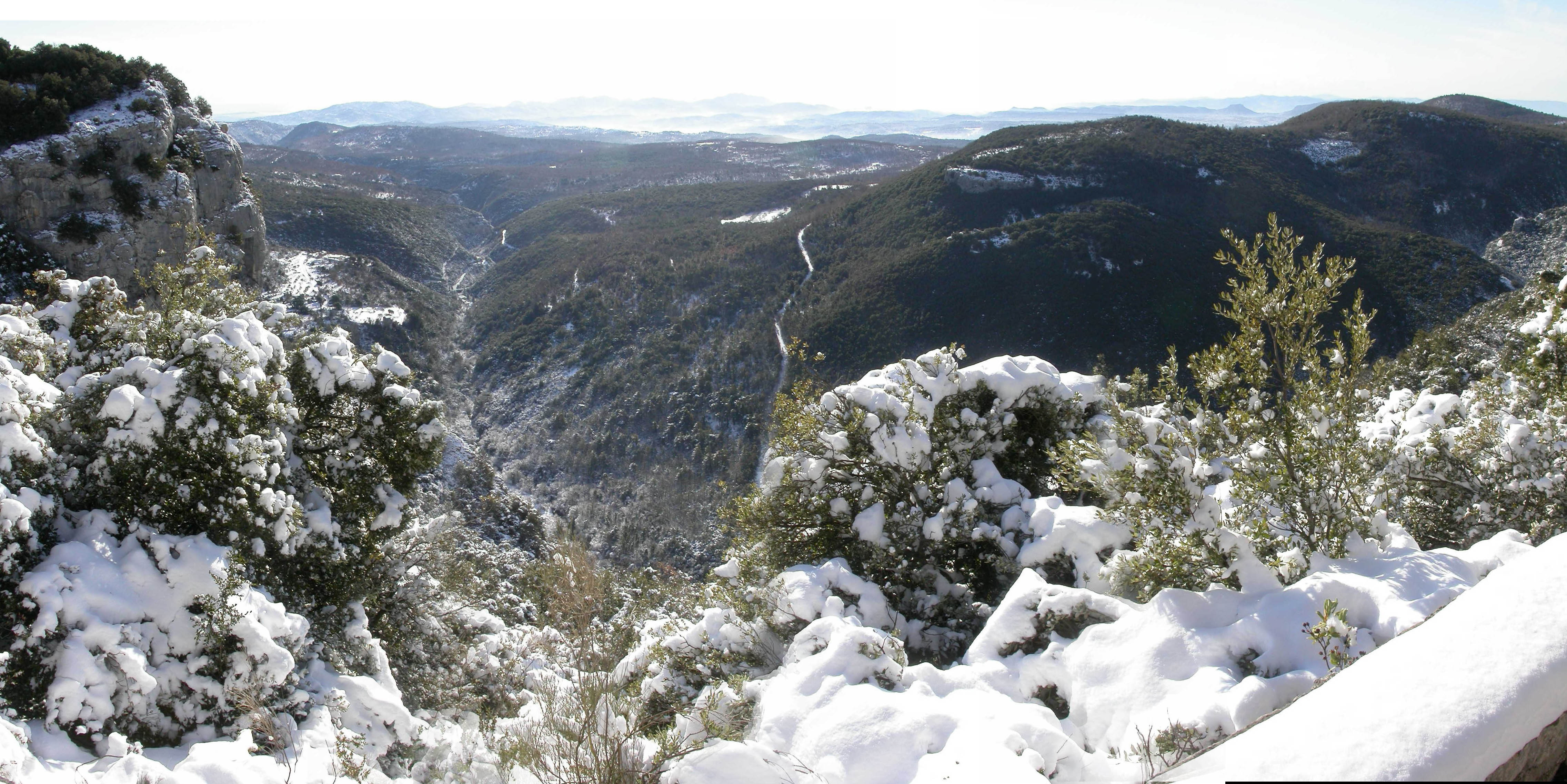
La Siagnole en hiver
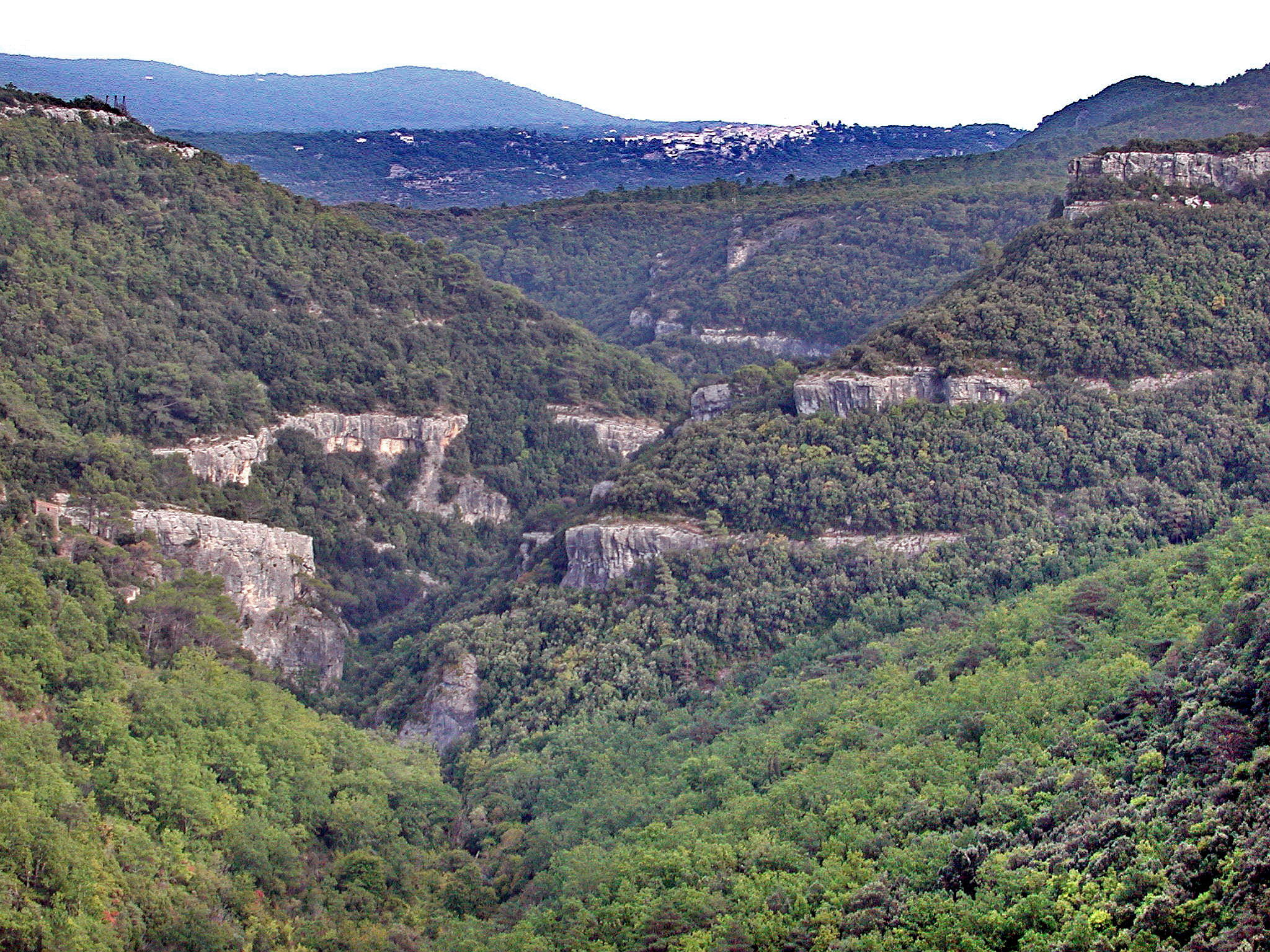
Moyenne Vallée de la Siagnole : Frigoure

### Les Tuffs

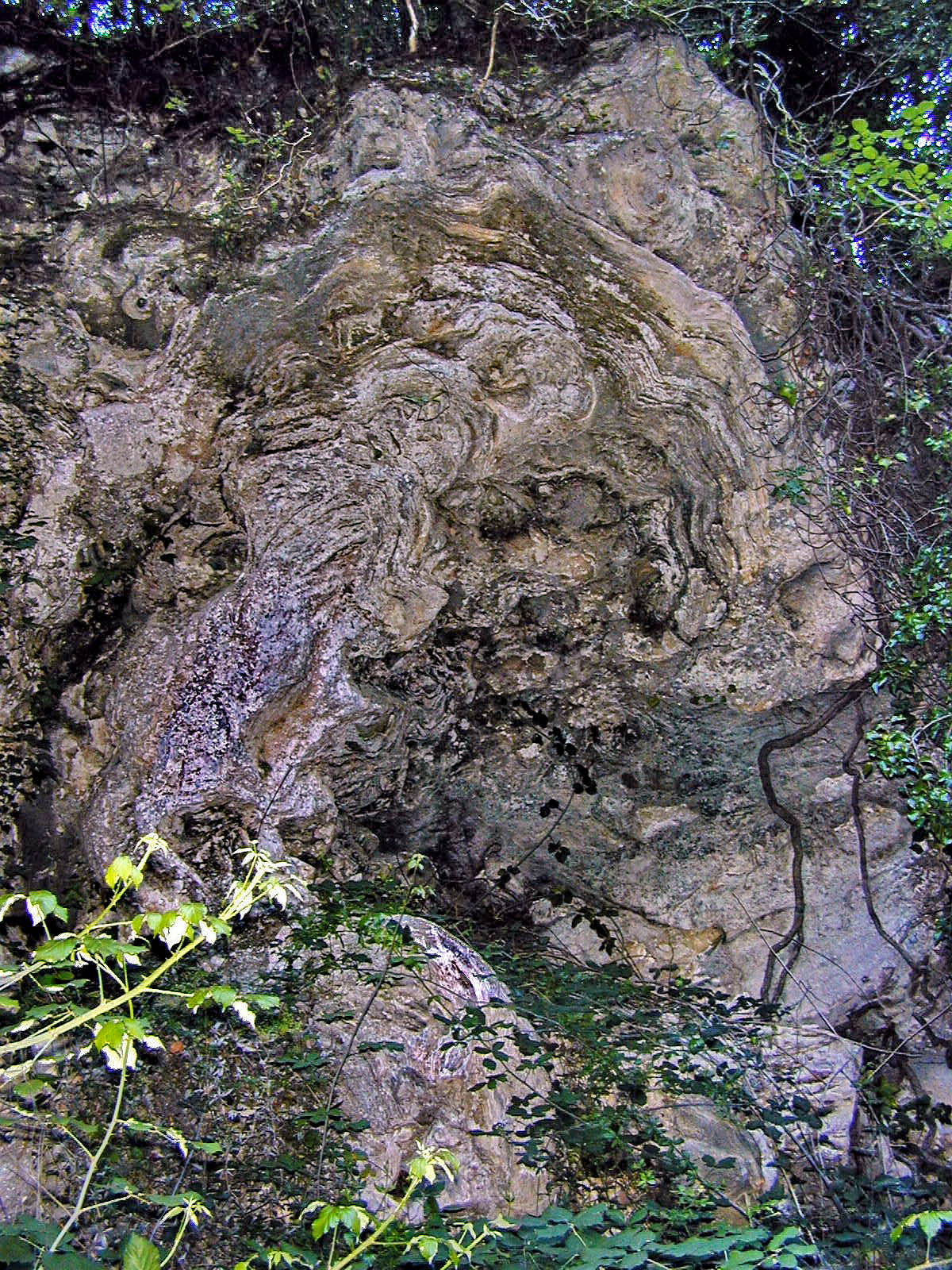
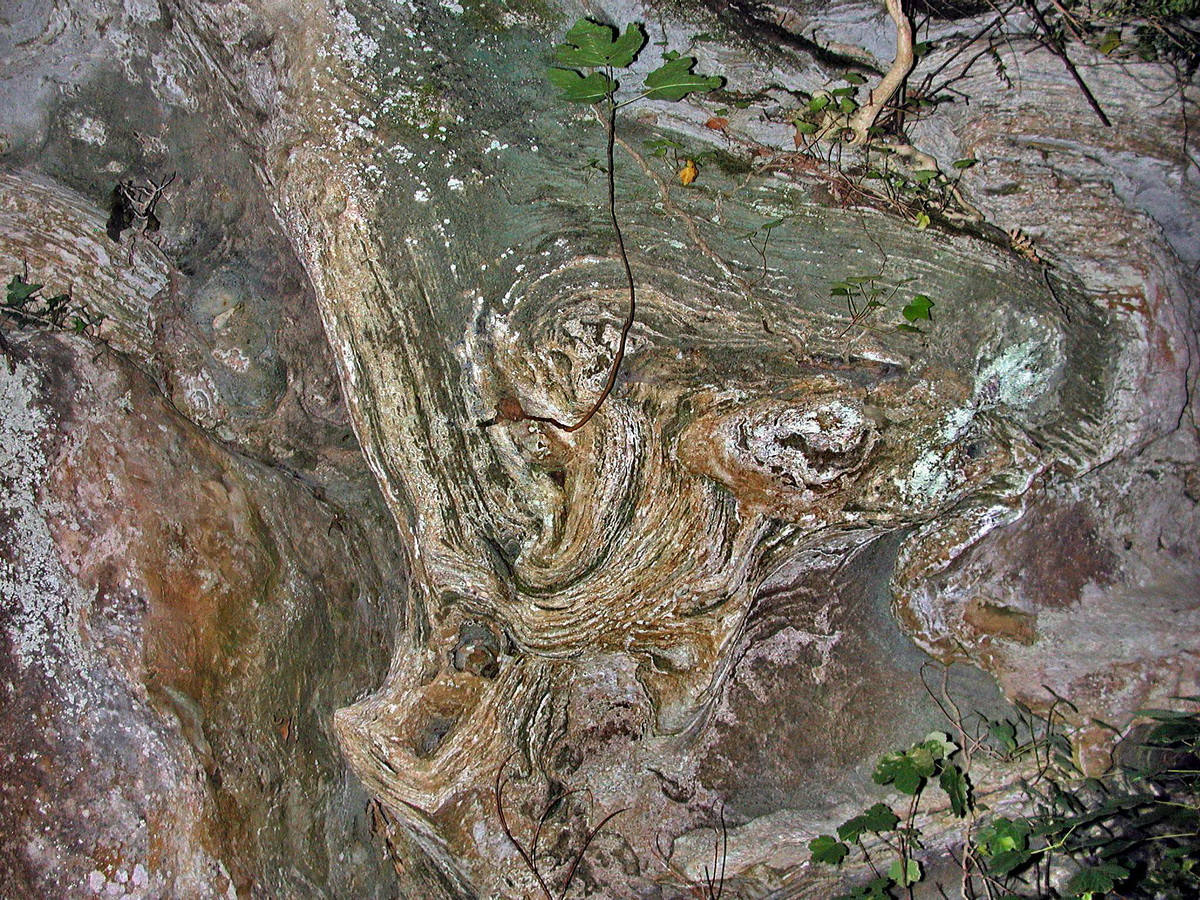
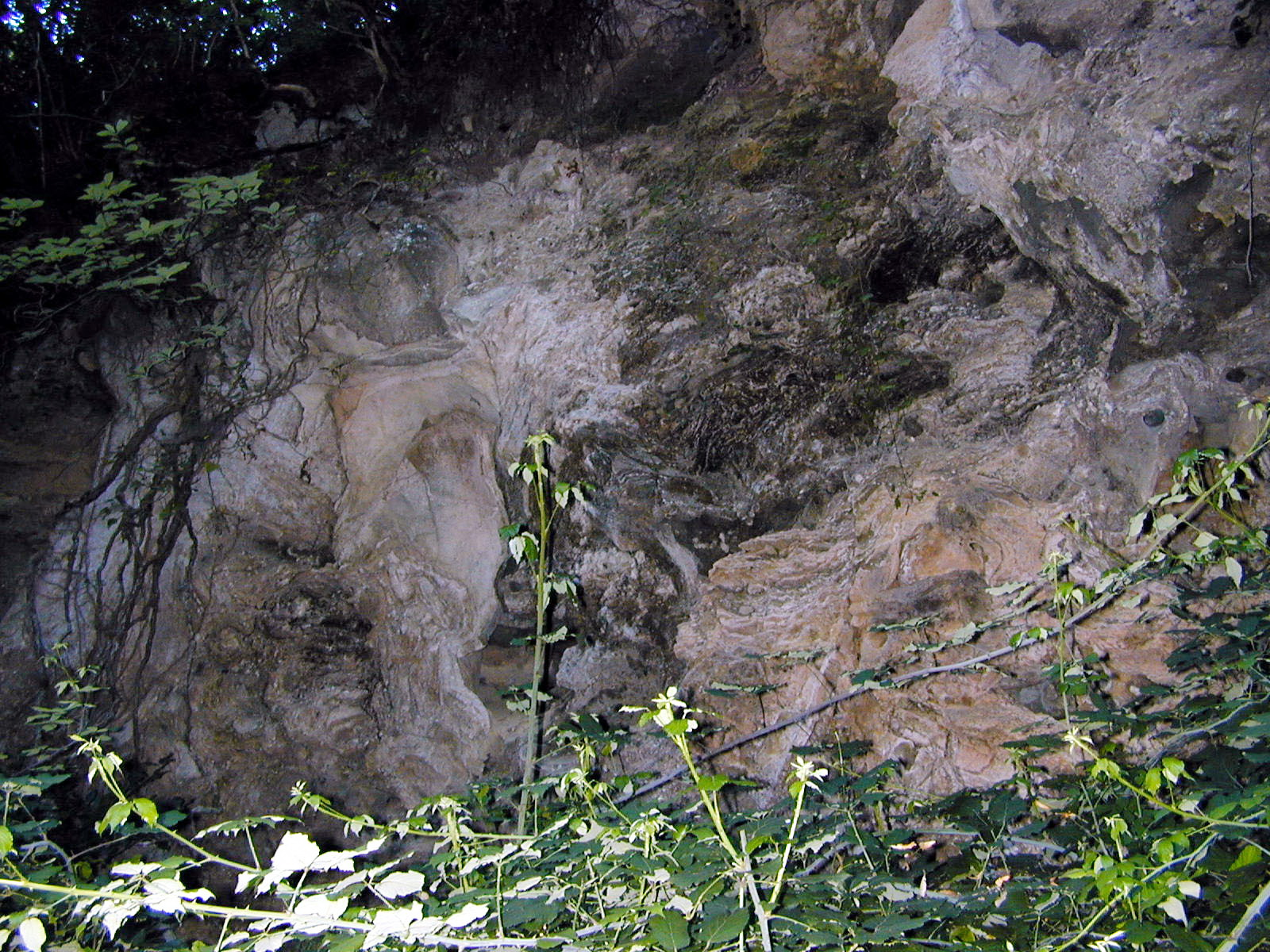

### Grottes, avens, résurgences
Il existe plus de 50 cavités sur les rives de la Siagnole,, peu ont un développement connu d'importance.

#### À Mons
- Grotte des Mouches (RG) : UTM32 : x = 0354024, y = 4889106, z = 620
- Grotte du Neissoun (RG) : UTM32 : x = 0315028, y = 4839141, z = 513
- Grotte de la Tranchée (RD) : UTM32 : x = 0316163, y = 4838830, z = 745
- Grottes de la Roche Taillée (RD) (3)
- Grottes de Frigoure (3)
- Trou du Bœuf ou Ajustadous (RG) : UTM32 : x = 0361505, y = 4885872, z = 285
- Résurgence des Ajustadous : sous la grotte.

#### À Tourrettes
- Grotte de la Grande Galerie : UTM32 : x = 0318800, y= 4836780, z= 385
- Grotte de Garamagnes : UTM32 : x =0318833, y = 4836744, z = 375

#### Callian
- Marines de Siagne (RD) : série de 10 cavités, dont la n°3, sépulcrale, UTM32 : x = 0361958, y = 4885445, z = 385

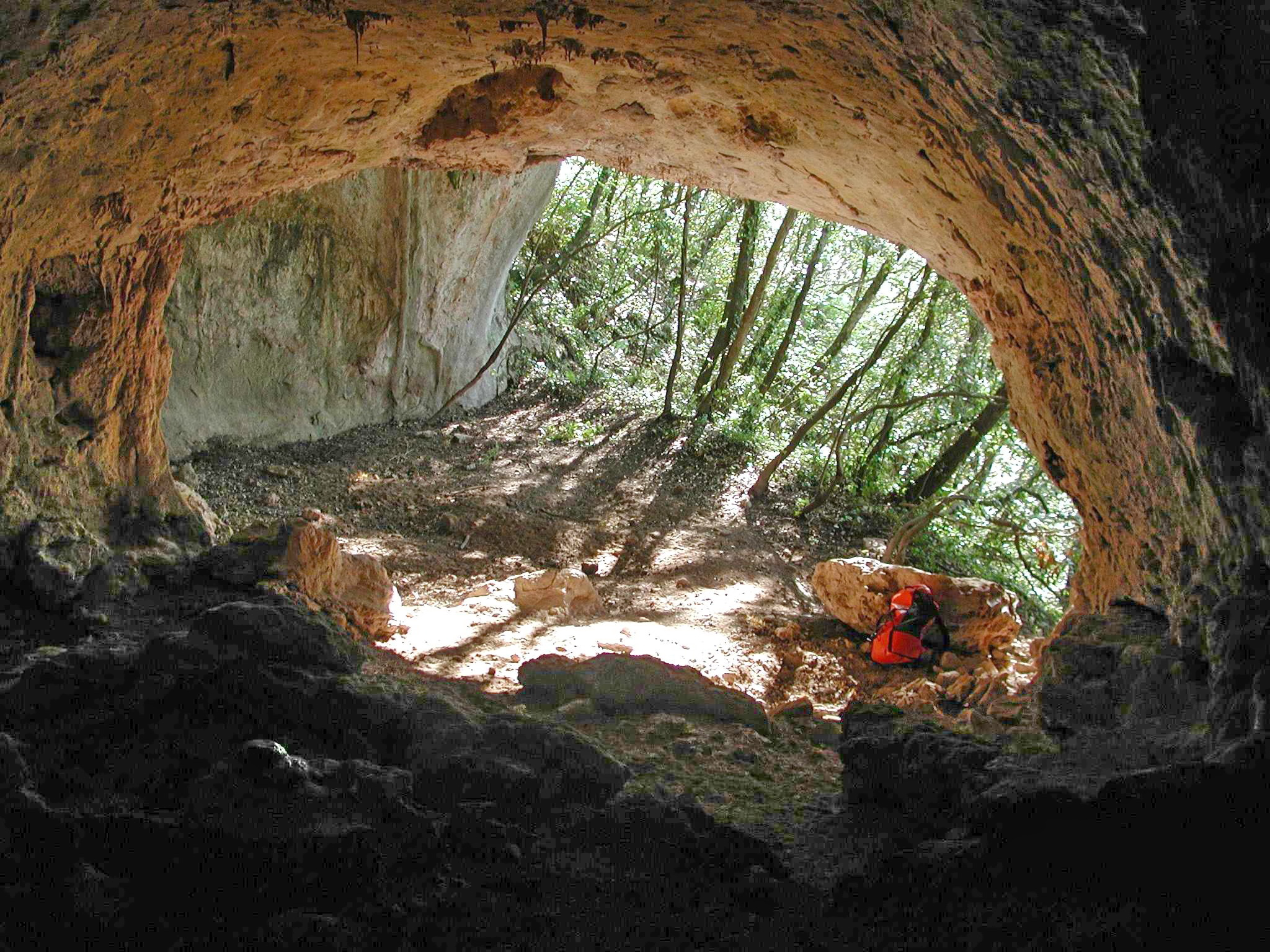
Marines de Siagne n°3 : entrée
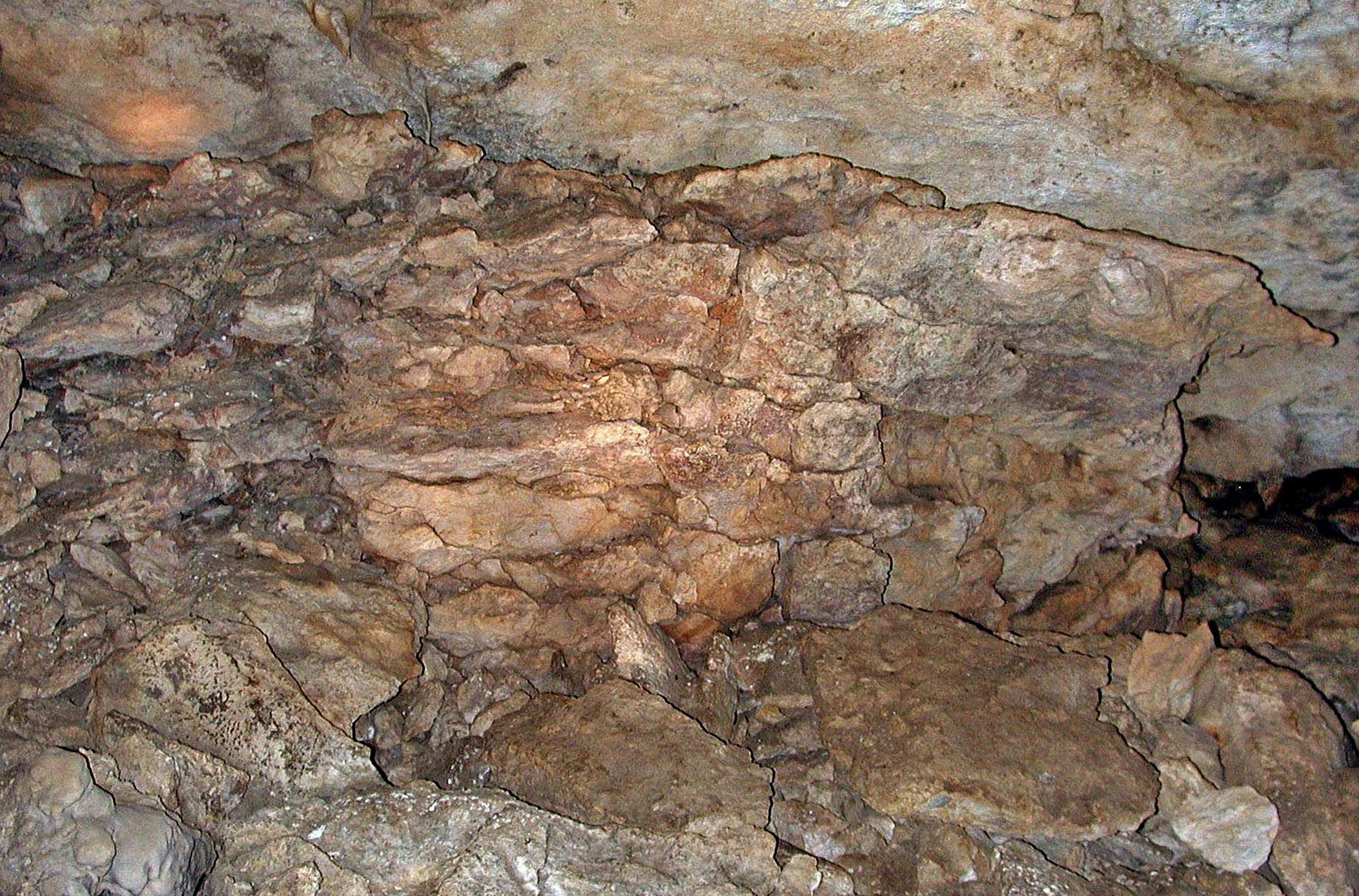
Marines de Siagne n°3 : 3 tombes du néolithique
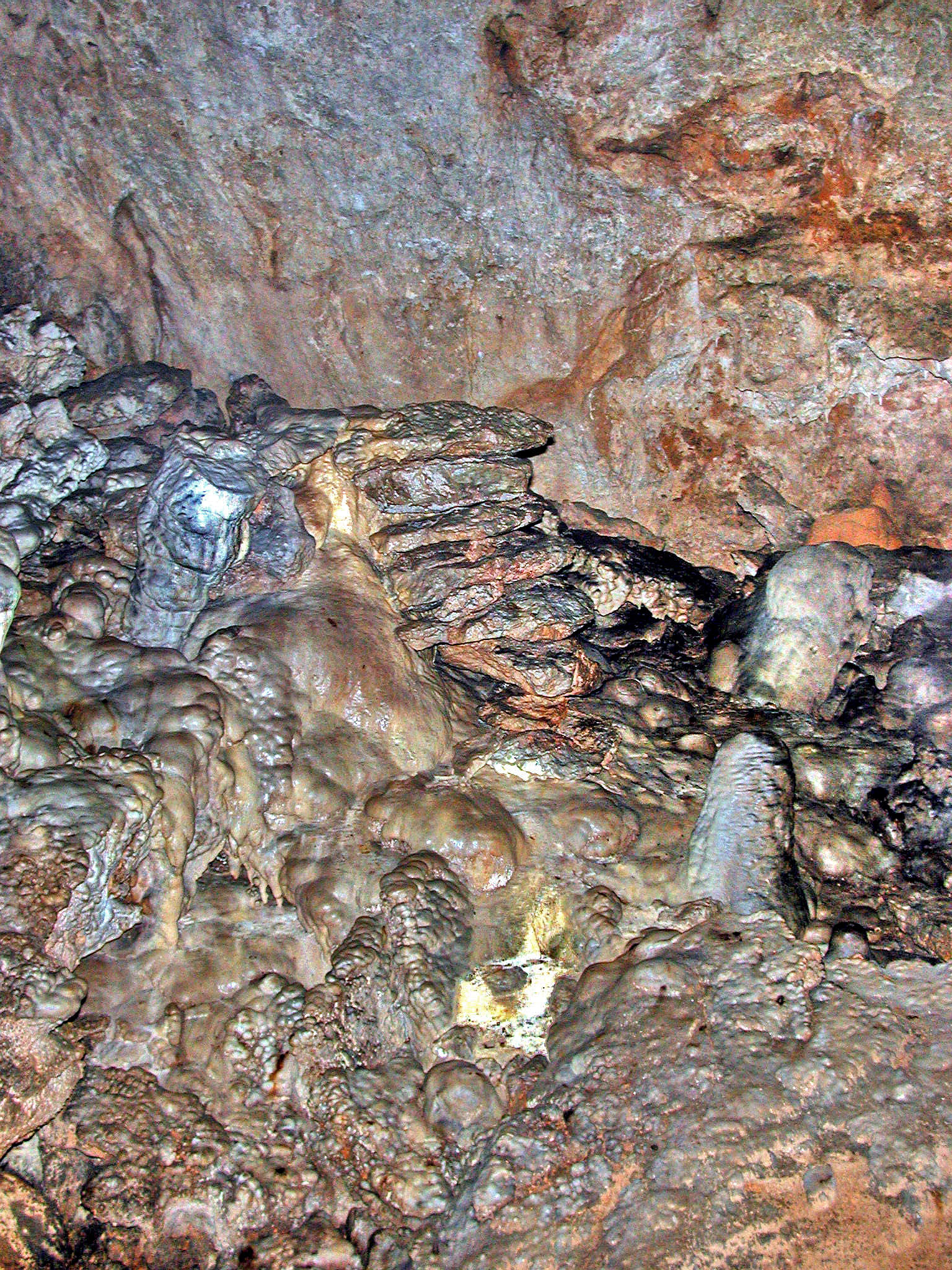
Marines de Siagne n°3 : empilement support de réceptacle d'eau
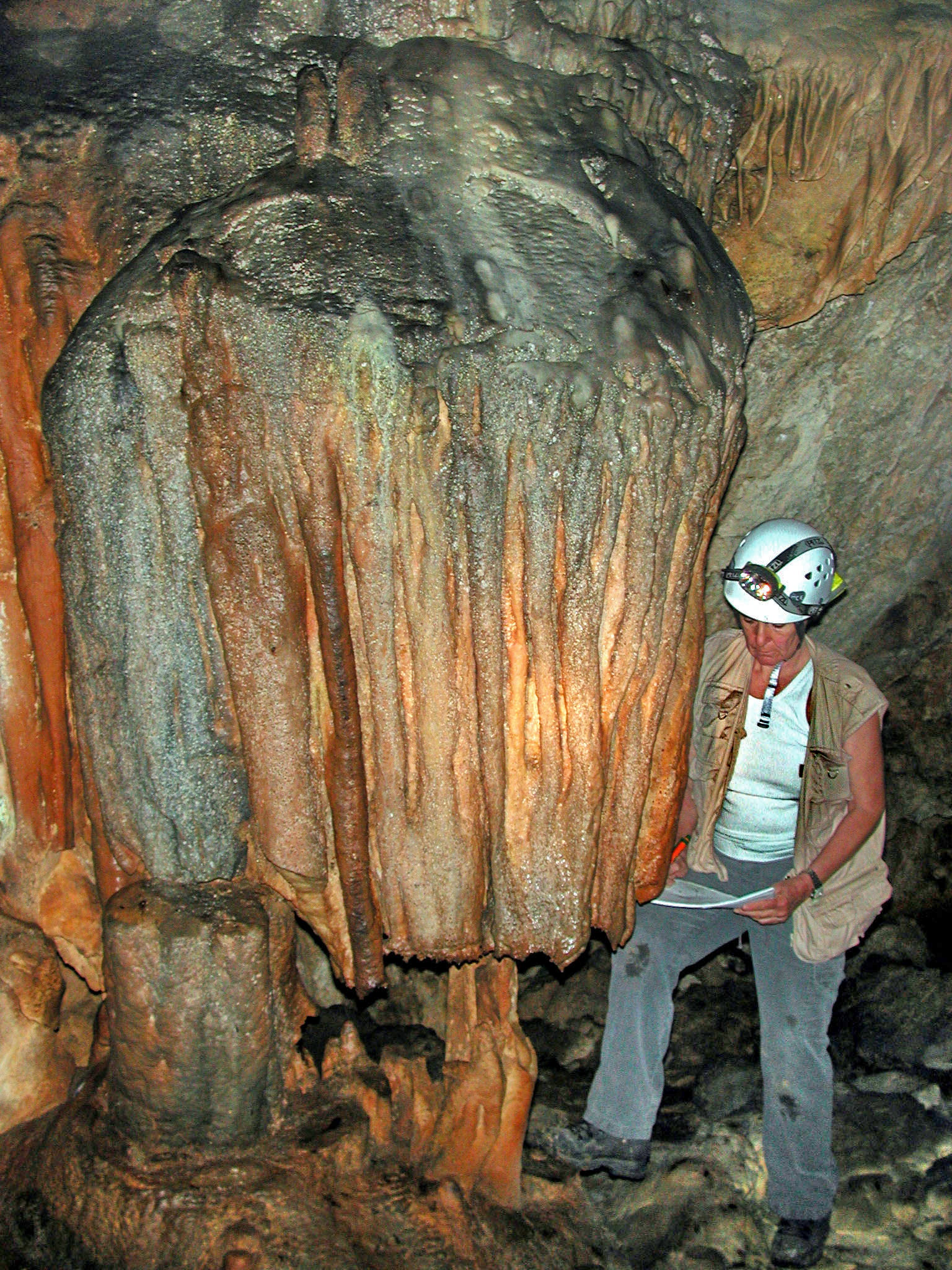
Marines de Siagne n°3 : concrétions carbonatées
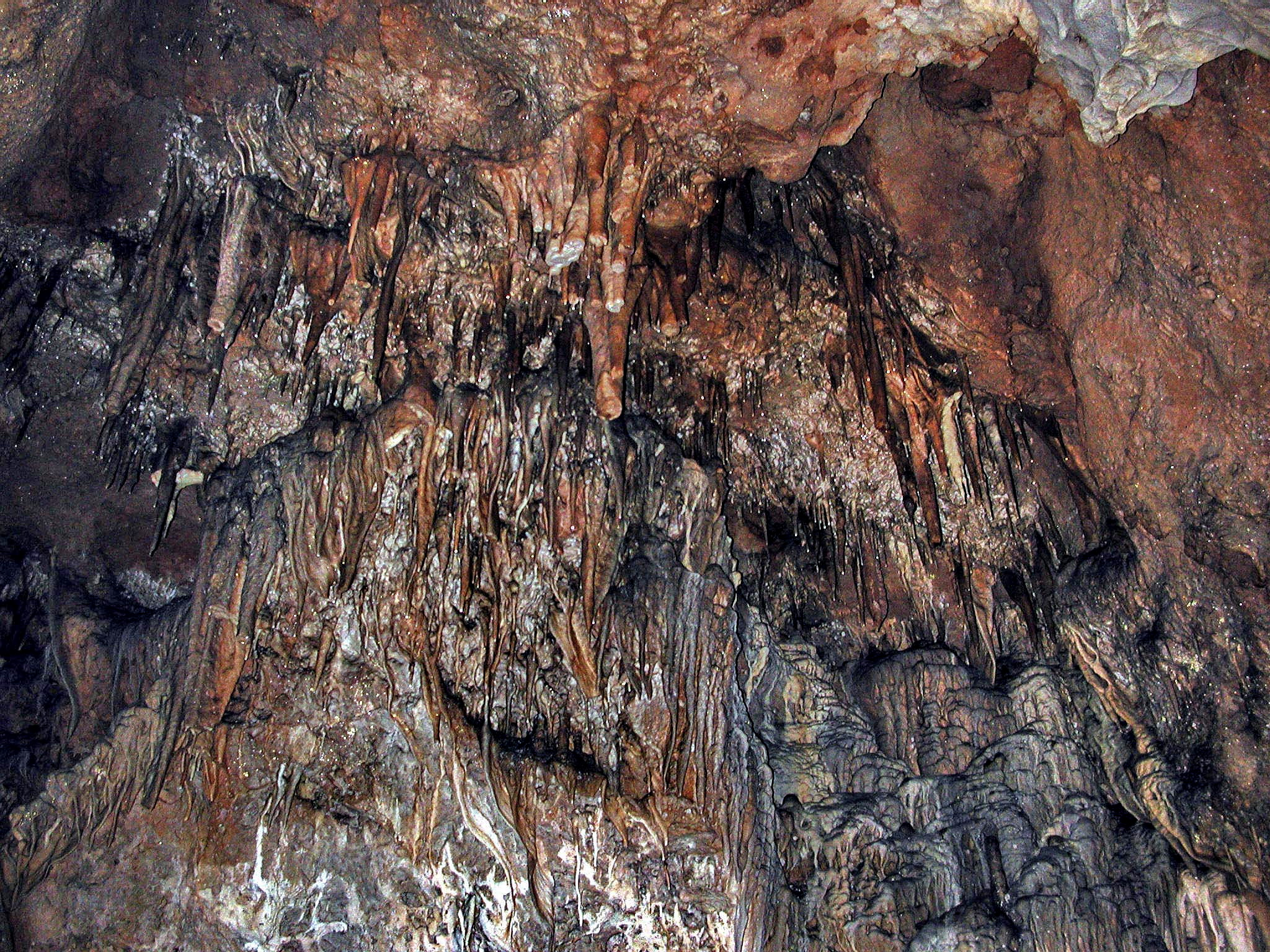
Marines de Siagne n°3 : concrétions carbonatées
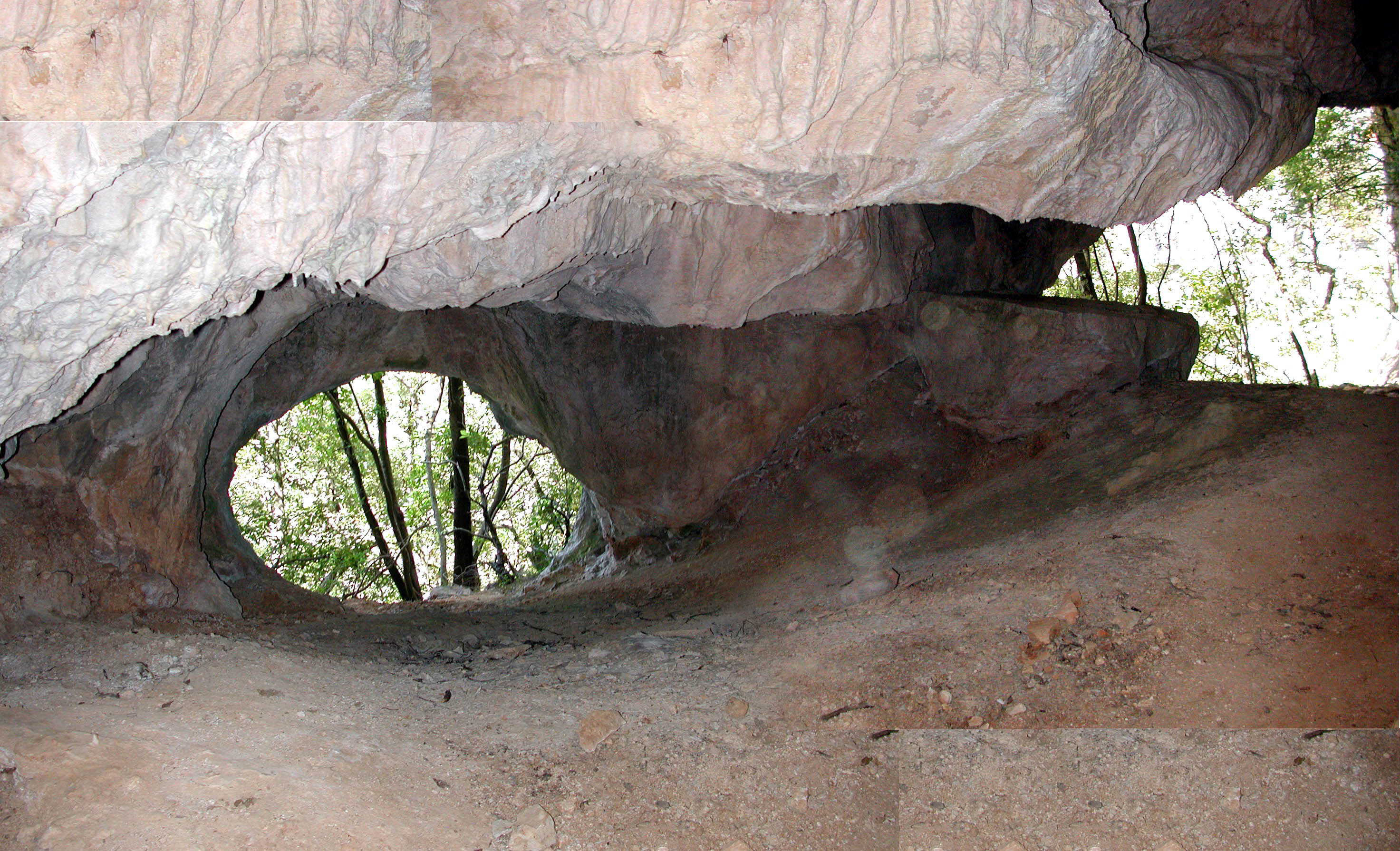
Marines de Siagne n° 5 (bicéphale) et restes de conduite forcée
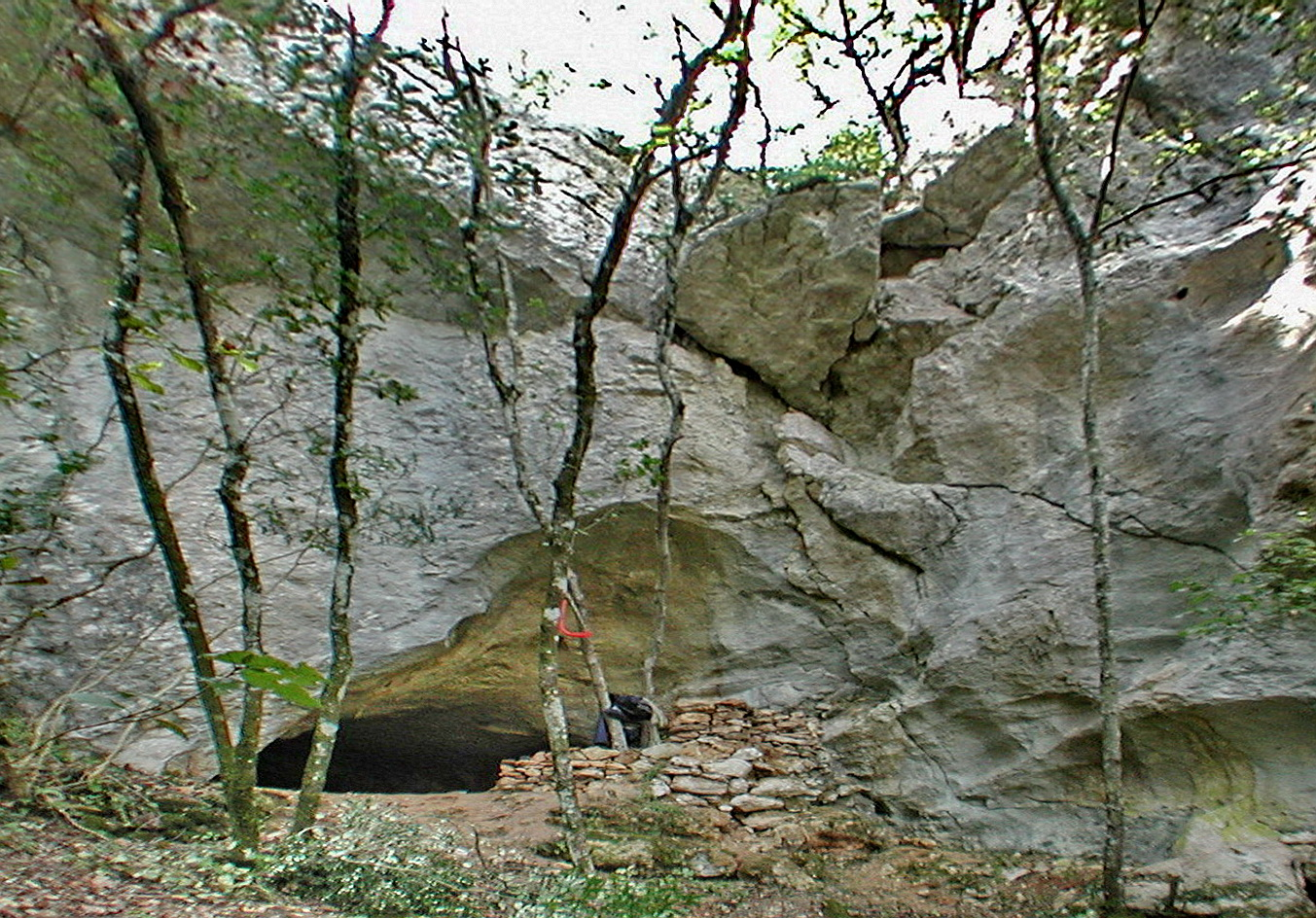
Grottes des Garamagnes (Résistance)
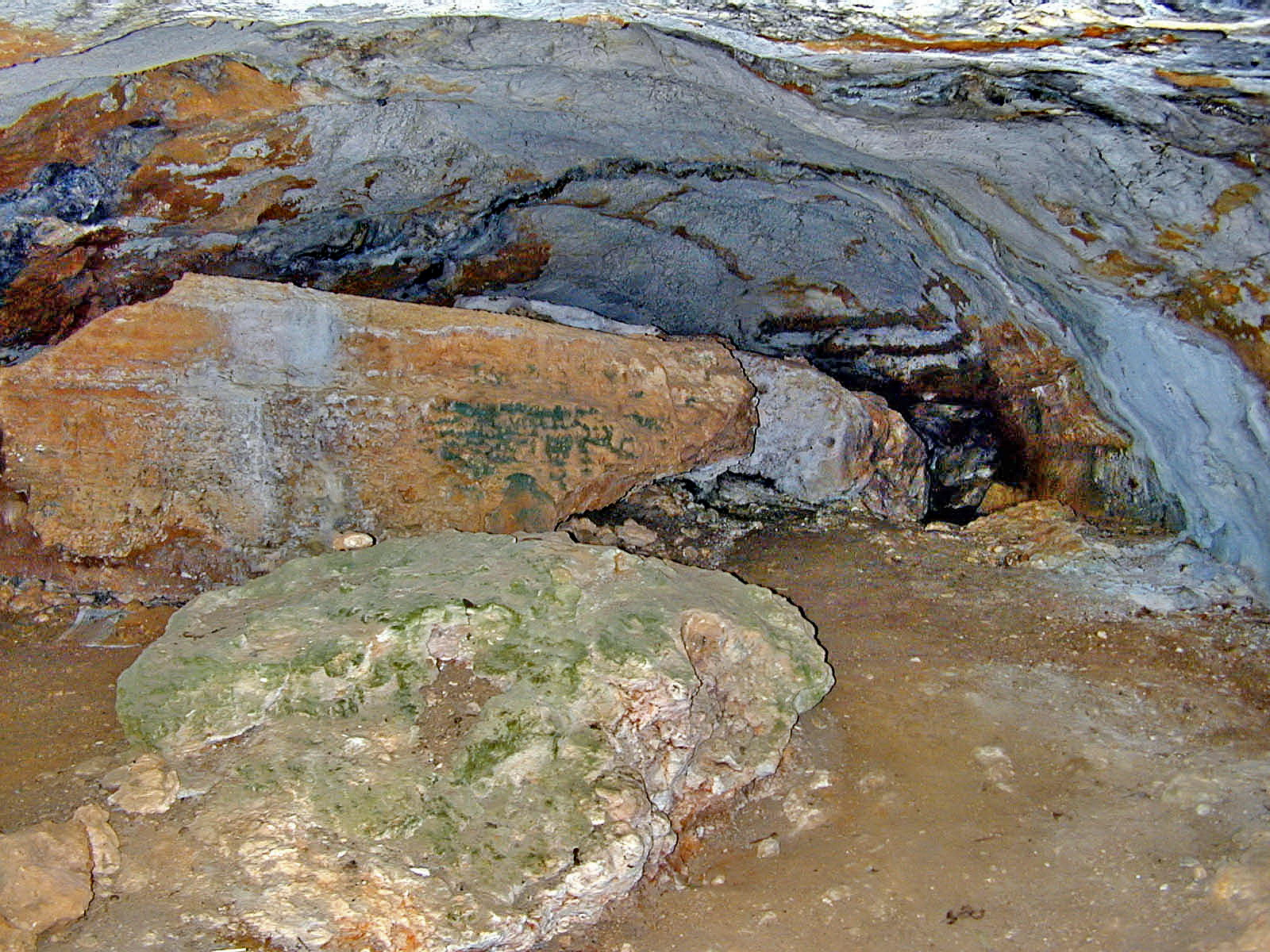
Grottes des Garamagnes (Résistance)
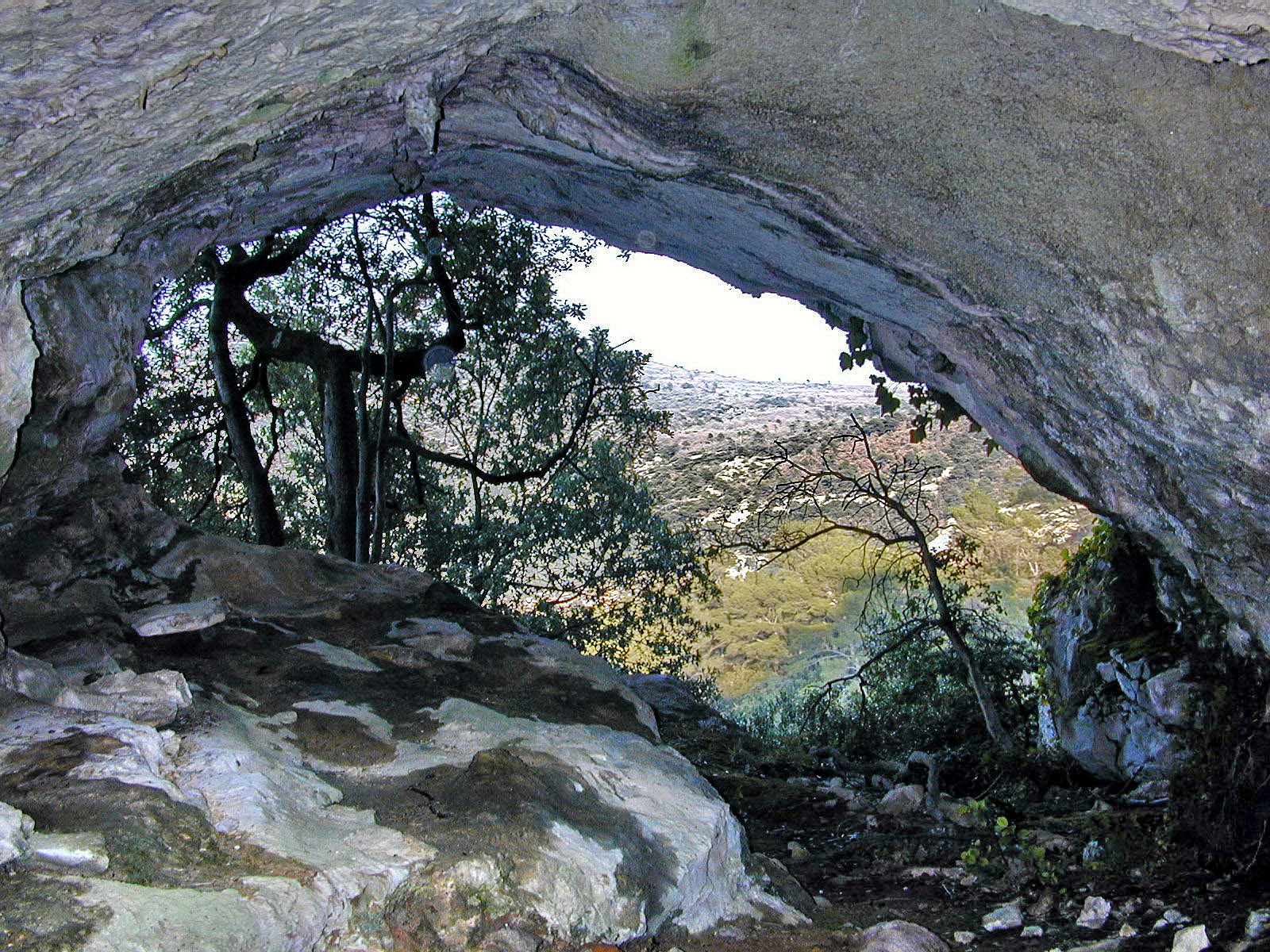
Grotte de la Grande Galerie
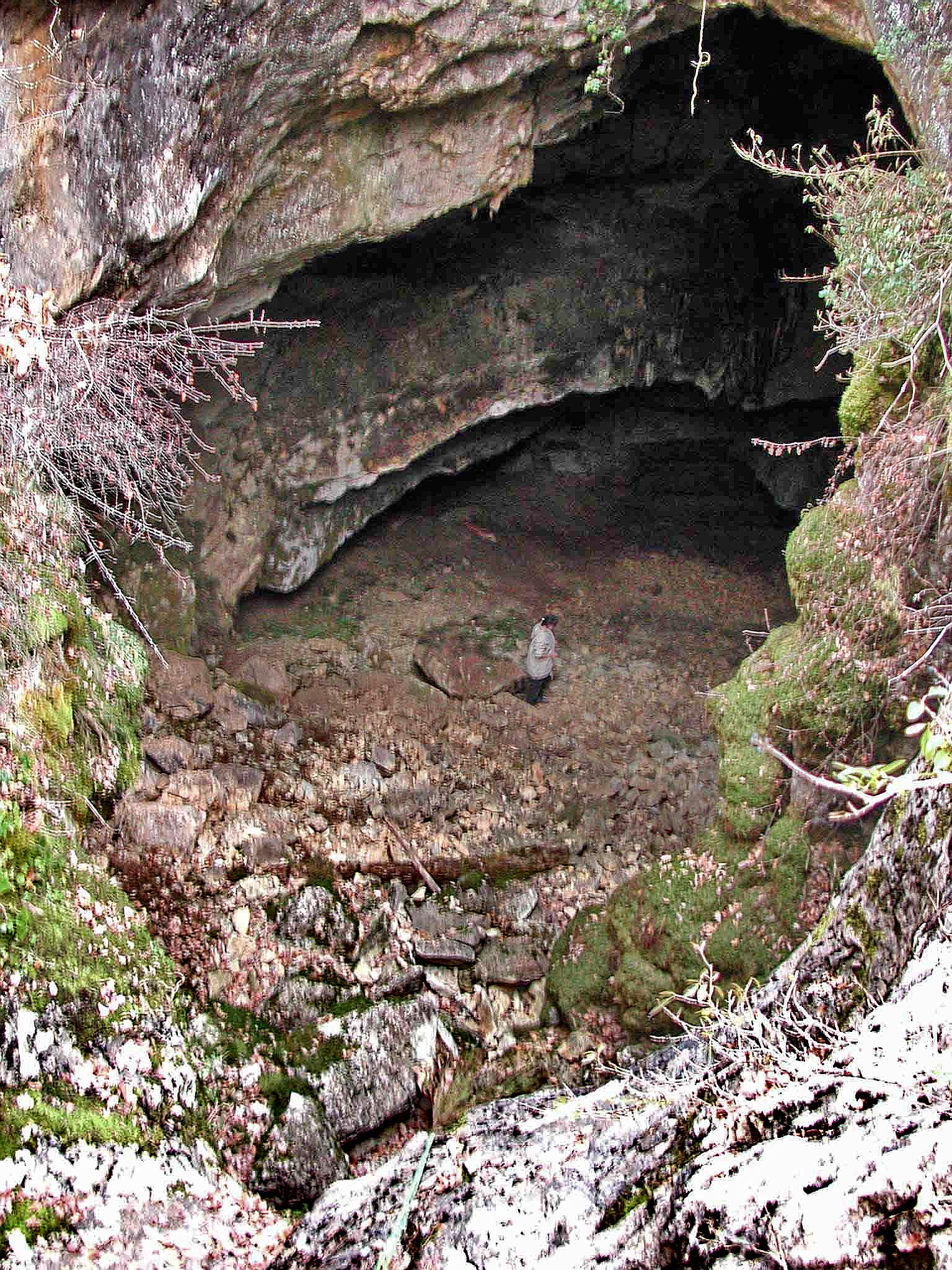
Aven du Grand-Duc
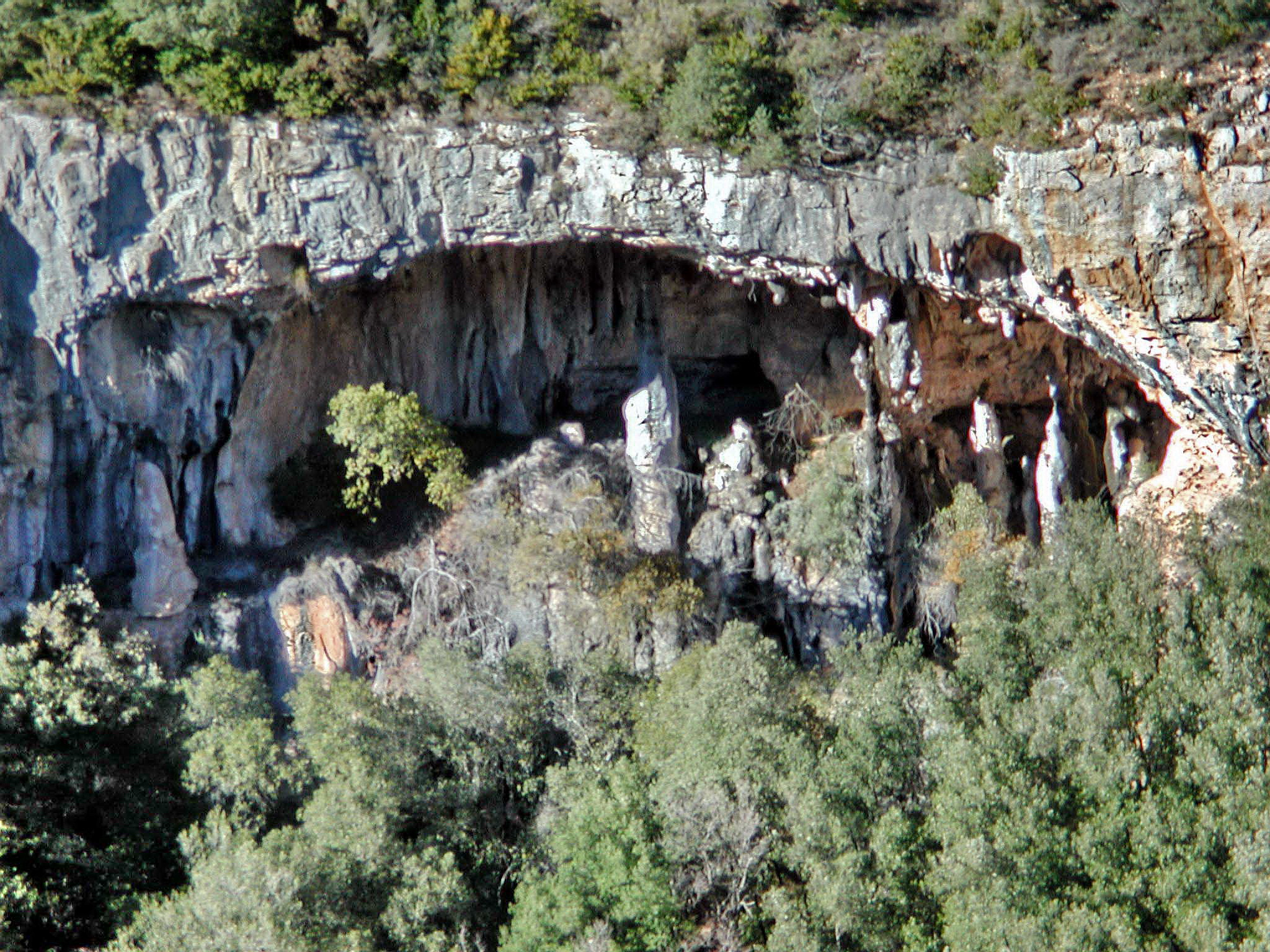
Baume des Collets donnat sur la Siagnole
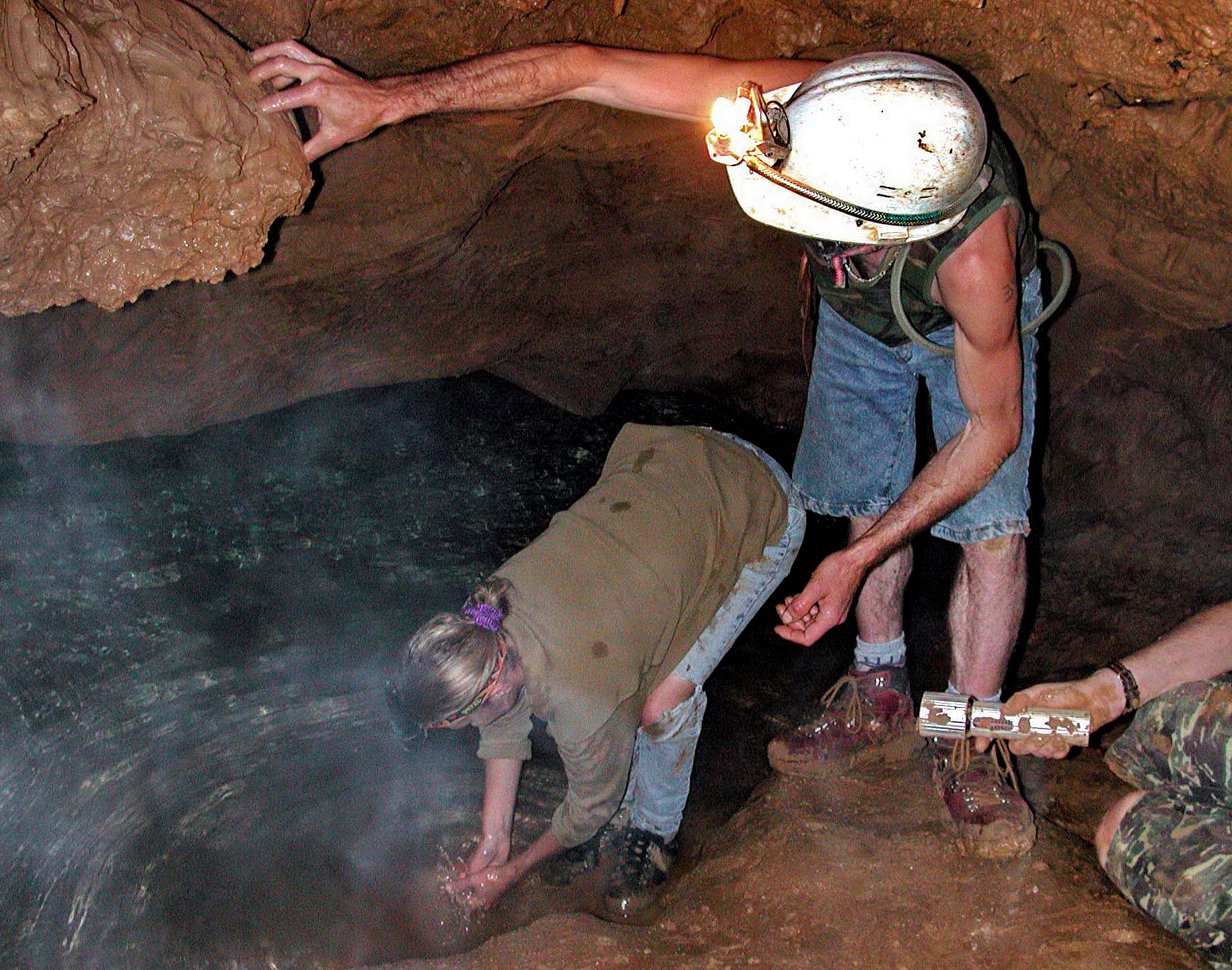
Siphon du Trou du Bœuf (Ajustadou)
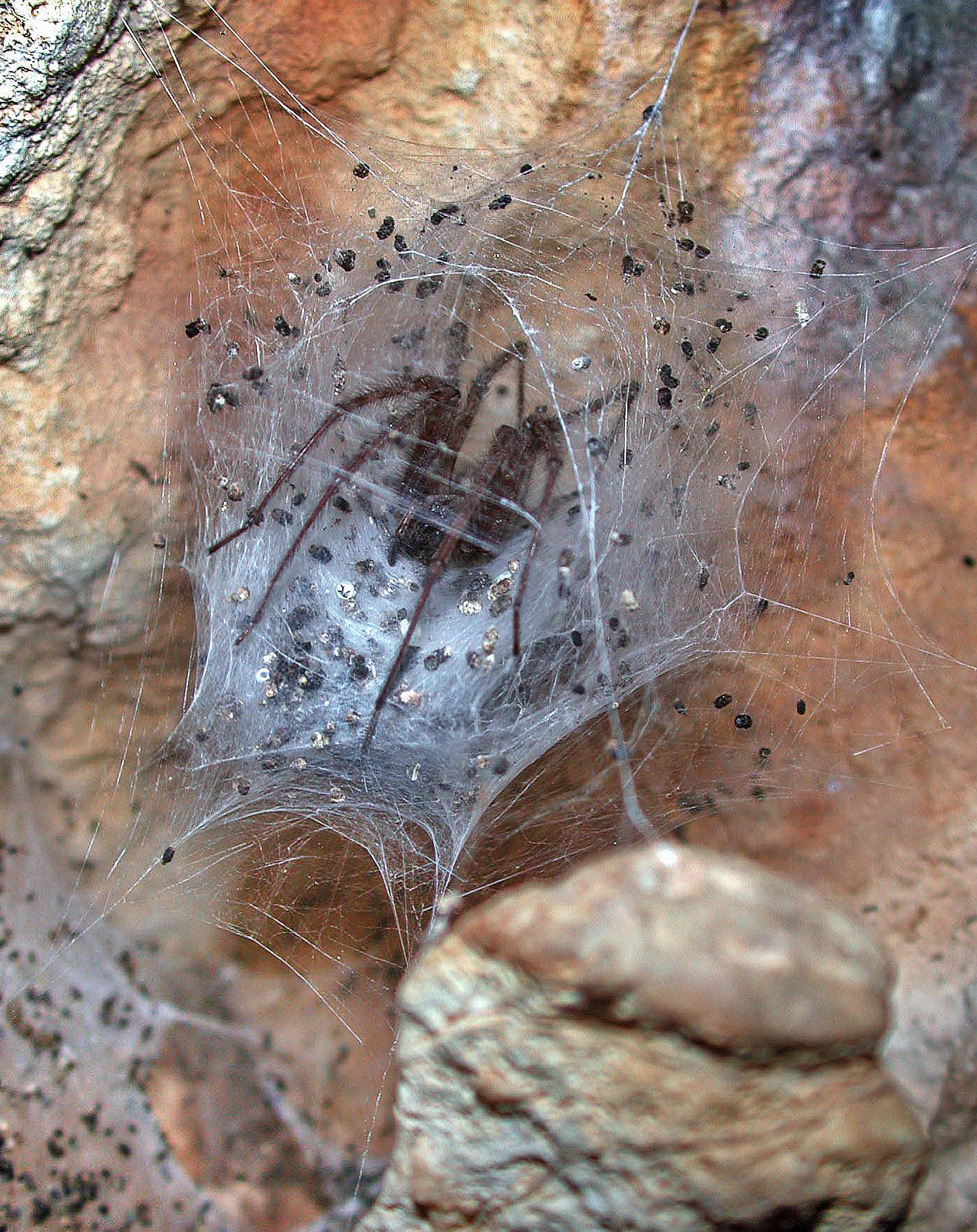
Siagnole : Araignée à l'affut
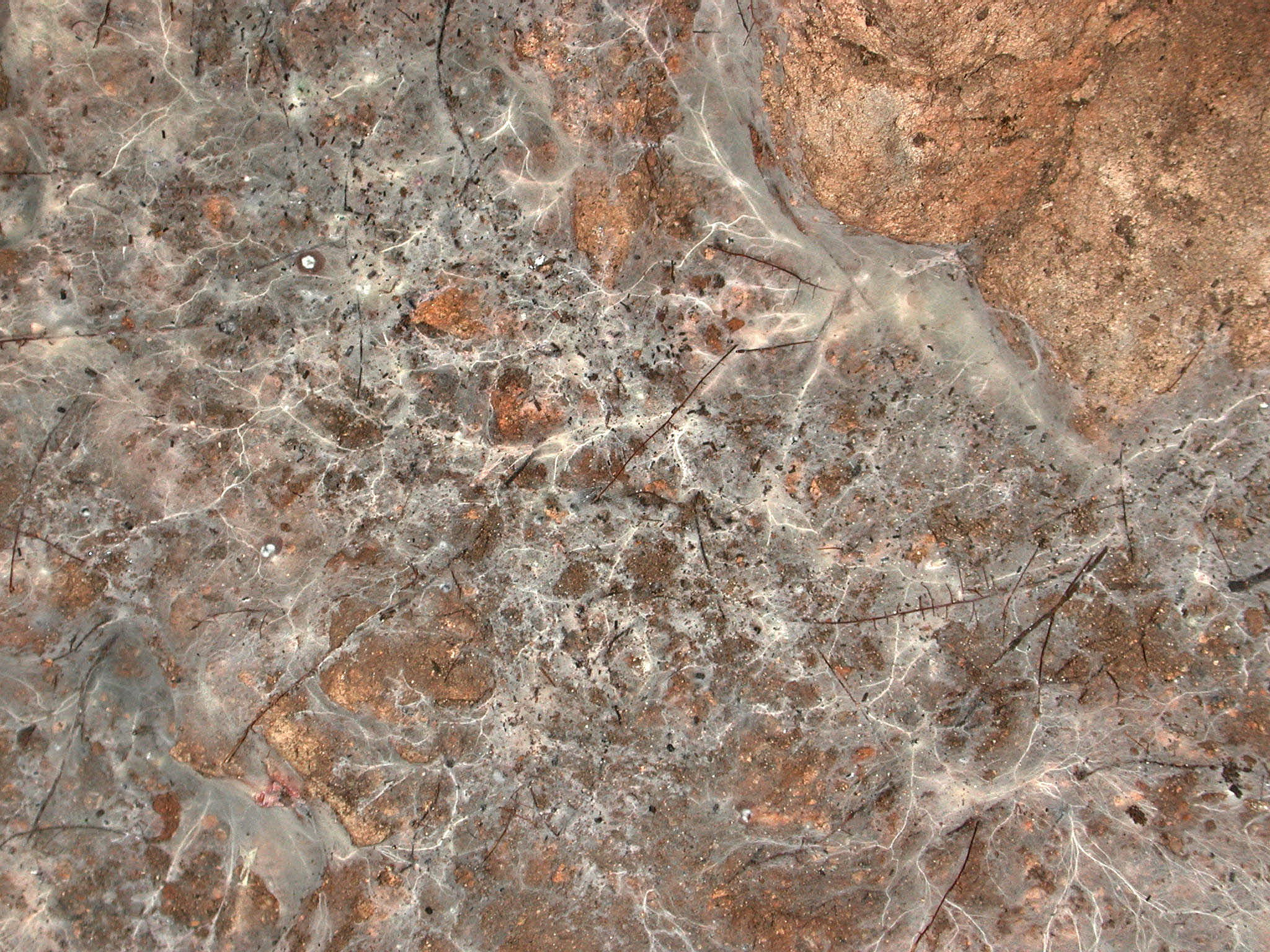
Mycellium au plafond des Ajustadous
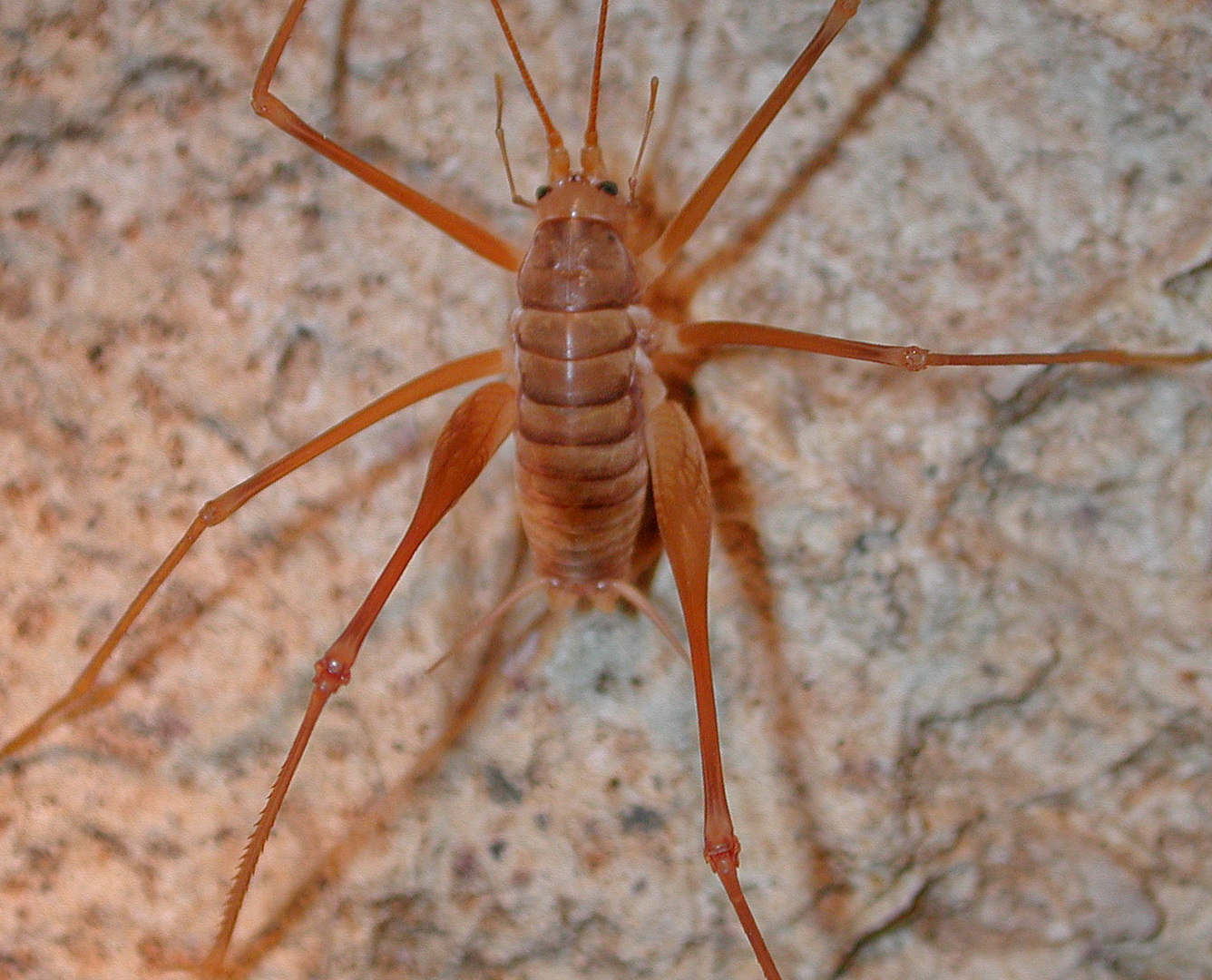
Cavernicole très répandu

### Faune et flore
Les gorges de la Siagne et de la Siagnole recèlent un patrimoine faunistique de grand intérêt,.

## Histoire
Le jaugeage effectué le 7 août 1843 par M. Bosc donnait :
- 401 litres à la source ;
- 436 litres en aval des moulins ;
- 339 litres débités par le canal des usines.

La sécheresse de l'été 2022 a drastiquement impacté le débit du cours d'eau, mettant en difficulté l'approvisionnement en eau des communes environnantes.

## Galerie

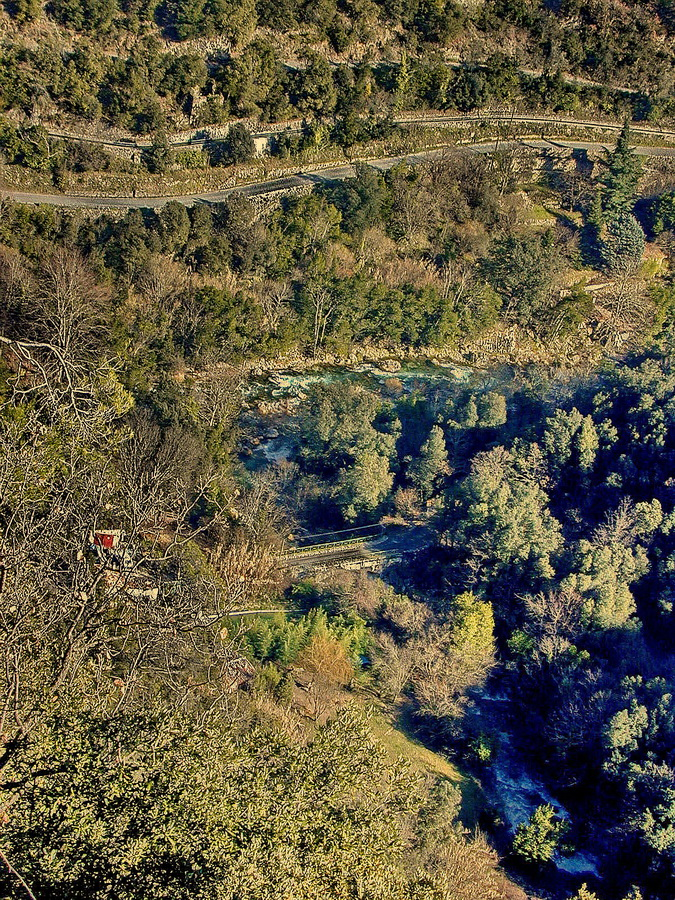
Ajustadous : confluence de la Siagne et de la Siagnole.
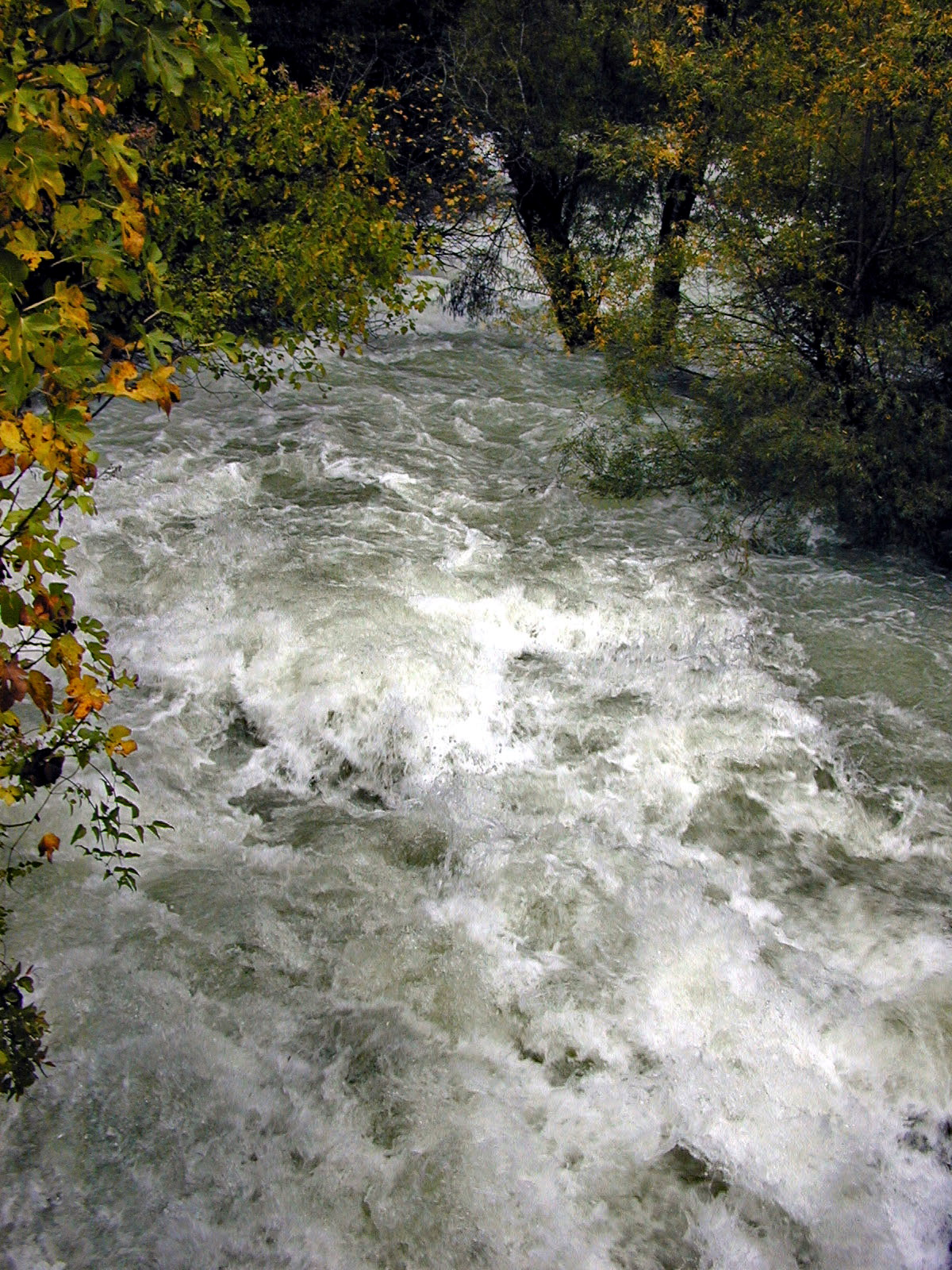
Siagnole basse après un orage
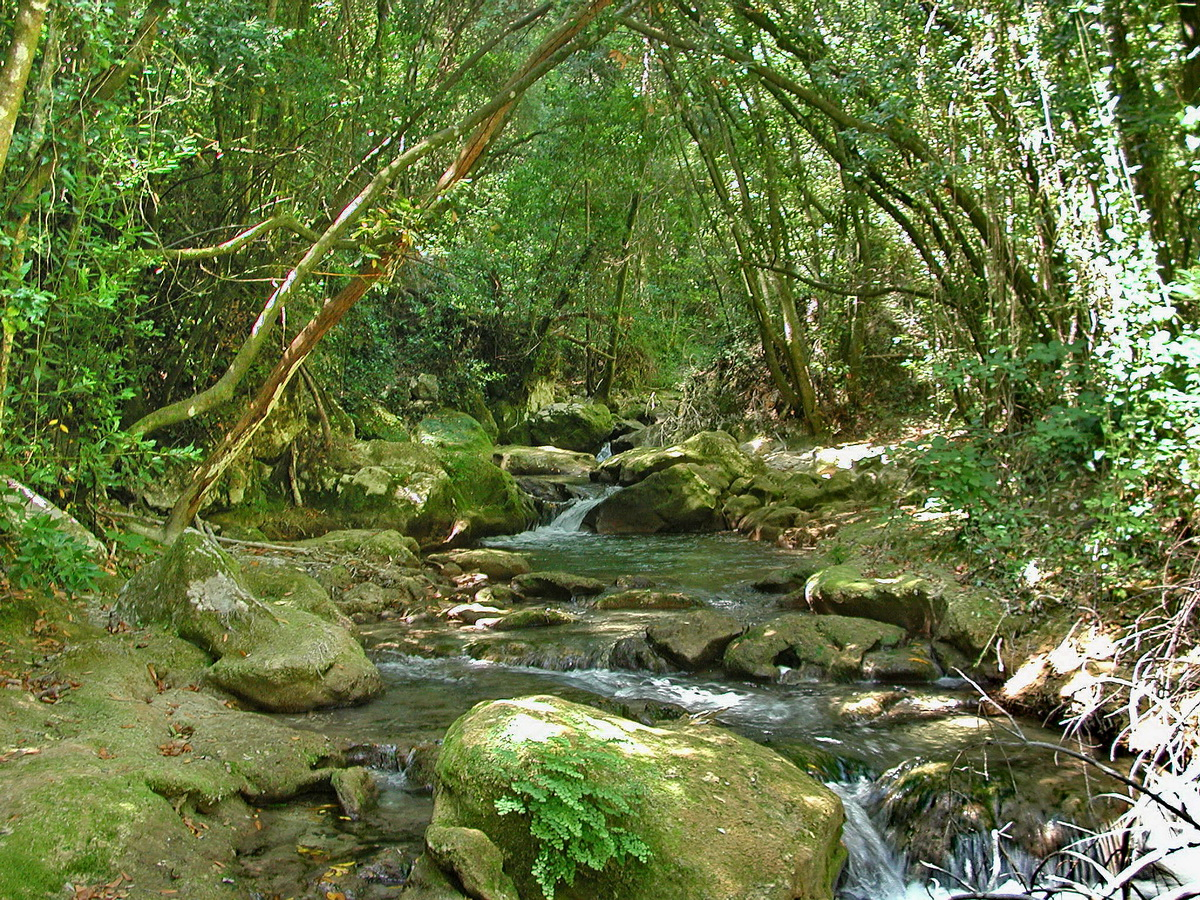
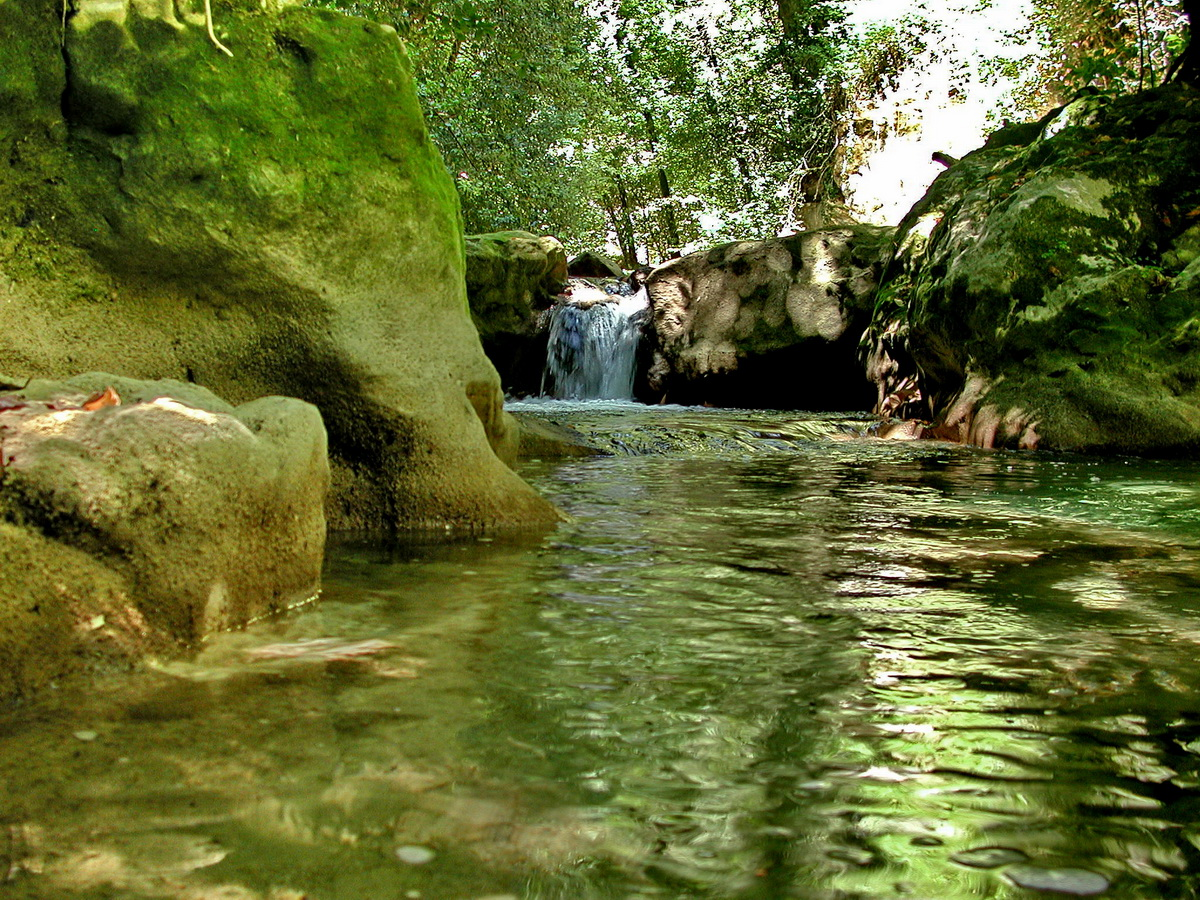
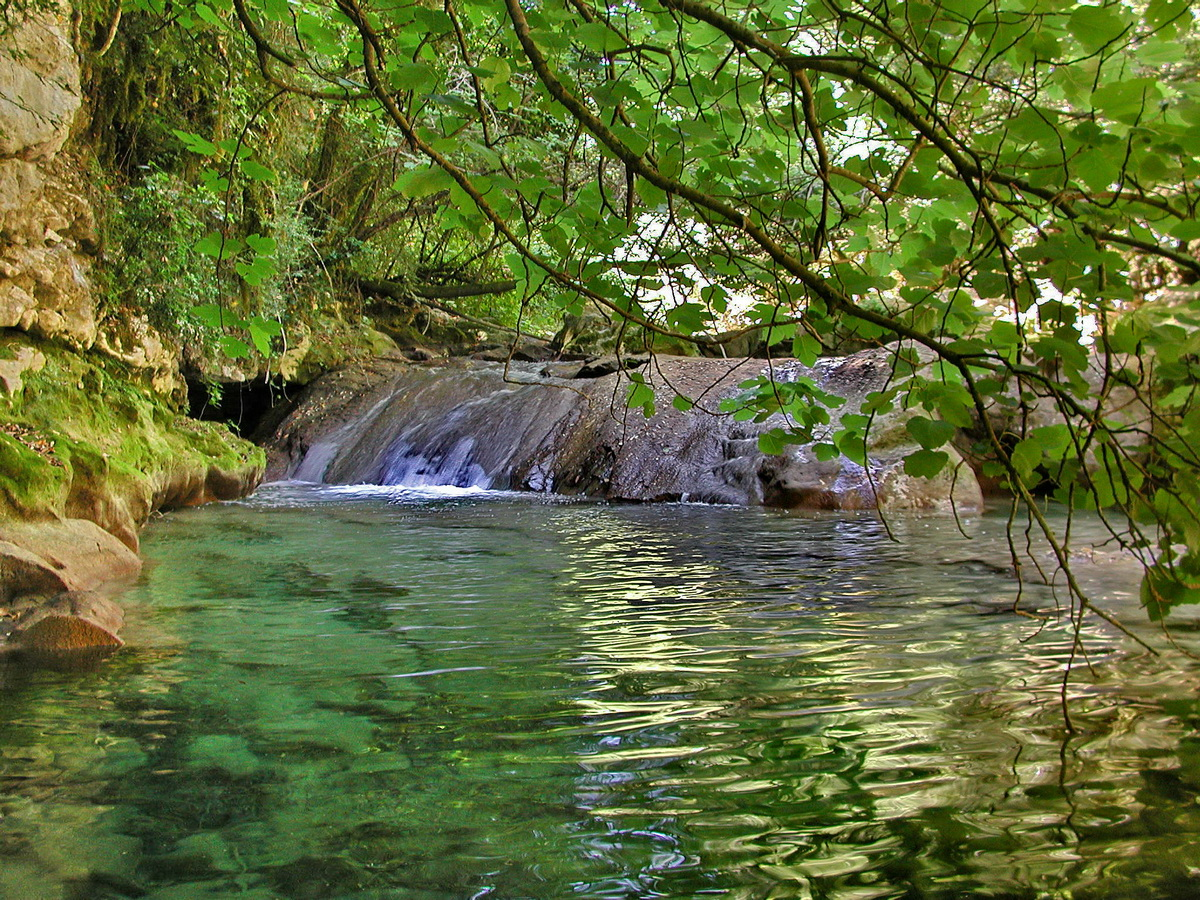
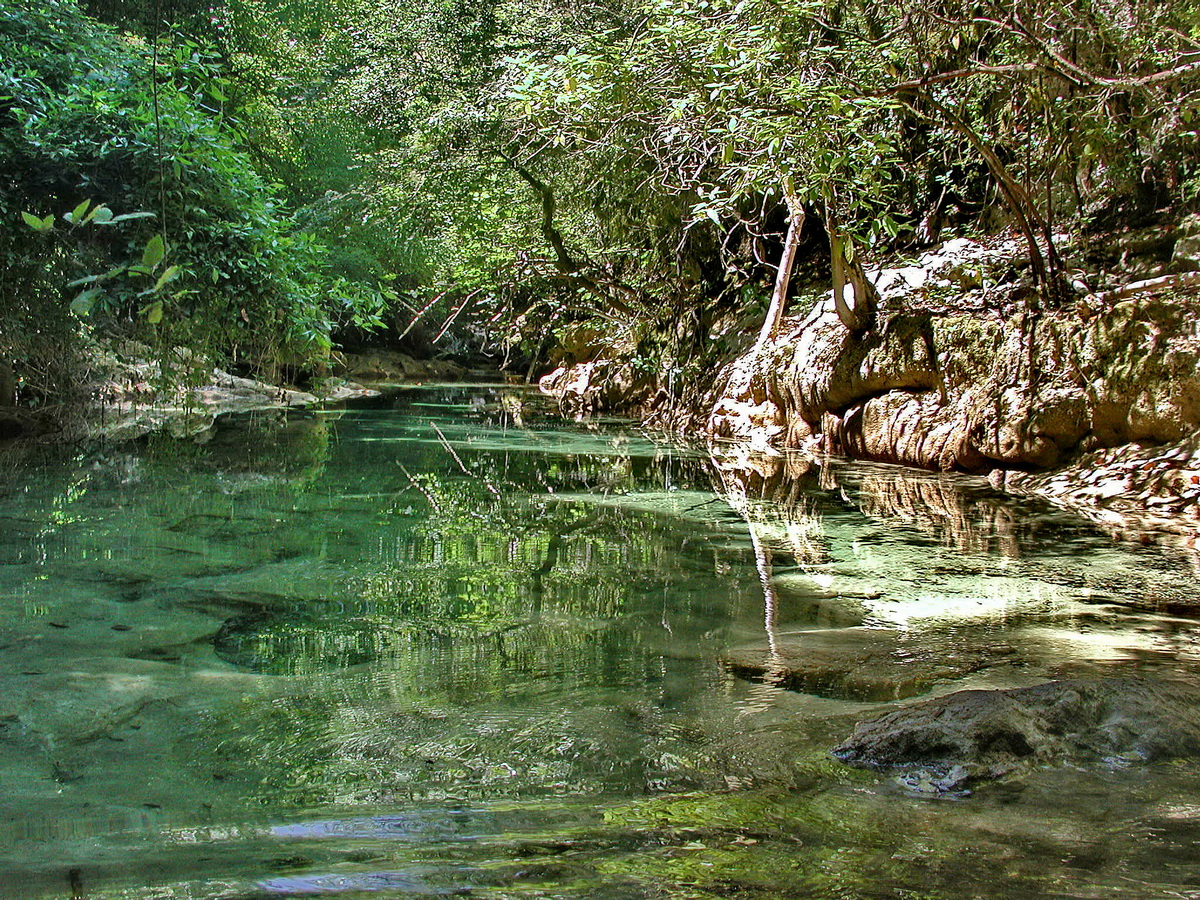
Laune ombragée
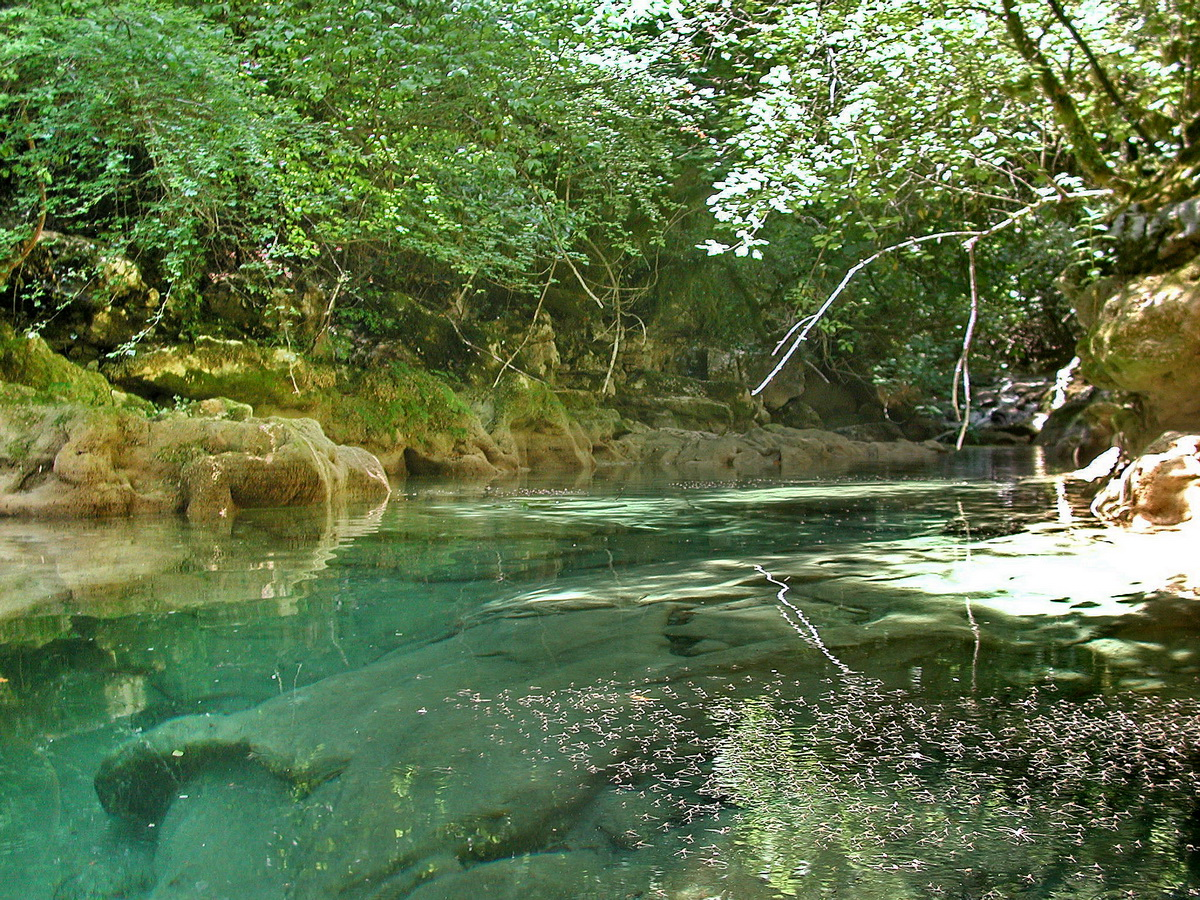
Laune ombragée
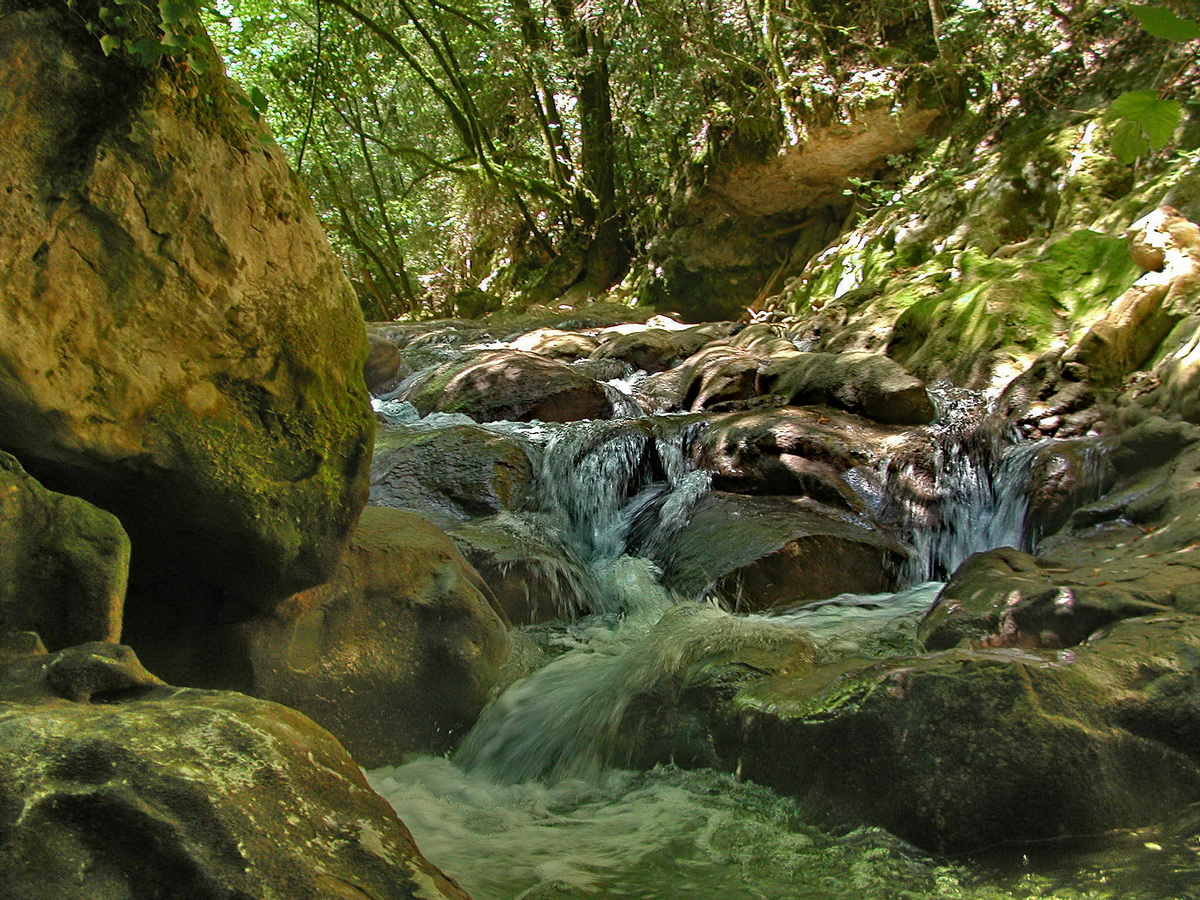
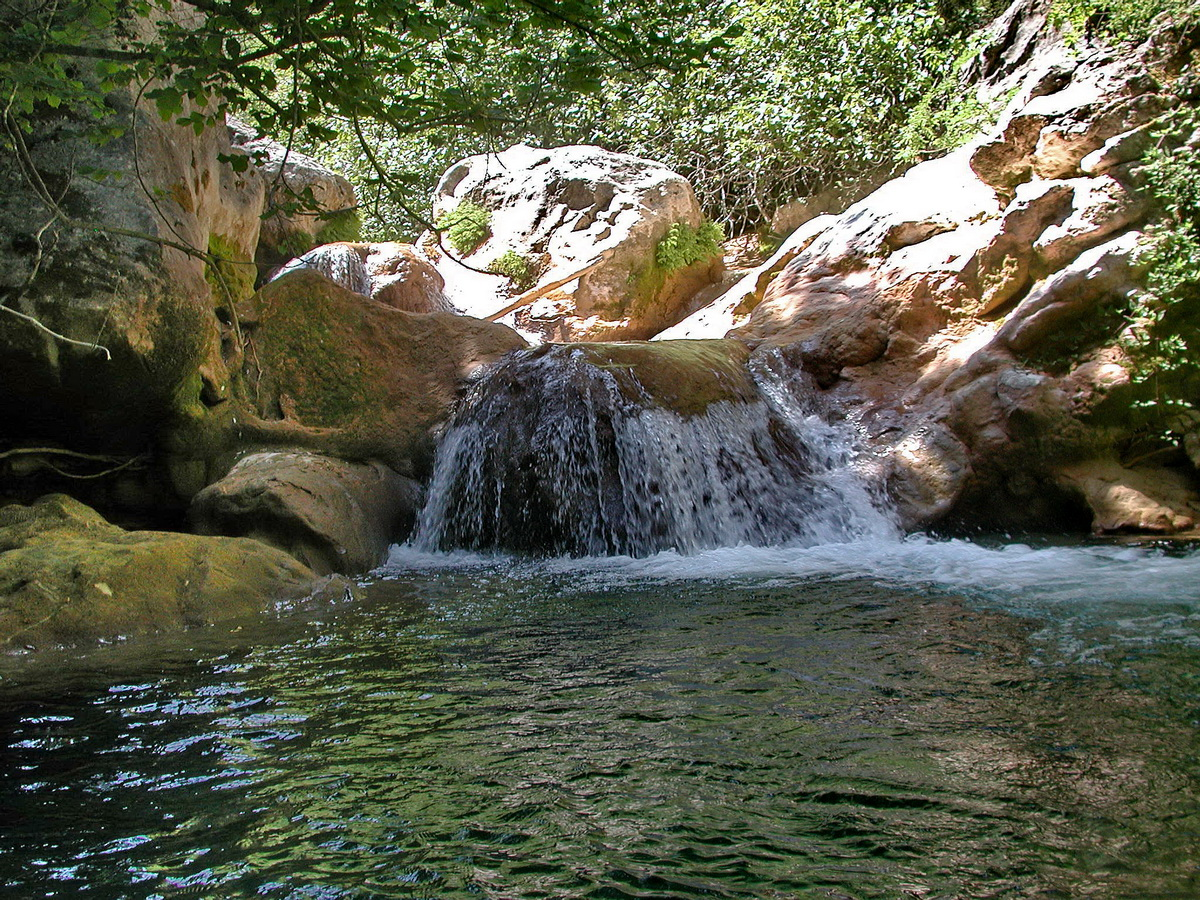
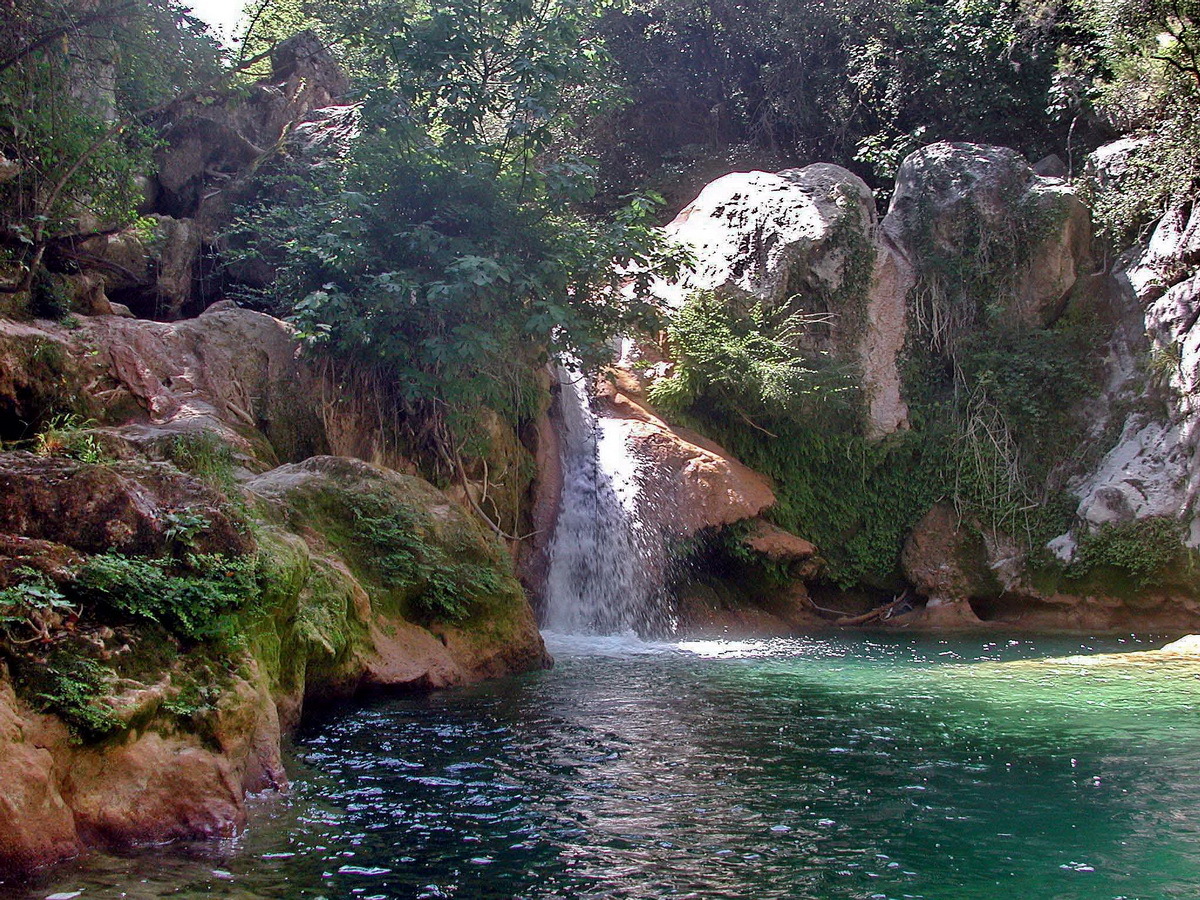
Chute de Gourgmarron, de funeste mémoire.
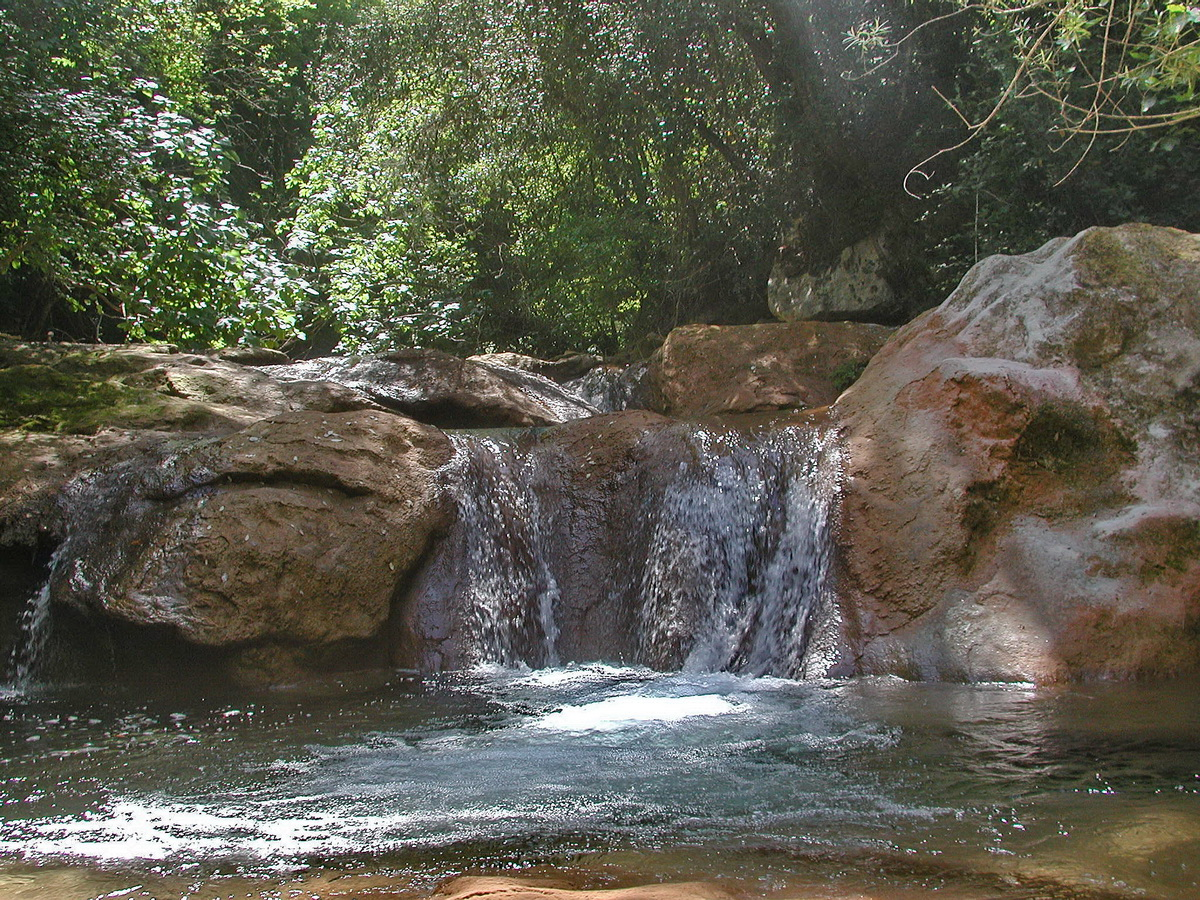
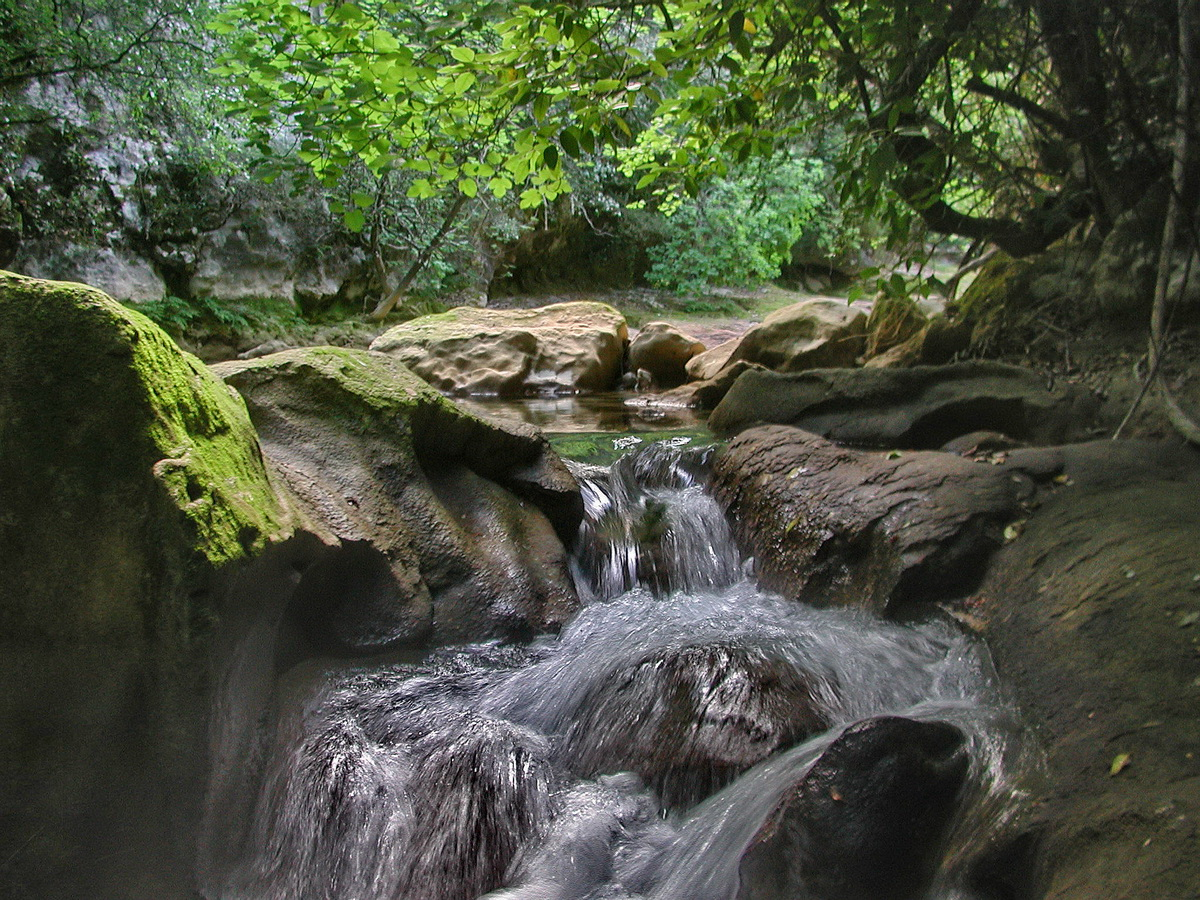
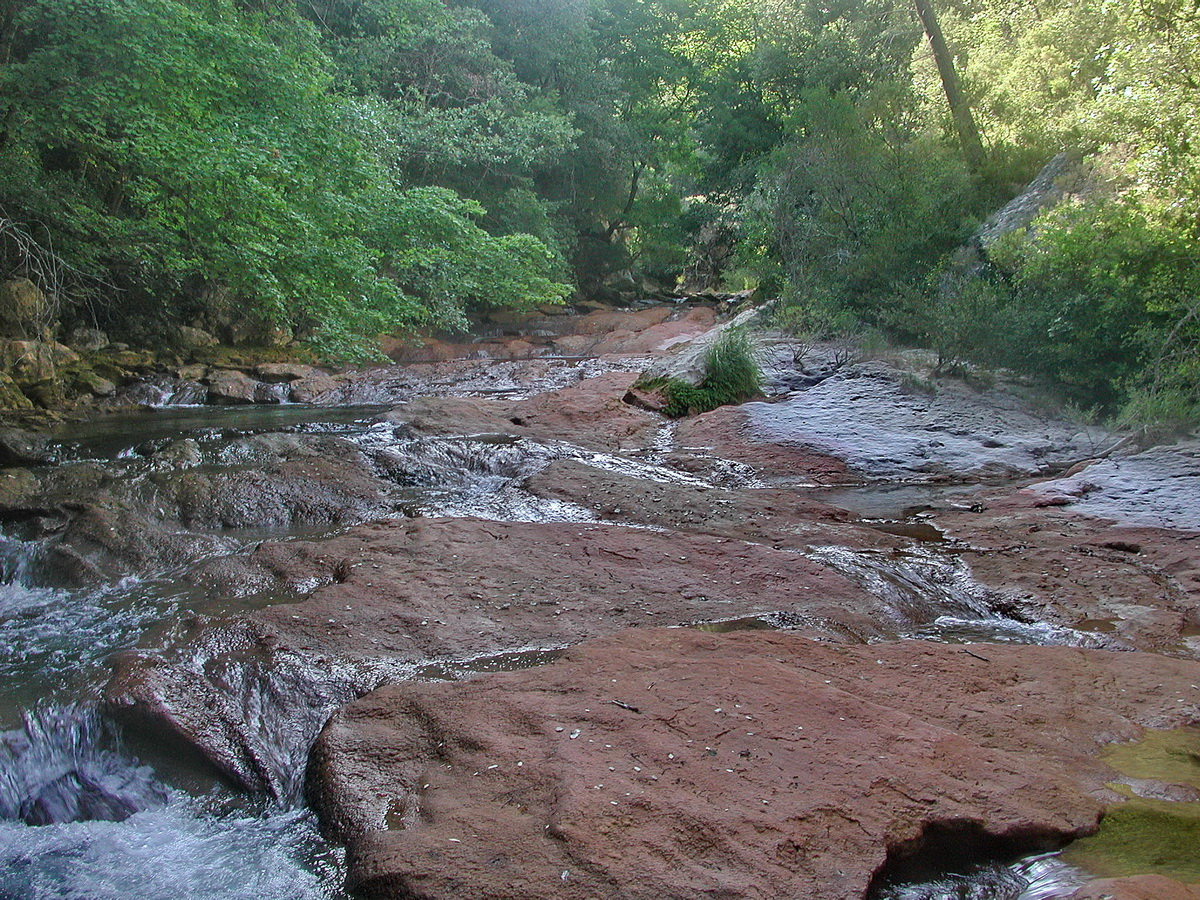
Région des pertes : en été l'eau passe sous la roche.
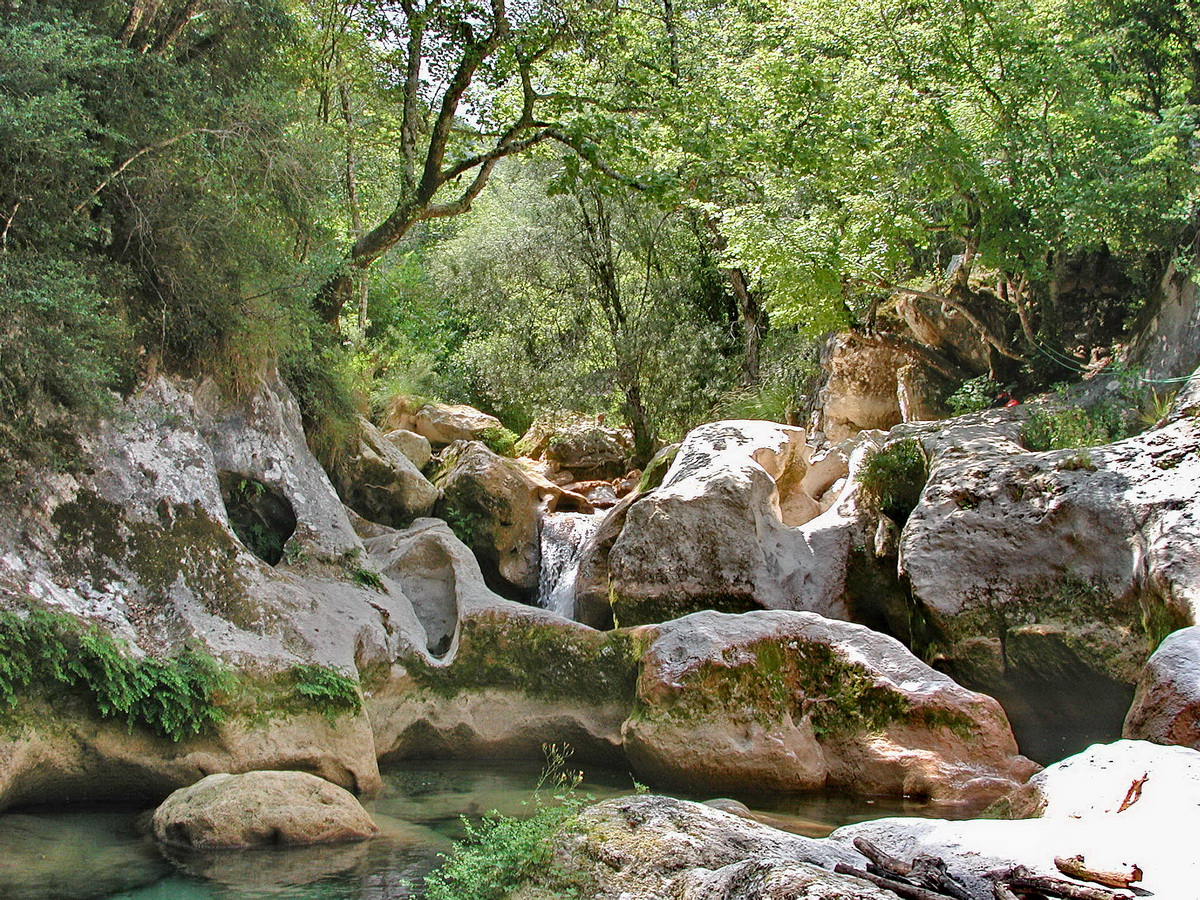
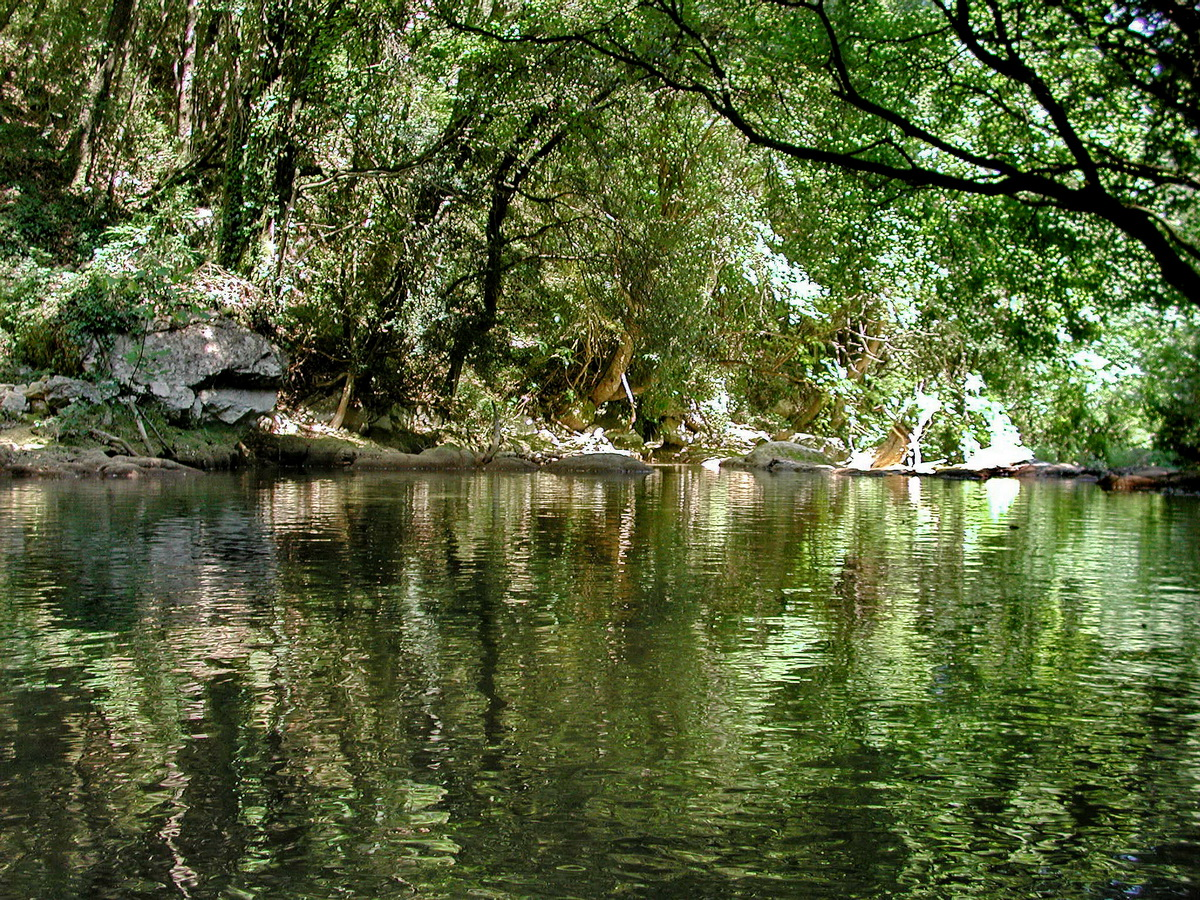
Barrage du vieux moulin à plâtre de Fayence.
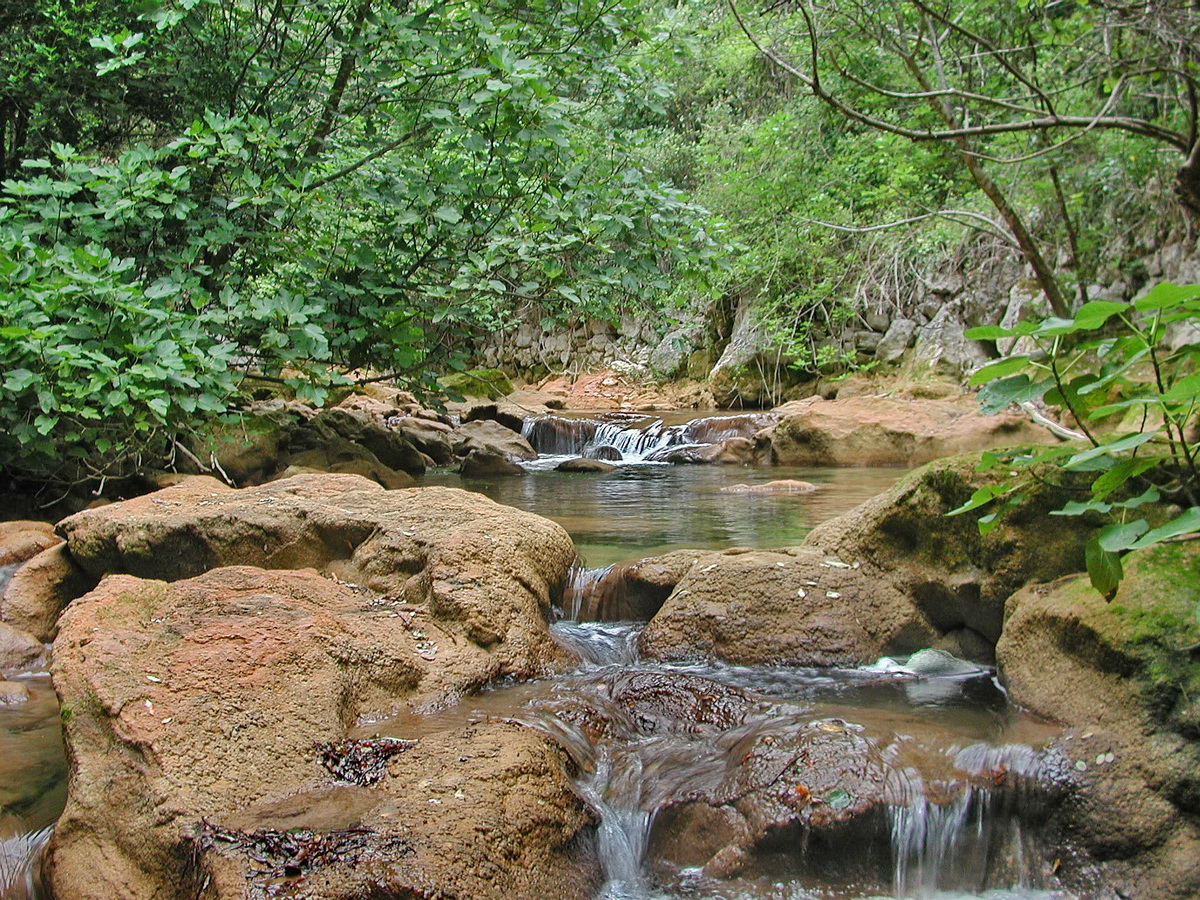
Siagnole, et anciennes restanques de "Frigoule".
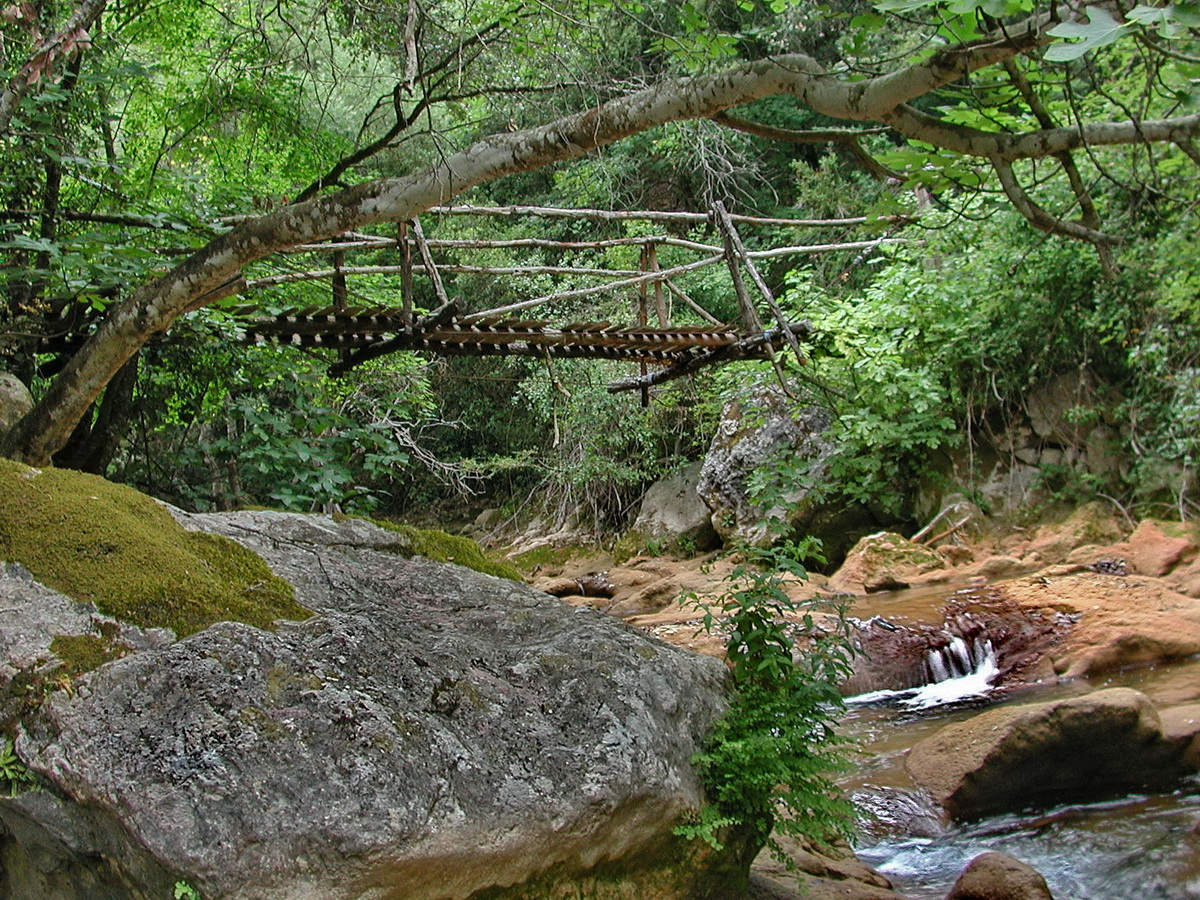
Pont de chasseurs
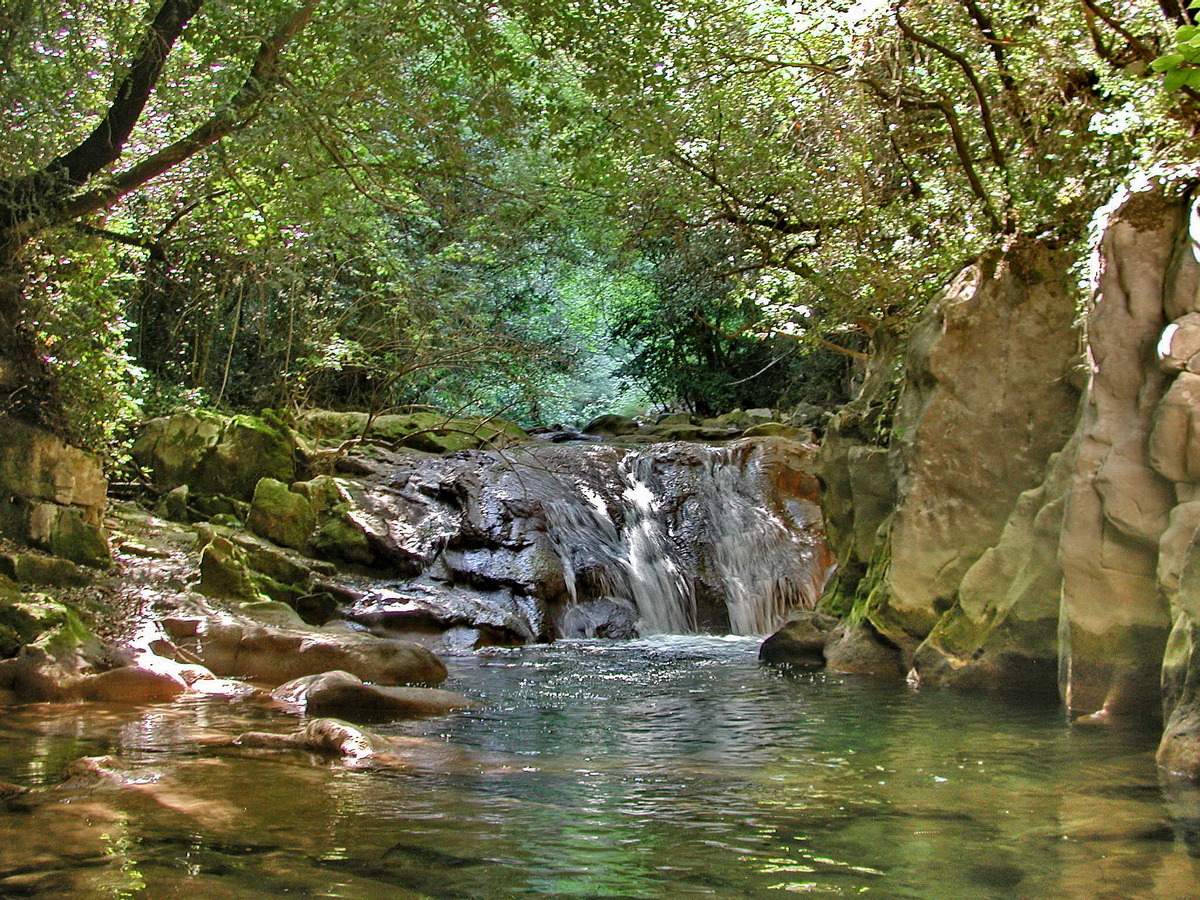
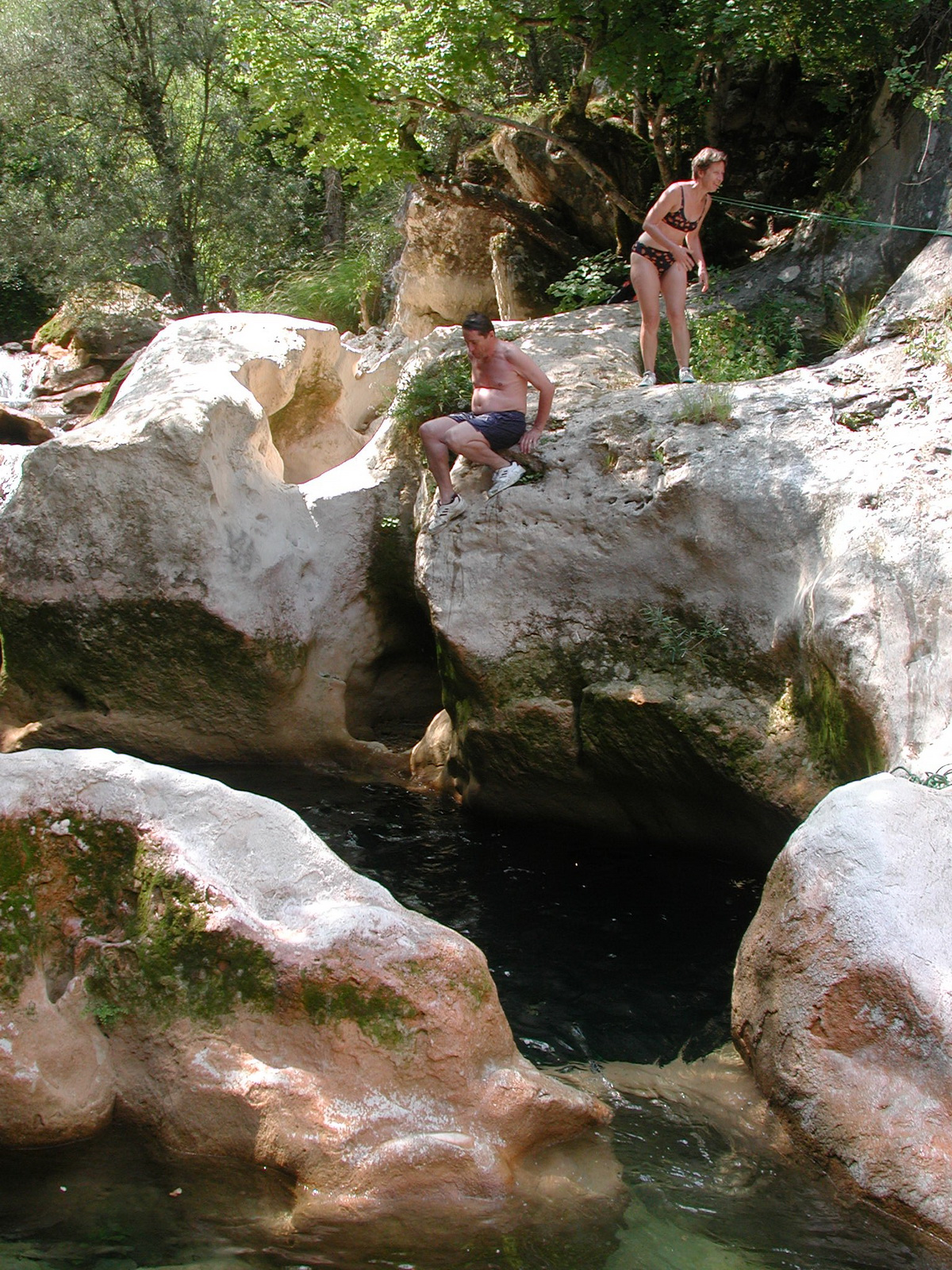
Siagnole Frigoure
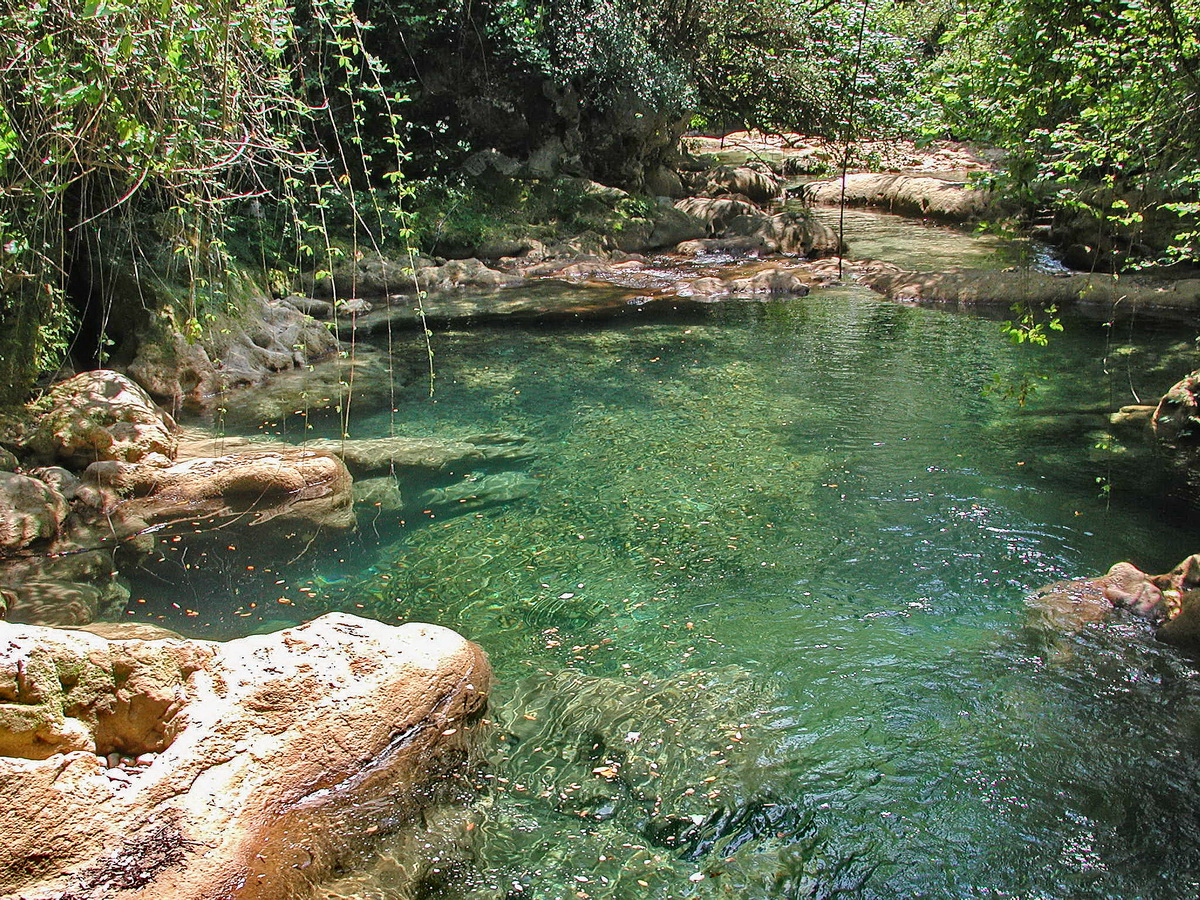
Laune ombragée
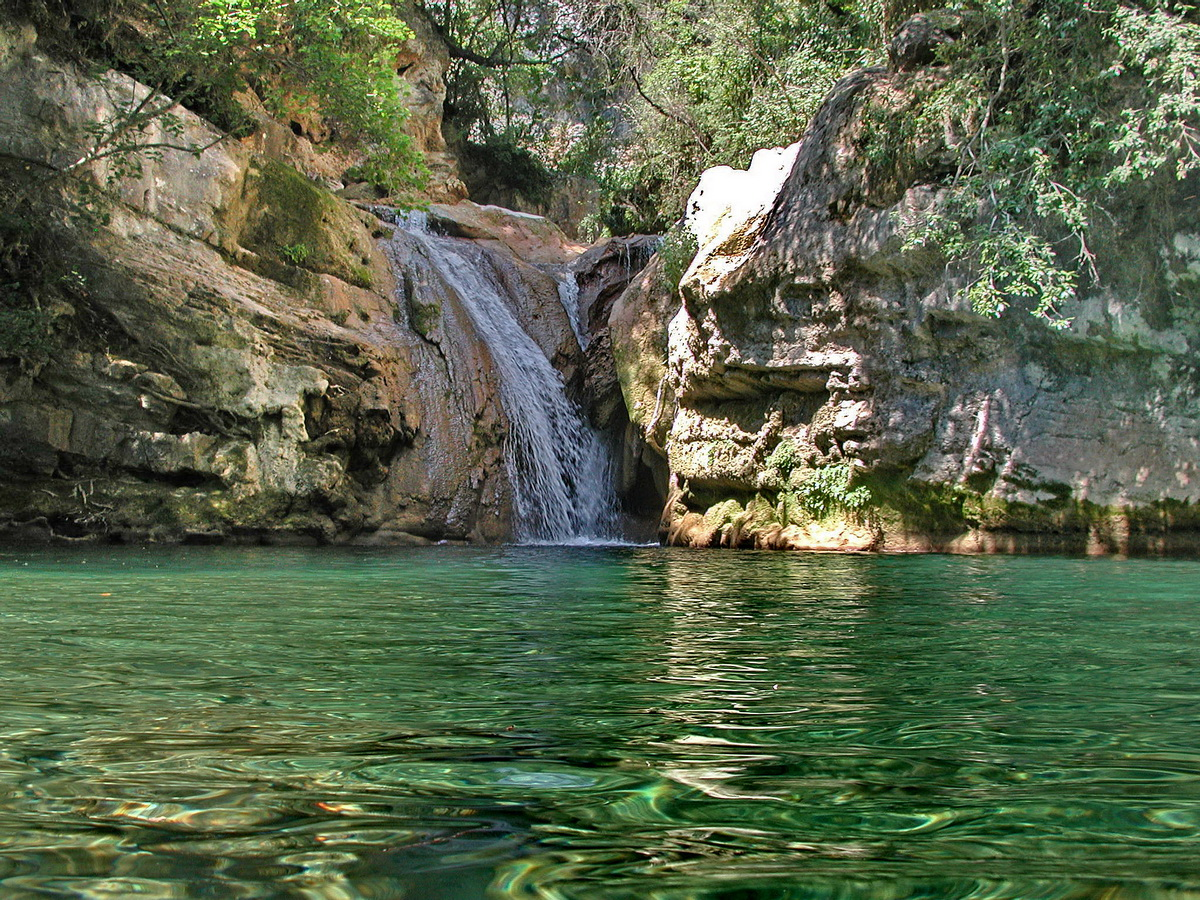
"Marianne"
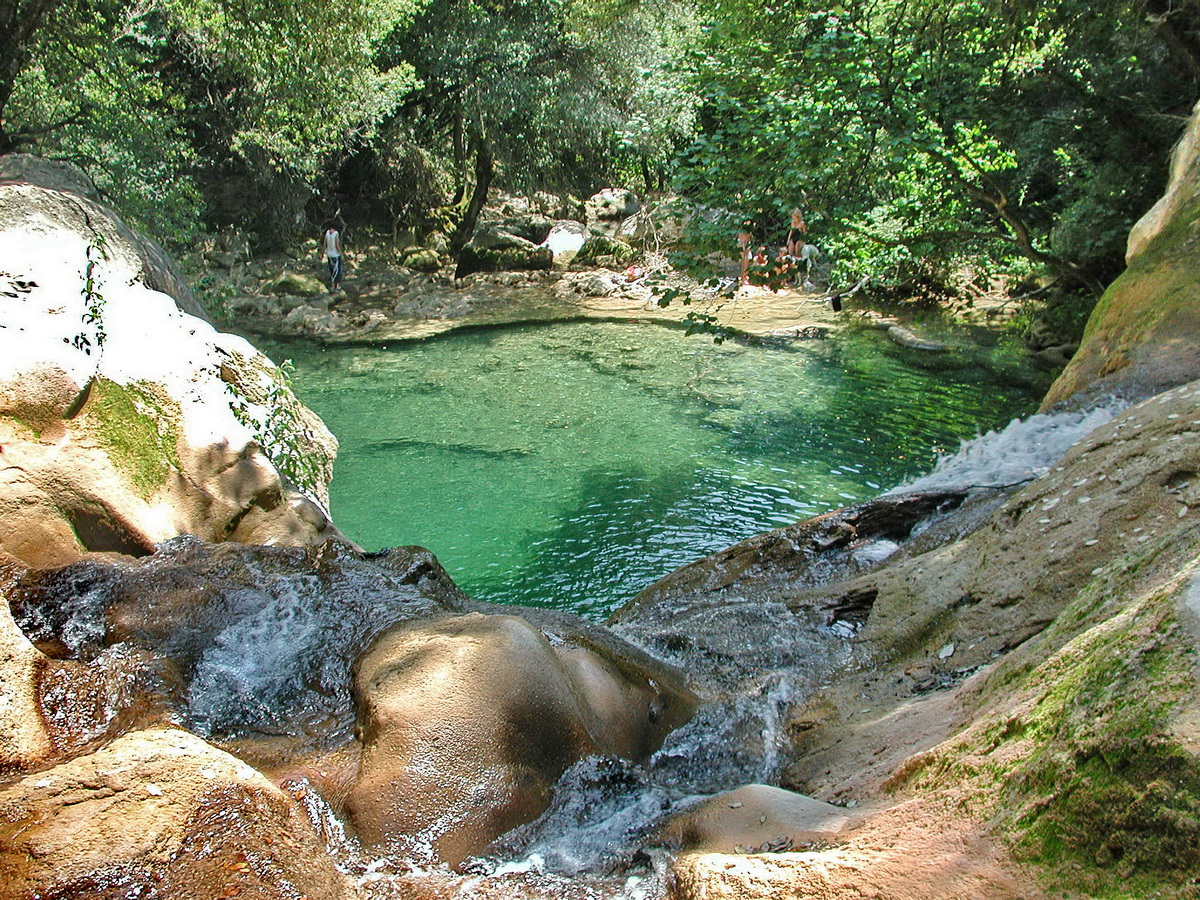
"Marianne"
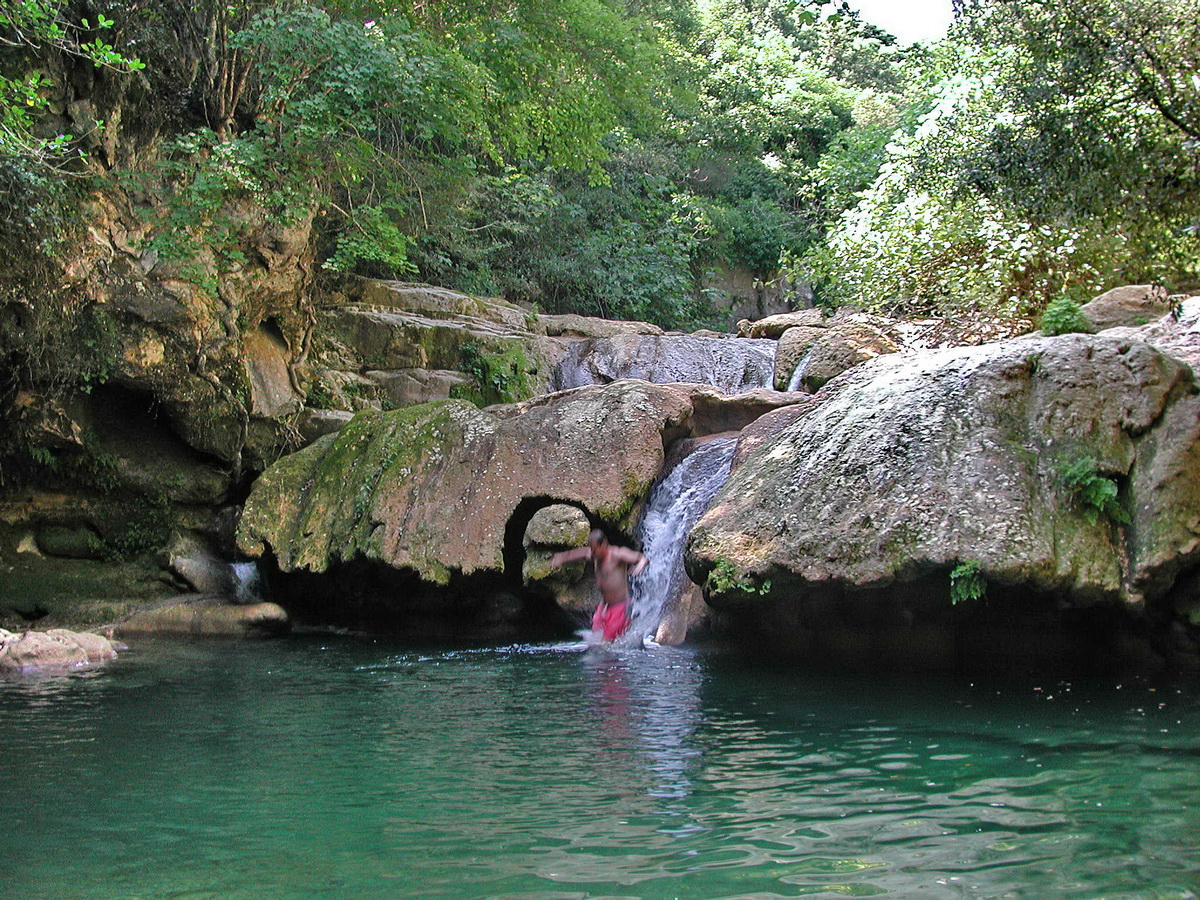
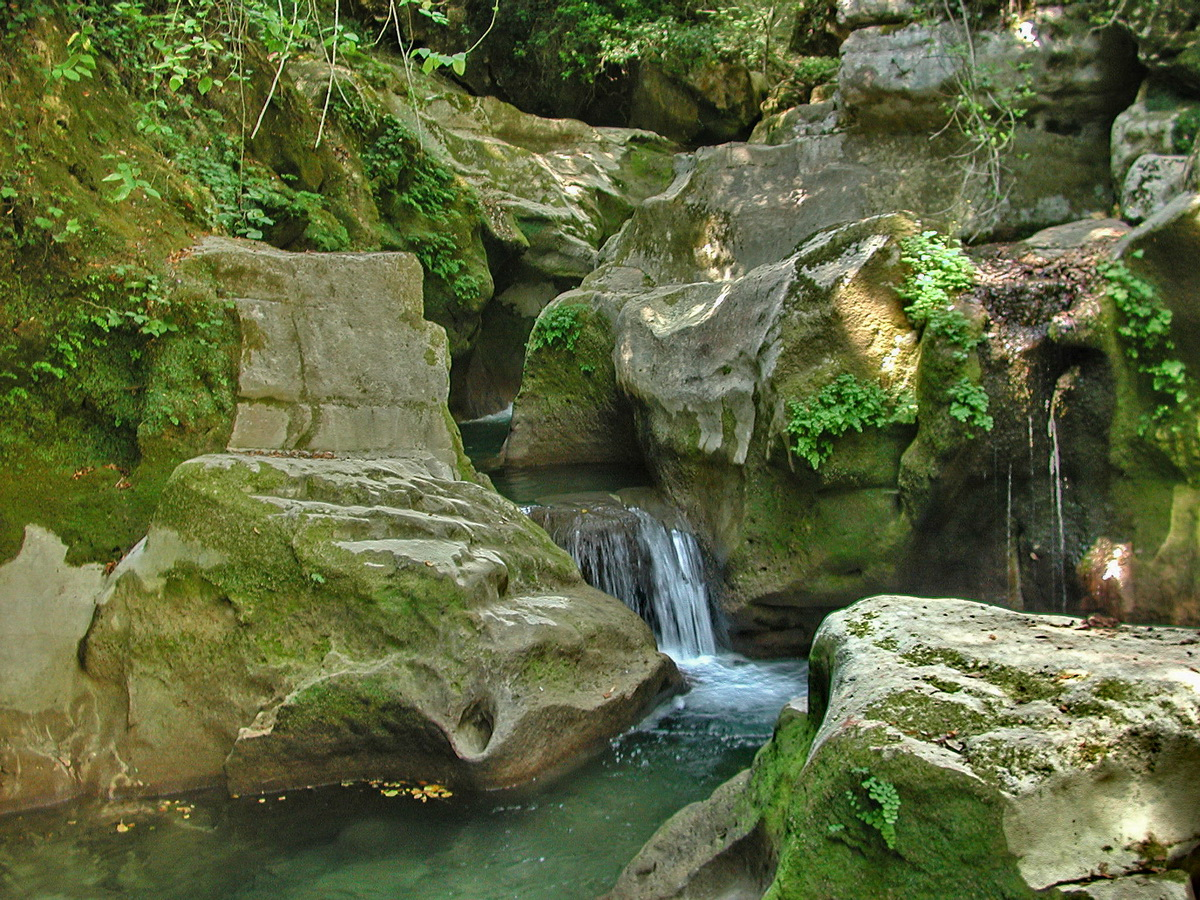
"Les Tines"
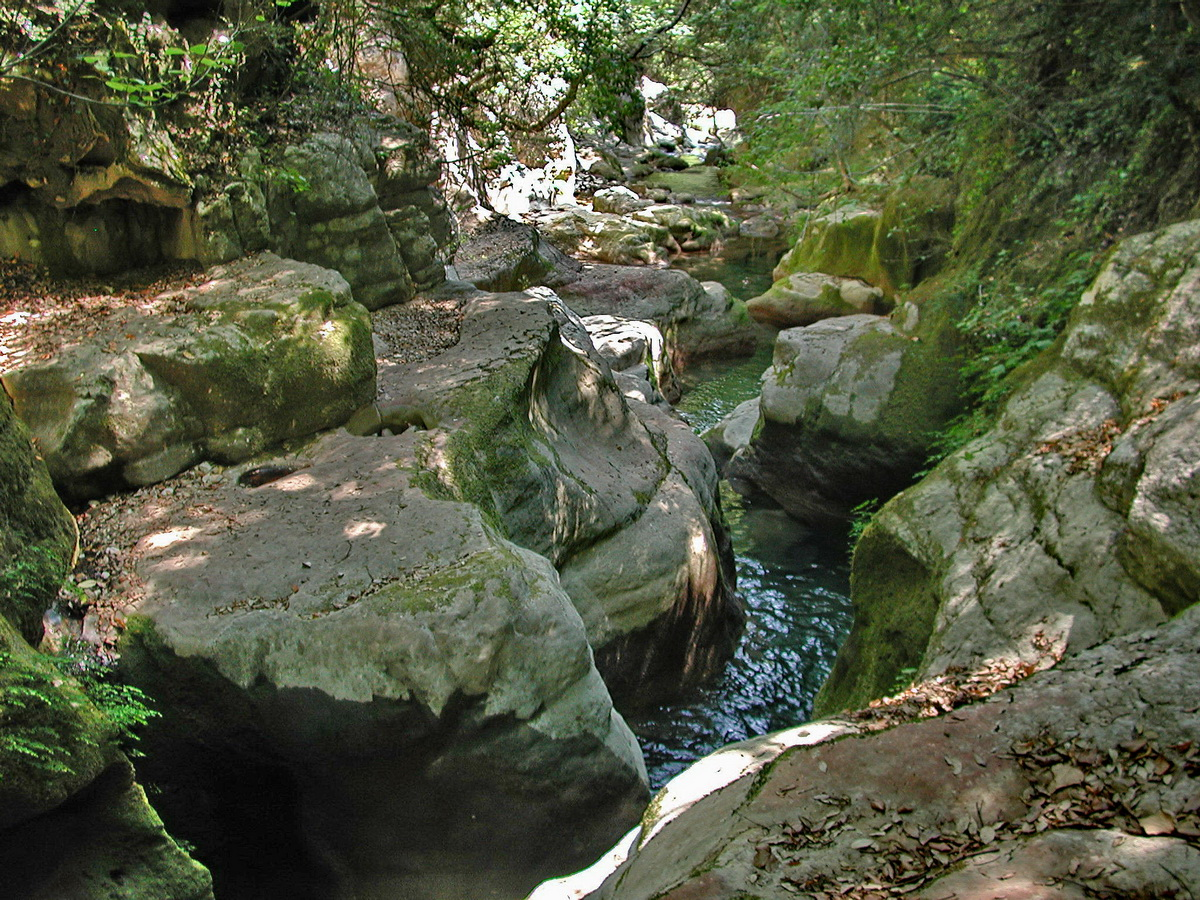
"Les Tines"
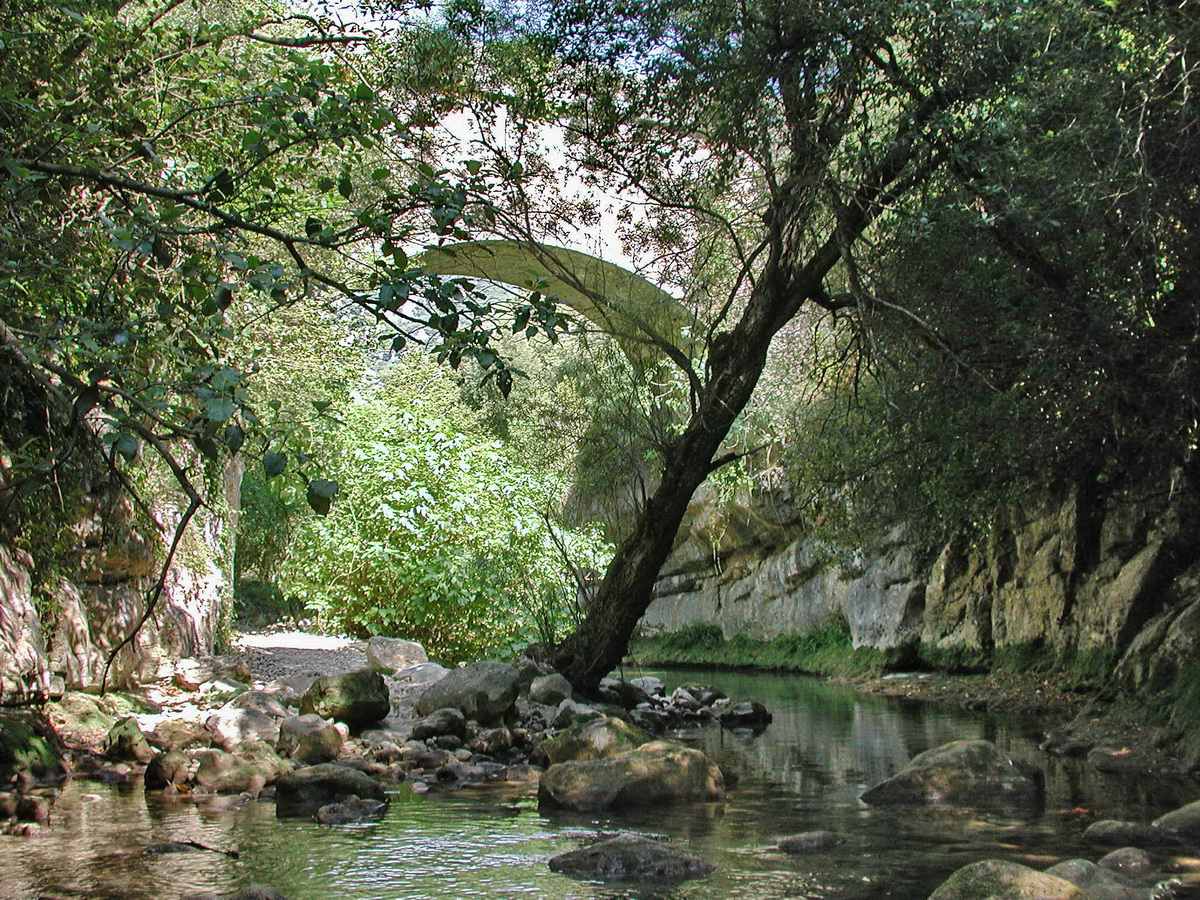
Ponts jumelés
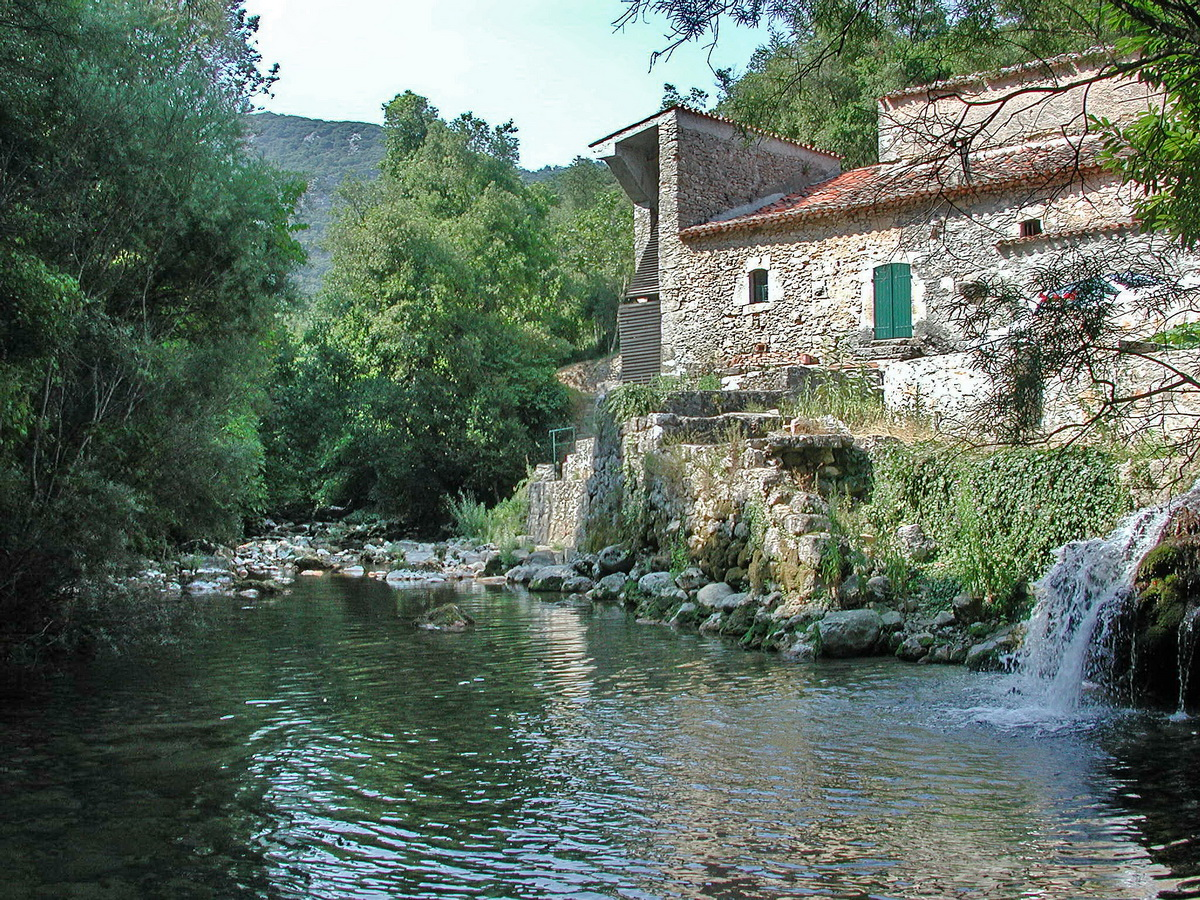
Moulins communaux
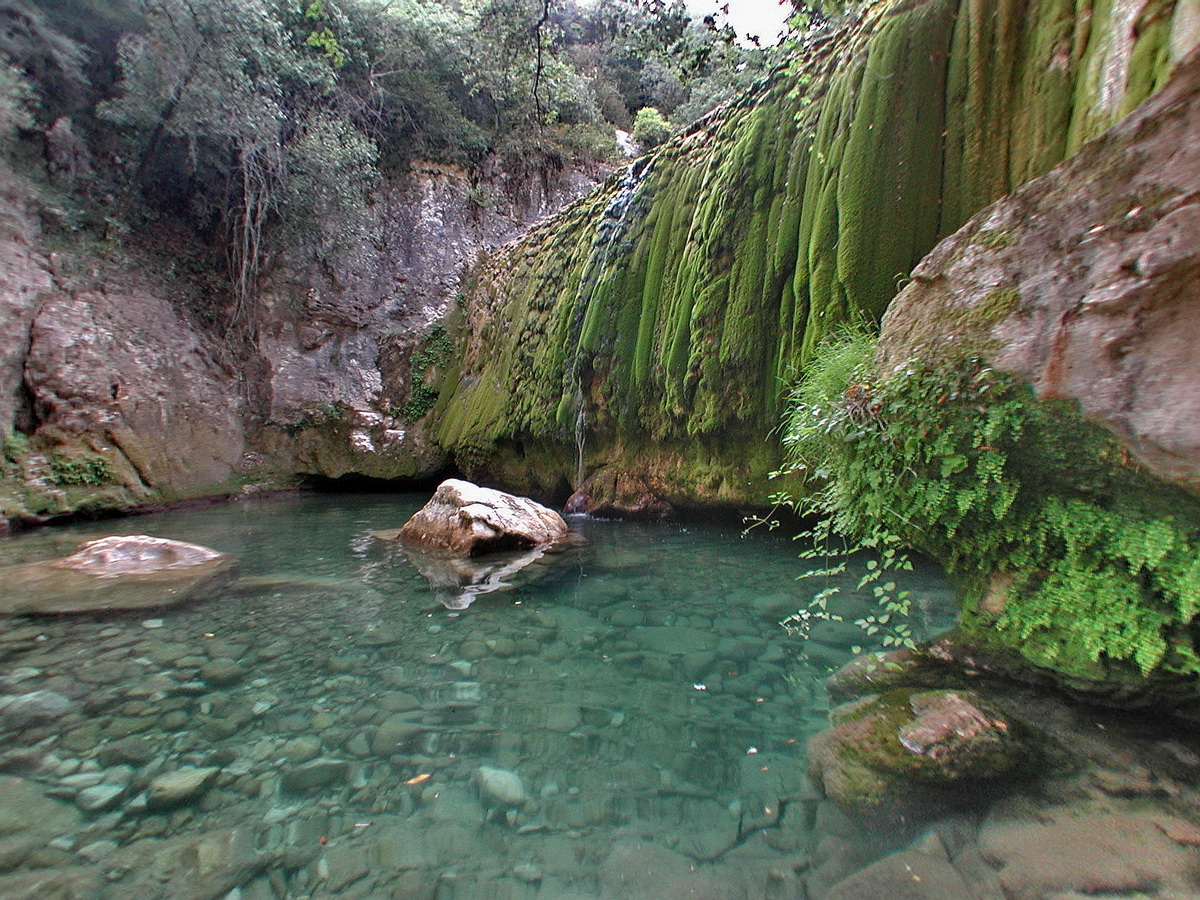
Barrage des moulins en été
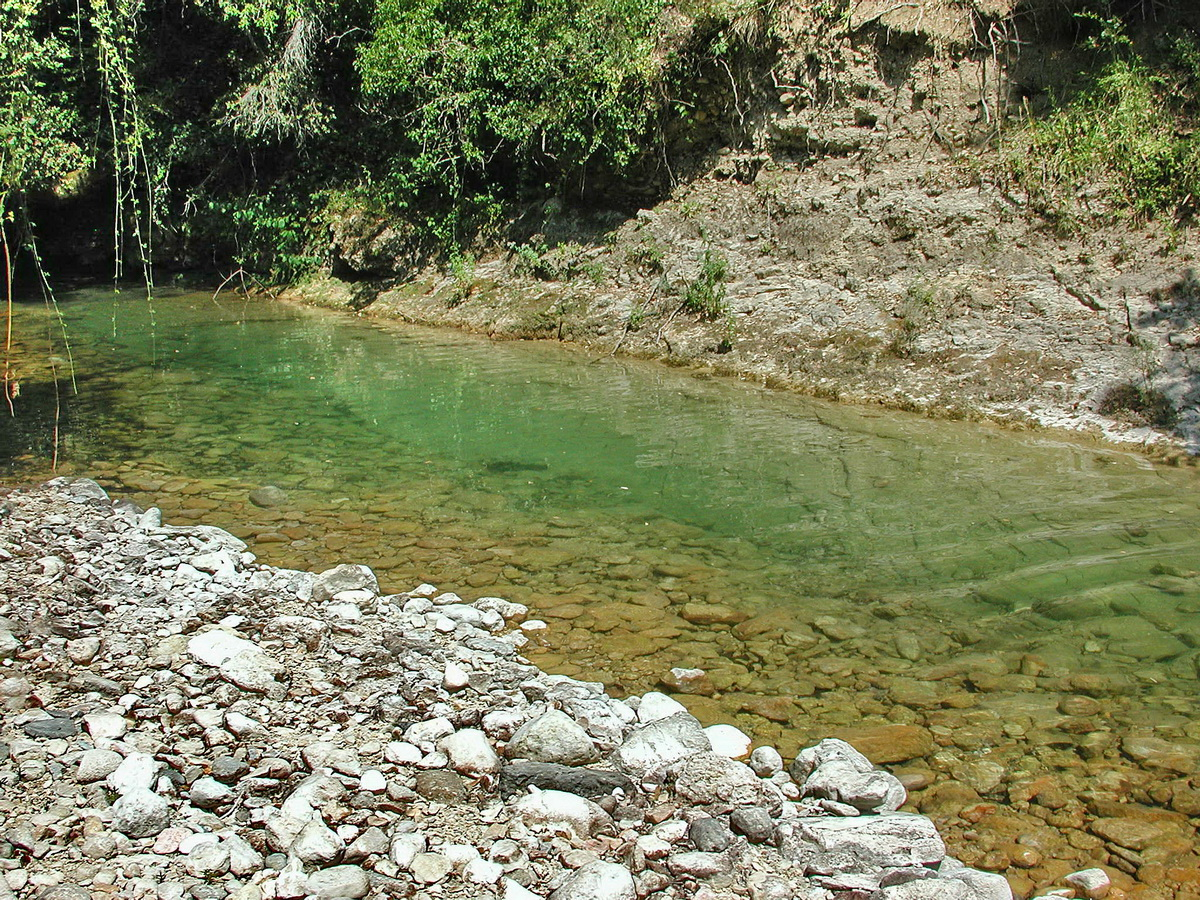
Siagnole haute
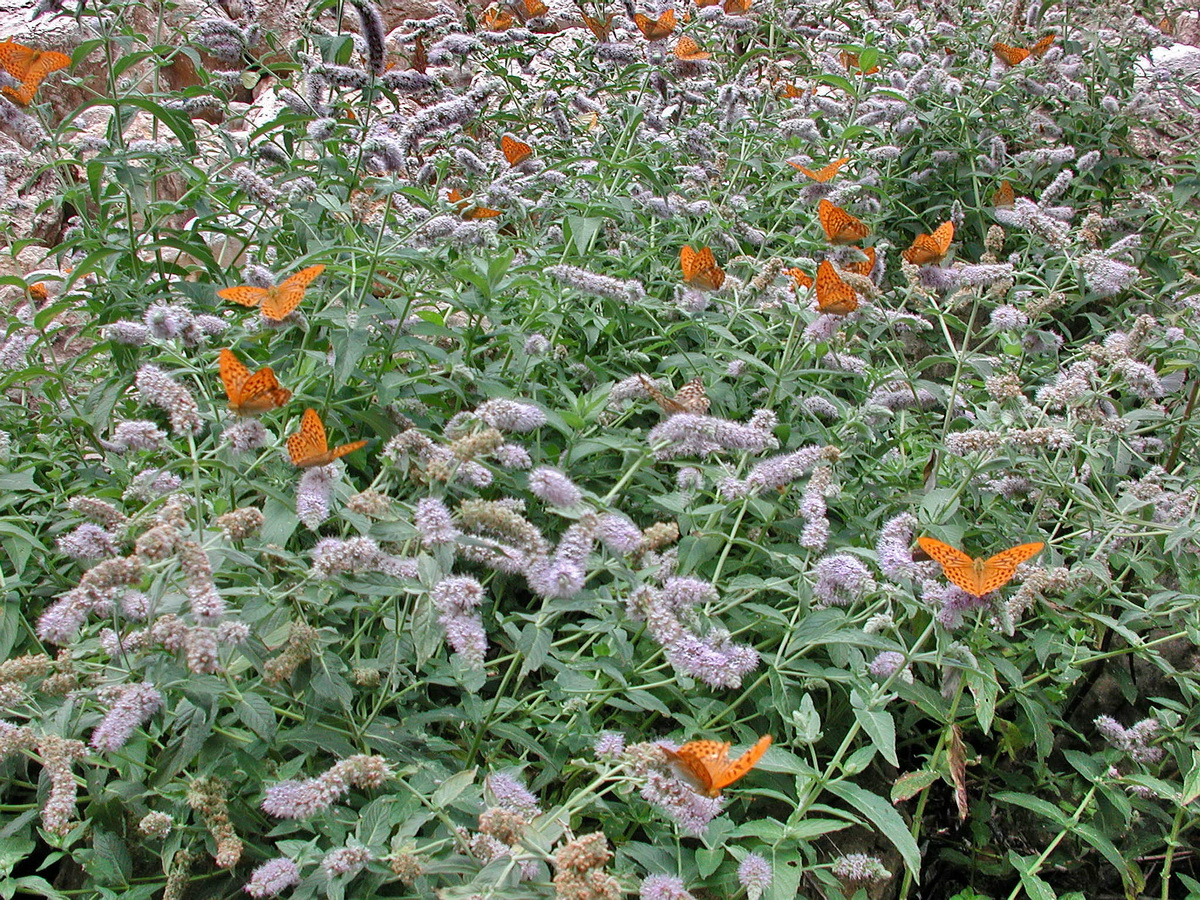
Papillons
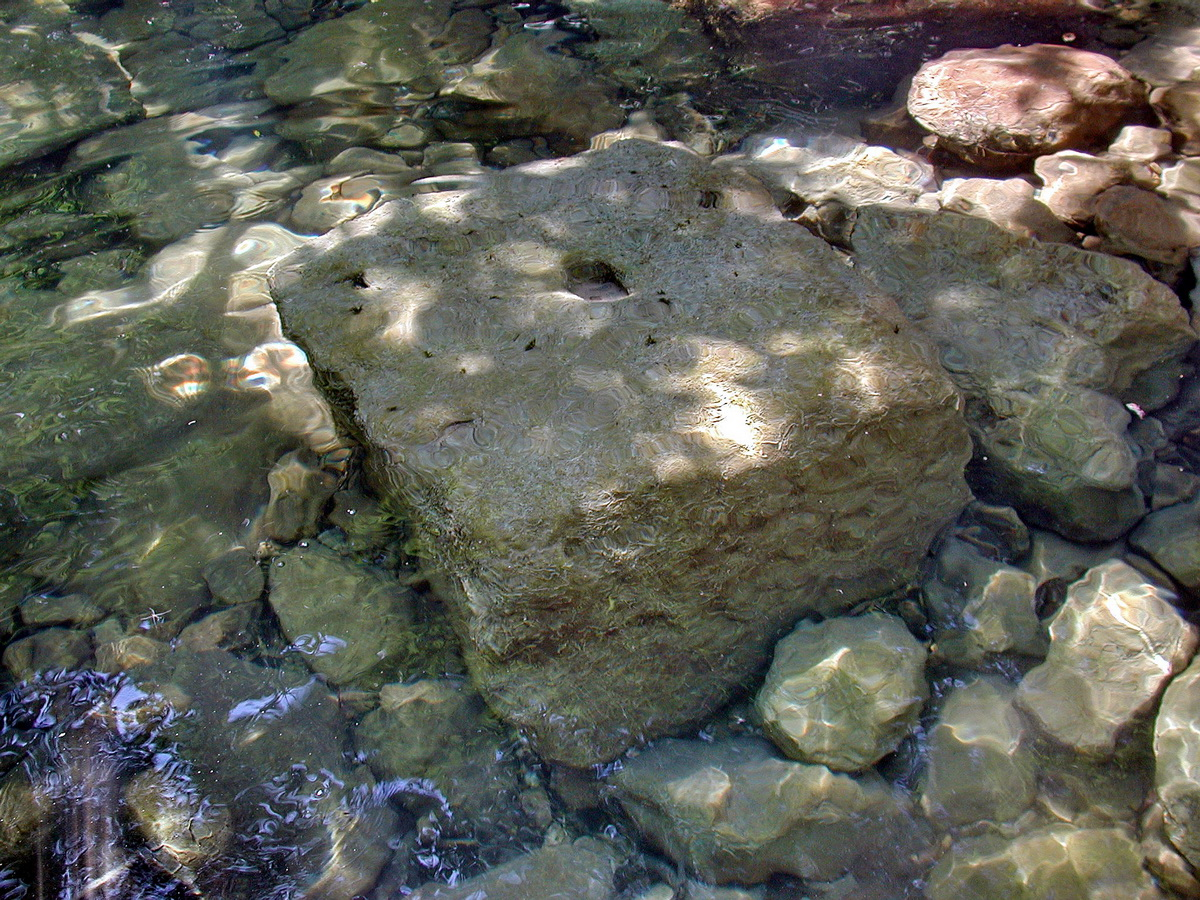
Pierre taillée romaine
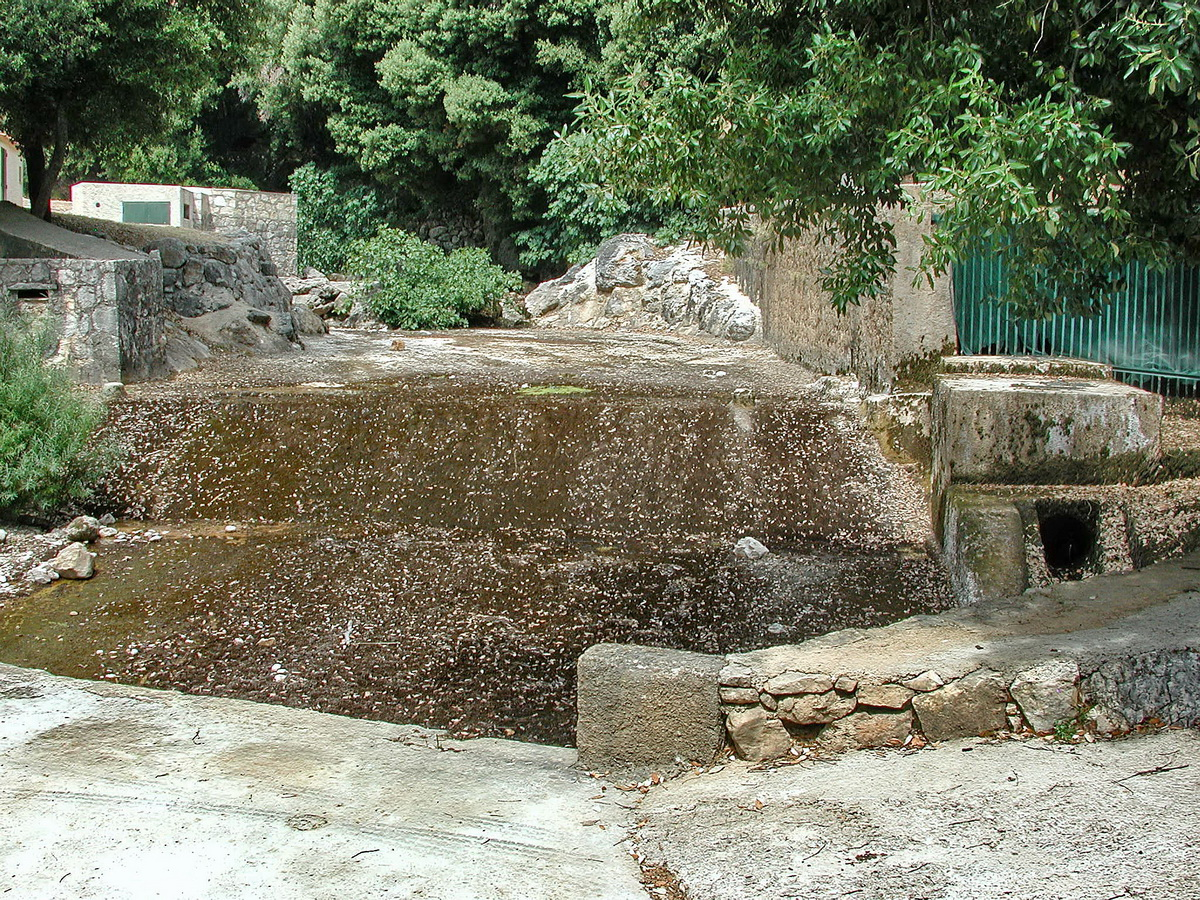
Captage des sources, début de l'aqueduc de Mons à Fréjus
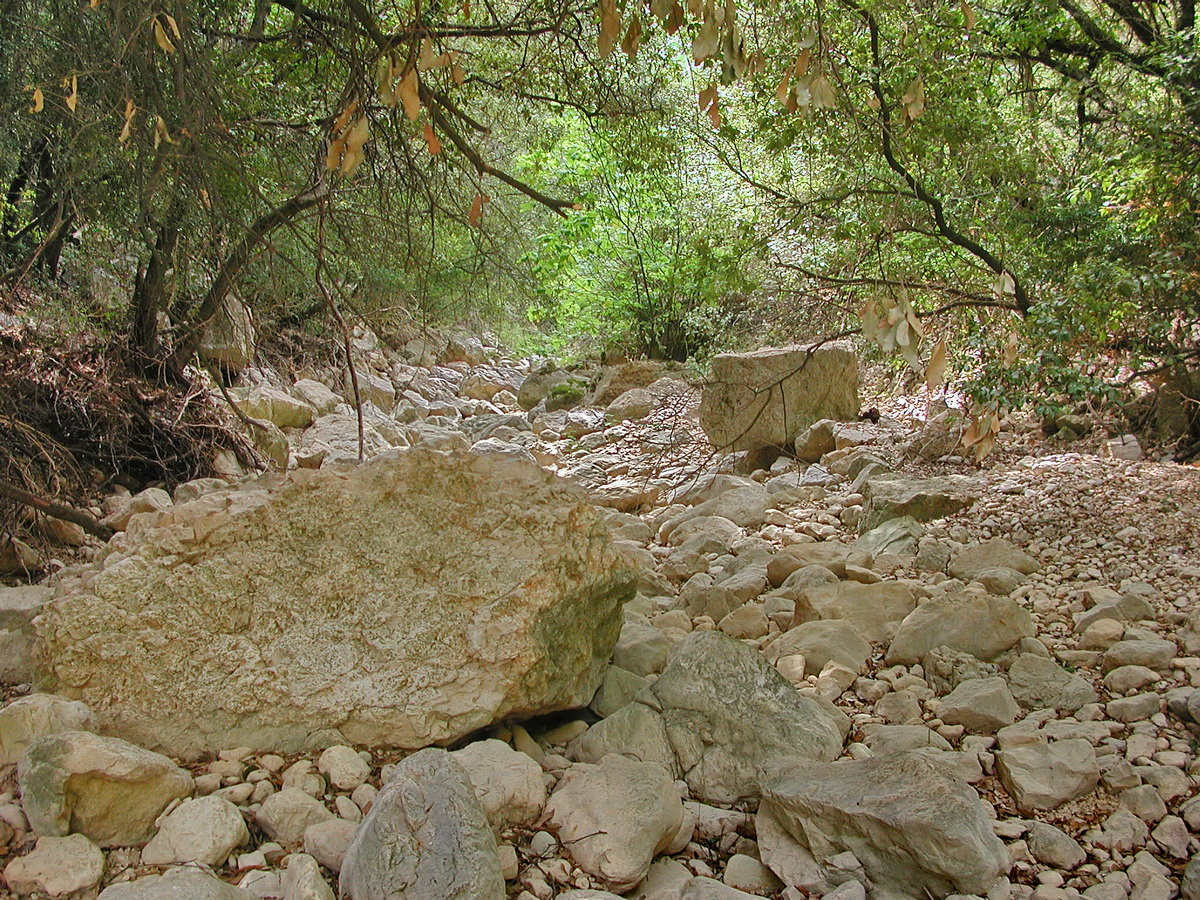
Le Fil avant le Neissoun
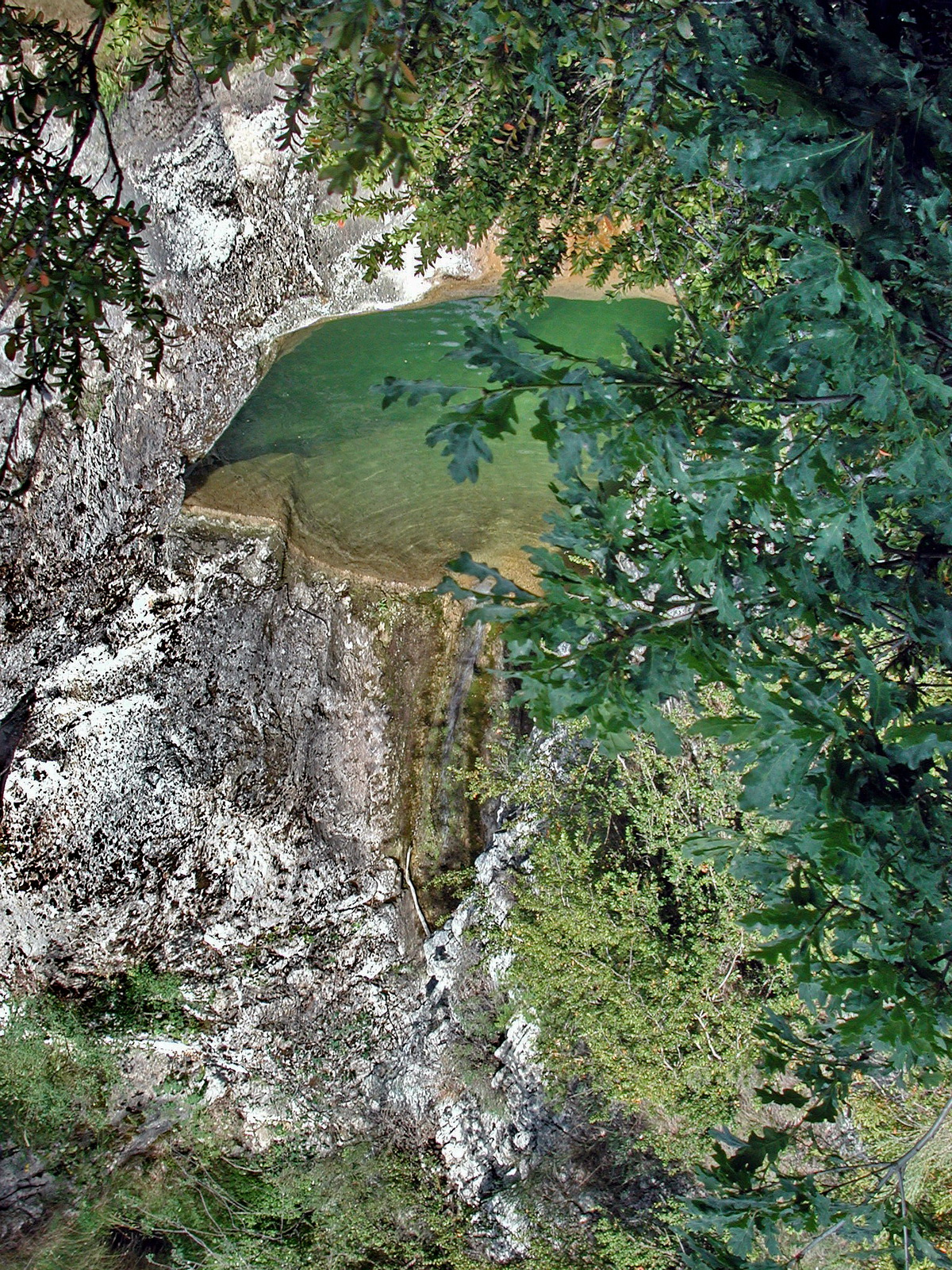
Le haut Fil